# Jomkipurská válka
Jomkipurská válka (hebrejsky מלחמת יום הכיפורים‎, milchemet Jom ha-kipurim nebo מלחמת יום כיפור‎, milchemet Jom kipur), známá též jako válka ze dne smíření, říjnová válka (arabsky حرب أكتوبر‎, ḥarb uktúbar nebo حرب تشرين‎, ḥarb tišrín), v muslimském světě také ramadánová válka, byla pátá arabsko-izraelská válka. Vypukla 6. října 1973 ve 14:00, když koalice Egypta a Sýrie za podpory dalších arabských zemí zahájila o nejvýznamnějším židovském svátku Jom kipur překvapivý útok na Izraelem okupované oblasti Suezského průplavu a Golanských výšinách.
Dne 6. října 1973 překročila egyptská vojska Suezský průplav, vstoupila na Sinajský poloostrov a napadla izraelské posádky pevností Bar Levovy linie. Zároveň syrské jednotky napadly postavení izraelských jednotek na Golanských výšinách. Útok byl z důvodu fatálního selhání vlastních zpravodajských služeb pro Izrael překvapením a izraelská armáda se v prvních dnech ocitla v defenzívě a zaznamenala těžké ztráty.
Teprve po několika dnech, po dokončení mobilizace, se Izraelským obranným silám (IOS) podařilo na Golanských výšinách zastavit útok a zatlačit syrské jednotky zpět. V dalších dnech se Izraeli podařilo nejen stabilizovat frontu na Sinajském poloostrově a zastavit egyptský útok, ale i překročit Suezský průplav.
Z vojenského hlediska se jednalo o vítězství Izraele, z politického zvítězil Egypt, neboť původního cíle, vytlačit Izrael od Suezského průplavu a ze Sinajského poloostrova, se podařilo v dalších letech dosáhnout.
Válka sehrála svou roli také v ideologickém boji mezi východním a západním blokem v rámci studené války. Oficiální představitelé sovětského bloku a jimi kontrolovaná média, včetně československého Rudého práva, konflikt prezentovali důsledně jako izraelskou agresi proti Egyptu a Sýrii, přestože válka začala nevyprovokovaným útokem těchto dvou zemí proti židovskému státu. Rovněž zpravodajství o válečných akcích bylo prezentováno zcela zkreslenou formou, kdy média zveličovala závislost Izraele na americké vojenské pomoci a naopak zcela zamlčovala podporu Sovětského svazu a některých jeho satelitů, poskytnutou arabským zemím.

## Před válkou
Po uzavření příměří, kterým byla ukončena opotřebovací válka, došlo u obou nejvýznamnějších rivalů Izraele ke změnám na mocenských postech; v Egyptě se po Násirově smrti dostal začátkem podzimu 1970 k moci Anvar Sádát, v Sýrii krátce na to Háfiz Asad definitivně upevnil své mocenské postavení a stal se takřka neomezeným vládcem.

### Egypt

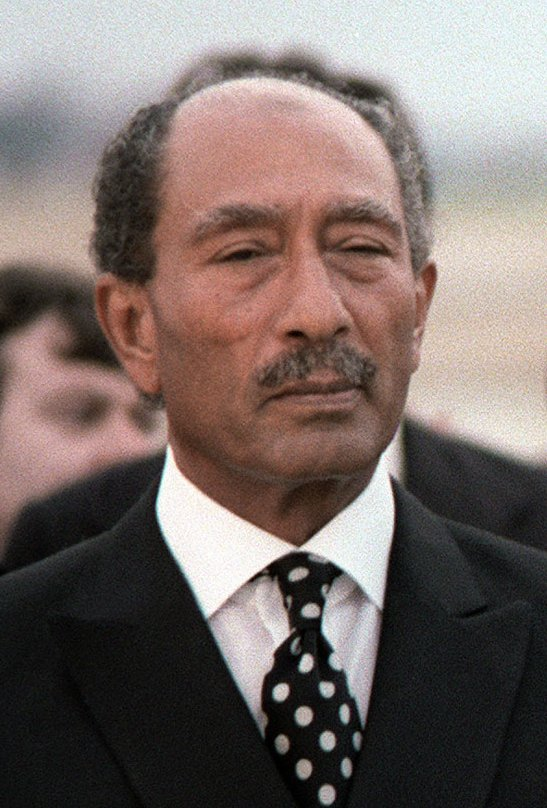
Egyptský prezident Anvar Sádát

Sádát sice byl pro prodloužení příměří s Izraelem, ale zároveň bojoval s dalšími mocenskými skupinami v Egyptě, zejména se skupinou viceprezidenta Alího Sabrího, a proto byl nucen směrem k Izraeli a USA volit konfrontační tón, kterým se snažil upevnit svou pozici v arabském světě. Ale ani sovětsko-egyptské vztahy nebyly ideální. Moskva nepokrytě podporovala Sabrího, čímž ještě více zvýšila Sádátovu averzi vůči němu. Proto začal Sádát hledat spojení ve Spojených státech. Americká vláda ale nedokázala tuto nabídku uchopit a řadou nešťastných kroků promarnila šanci na mírové urovnání na Blízkém východě. Přestože byl Sádát jak velmocemi, tak arabským světem považován za slabého či dočasného vůdce, dokázal se v květnu 1971 víceméně ústavní cestou zbavit Sabrího skupiny a upevnit tak svou svrchovanou moc v Egyptě. Zároveň koncem téhož měsíce podepsal s A. Gromykem novou sovětsko-egyptskou mírovou smlouvu, ve které se SSSR zavázal k dodávkám moderních zbraňových systémů. Na oplátku získal egyptské základny, čímž rozšířil rozsah své vojenské přítomnosti na Blízkém východě.
Zároveň s upevňováním vztahů se Sovětským svazem vkládal Sádát určitá očekávání i do tzv. Rogersova plánu, prostřednictvím něhož se USA snažily přimět účastníky předchozích konfliktů na Blízkém východě k jednání a dosažení kompromisu, zejména co se týče Izraelem obsazených území. Záhy se ale ukázalo, že problémy Blízkého východu jsou pro obě velmoci druhořadé (ve Spojených státech se blížil volební rok 1972 a probíhala intenzivní jednání o ukončení války ve Vietnamu) či si nechtějí zkomplikovat mezinárodní vztahy (SSSR přijal tzv. politiku détente a snažil se získat půjčky od USA). S dalšími jednáními se Rogersův plán vlivem izraelského a egyptského odmítání kompromisů a vlažného postoje amerických vrcholných představitelů dostával do stále bezvýchodnější situace, až v listopadu 1972 skončil americkou rezignací na jakékoliv další mírové iniciativy v regionu.
Sádát si byl vědom toho, že jeho mocenské postavení je ve skutečnosti vratké, a proto se snažil je upevnit. Navenek vydával opakovaná prohlášení o mobilizacích proti izraelské okupaci, ta však přestávala být brána vážně.
Zatímco se při opakovaných setkáních se sovětskými představiteli snažil získat větší množství zbraní, zejména nejmodernějších systémů, ve vnitřní politice upevňoval svou moc posilováním role armády. Ta prodělávala modernizaci nejen co do výzbroje, ale i po stránce výcviku vojáků a výchovy nových velitelských kádrů. Byl kladen důraz zejména na vzdělání a fyzickou připravenost. Zároveň ale stoupala sovětská vojenská přítomnost v Egyptě; SSSR se významně podílel na ochraně egyptského vzdušného prostoru a skupiny vojenských poradců v námořnictvu či protiletecké obraně byly na egyptském velení prakticky nezávislé. To ovšem vedlo k narůstání počtu konfliktů mezi Sověty a Egypťany, pramenící převážně ze sovětské arogance vůči Egypťanům. Ovšem nejhorší pro Egypťany bylo zjištění, že Sovětský svaz předává v rámci udržení statu quo informace o egyptské armádě USA a potažmo Izraeli. Problémy vyvrcholily 9. července 1972, kdy egyptská armáda obklíčila sovětské základny a SSSR dostal týdenní ultimátum na odsun z Egypta. Sádát se tak nejen snažil přivést sovětsko-egyptské vztahy na rovnoprávnější základ, ale i ještě více upevnit svou pozici na domácí politické scéně. Zároveň si od tohoto kroku sliboval, že USA zmírní svůj jednoznačně proizraelský postoj. To se však nestalo. Krom toho si Sádát uvědomil, že SSSR a USA jednají po zavedení politiky deténte ve shodě a Sovětský svaz nehodlá kvůli Egyptu riskovat konflikt s USA. Uvědomil, si také, že od SSSR nemůže čekat významnější podporu pro své požadavky vůči Izraeli a dospěl definitivně k názoru, že jedinou možností jak situaci řešit je ozbrojený konflikt s Izraelem.:s.194
Na mezinárodním poli bylo ale vypovězení sovětských poradců vnímáno jako prázdné gesto a nepřikládala se mu větší důležitost. Sádát se rozhodl pro omezenou válku, při které by, na rozdíl od Násira, neusiloval o zničení Izraele, ale o obsazení části území obsazeného Izraelem. To by podle Sádátovi představy dokázalo přimět velmoci (zejména USA) ke změně postoje k Blízkému východu. Krom toho by, byť jen částečné, vítězství vrátilo Egypťanům a potažmo i Arabům sebevědomí a pocit hrdosti po debaklu při Šestidenní válce. Převzal ideu, že není nutné (a ani možné) porazit Izrael ve válce, ale je možné porazit ho v bitvě, při které by Egypt získal a udržel část území a zároveň Izraeli způsobil citelné ztráty.
Pro svůj plán omezené války nenašel v egyptském velitelském sboru jednoznačnou podporu. Řada egyptských generálů sice chtěla vítěznou válku proti Izraeli, ale věřila, že na takovou válku Egypt není připraven. Ideu omezené války podpořili jen někteří vysocí velitelé, např. gen. Šazlí. V říjnu 1972 proto provedl Sádát výměnu ve velení armády a velitelé stojící proti představě omezené války byli ze svých postů odstraněni.
Na jejich místa byli dosazeni noví velitelé, kteří Sádátovu ideu podporovali a následně připravovali plány na tento typ války proti Izraeli; původní plán s krycím názvem Granit měl čtyři varianty. Nový plán na omezenou válku nesl název Šarára (Jiskra), přičemž jeho součástí byl plán na překročení Suezského kanálu (krycí název Badr (Půlměsíc)). Plány byly dokončeny na podzim 1972. Poté se mohlo přikročit k intenzivním přípravám na jejich uskutečnění. 
Začátkem roku 1973 se do Egypta začali vracet sovětští poradci, ale jejich počet byl omezen (1 000 z původních 15 000) a jednalo se pouze o specialisty. S návratem sovětských specialistů začaly do Egypta znovu proudit vojenské dodávky. Sádát navíc zahájil intenzivní jednání se Sýrií ve snaze zajistit vytvoření arabské aliance pro případný útok proti Izraeli. Gestem vypovězení Sovětů si dokázal navíc zajistit podporu i konzervativních arabských zemí, zejména saúdskoarabského krále Fajsala. Ten zároveň tlačil na USA, aby přinutili Izrael k vydání Jeruzaléma pod muslimskou kontrolu. V opačném případě pohrozil omezením produkce ropy, na jejíchž dodávkách byly USA životně závislé. USA ale tomuto prohlášení věnovaly jen malou pozornost.
Poté, co Sádát získal saúdskoarabskou finanční pomoc, přiměl k užší spolupráci Jordánsko a uzavřel se Sýrií smlouvy o společném velení, mohl v srpnu 1973 považovat přípravy na válku proti Izraeli za ukončené.

### Izrael

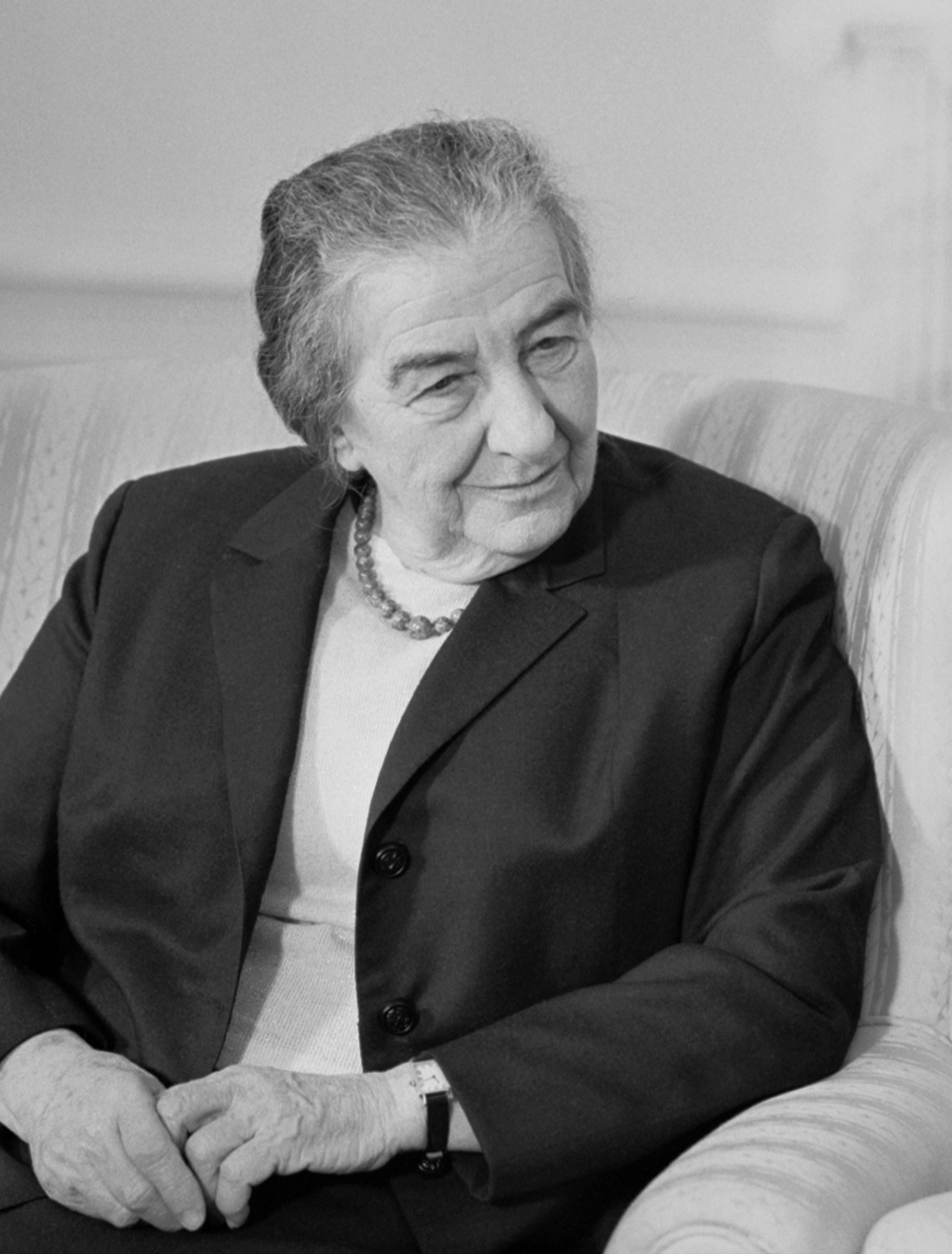
Izraelská premiérka Golda Meirová

Ukončení opotřebovací války přijal Izrael s úlevou, neboť tento vleklý konflikt odčerpával velké lidské i materiální prostředky. Během šestidenní války byly dobyty Golanské výšiny, Sinajský poloostrov, Západní břeh Jordánu a pásmo Gazy. Díky tomu mohl Izrael využívat obrany v hloubce a poprvé od svého vzniku získal hájitelné hranice. V ekonomické oblasti znamenal pro Izrael zisk nových území především nové trhy, levnou arabskou pracovní sílu a úrodnou půdu, obsazením ropných polí na Sinaji dokázal pokrýt poloviny svých potřeb a vodami z řeky Jordán mohl napájet Galilejské jezero.
Přestože vítězstvím v šestidenní válce posílil Izrael také svou prestiž, převažovala spíše negativa. Ziskem rozsáhlých území a jejich začleněním do izraelského státu získal totiž početnou komunitu arabského obyvatelstva, což se stalo stálým zdrojem konfliktů. Vítězství navíc posílilo pocit nadřazenosti nad arabskými sousedy a tento pocit pohrdání prostoupil celou izraelskou společností včetně armády a zpravodajských služeb a v následné válce se stal jedním z nejdůležitějších faktorů izraelských problémů.
Jako protiváha sovětské angažovanosti v Egyptě a Sýrii se Spojené státy staly velmocenským garantem Izraele, a to zejména v oblasti vojenských dodávek. Izraelský požadavek na uznání ze strany arabských zemí od počátku ovlivňoval americké snahy o uzavření míru na Blízkém východě. Teprve v případě uznání byli izraelští představitelé v čele s Goldou Meirovou ochotni jednat o územních ústupcích. Na arabské a zejména egyptské straně byla neochota k přijmutí mírových plánů umocněna nevůlí Izraele jednat o vyklizení Jeruzaléma a Golanských výšin. Rogersův plán, počítající se stažením Izraele z celého Sinajského poloostrova, byl v Tel Avivu odmítnut.
Přestože po ukončení opotřebovací války došlo k zastavení střetů mezi izraelskou armádou a armádami jeho arabských sousedů, docházelo ve vzrůstající míře ke konfliktům mezi Izraelci a palestinskými bojůvkami. Tyto konflikty od menších teroristických útoků palestinských ozbrojenců proti židovským civilistům až po otevřené ozbrojené útoky měly za následek stupňující se izraelské odvetné akce, jejichž výsledkem byli převážně mrtví palestinští civilisté. Palestinské útoky vedly v roce 1971 k dvěma výpadům izraelské armády do Libanonu, ve kterém měli palestinští partyzáni své základny. Počátkem roku 1972 se vystupňovala jednak palestinská protižidovská teroristická činnost v západní Evropě a zintenzivnilo ostřelování Izraele z území Libanonu. Na to Izrael odpověděl nejen dalším výpadem na území tohoto státu, ale i proti území Sýrie. Izraelsko-palestinský konflikt eskaloval v září 1972 po tzv. Mnichovském masakru. Na ten Izrael odpověděl leteckými útoky proti palestinským táborům v Libanonu a Sýrii. Následovaly vražedné kampaně, při kterých si komanda Černého září a dalších palestinských skupin a izraelských tajných služeb navzájem likvidovala své představitele v zahraničí. Tuto vlnu bojů přijímaly Egypt a Sýrie s uspokojením, neboť to odvádělo pozornost Izraelců od příprav na válku.
O možném útoku z egyptské strany byla izraelská zpravodajská služba Mosad informována prostřednictvím svého agenta umístěného poblíž Anwara Sádáta. Na základě informací od tohoto zdroje byla v Izraeli v polovině května 1973 vyhlášena částečná mobilizace. Ta byla ukončena propuštěním záložníků v polovině srpna. Zbytečné mobilizace znamenaly pro Izrael nejen značnou finanční zátěž, ale poskytovaly arabským protivníkům argumenty pro obviňování Izraele ze stupňování napětí v oblasti. Na jaře 1973 navštívila izraelská premiérka Golda Meirová USA. Při jednáních s prezidentem Nixonem odmítla další americké mírové iniciativy jako zbytečné s poukazem na neschopnost Egypta získat obsazená území vojenskou silou. Zároveň ale požádala o pomoc ve formě vojenských dodávek. V polovině dubna 1973 Izrael navíc vystupňoval svou protiteroristickou kampaň známou jako operace Boží hněv, když zvláštní oddíly izraelské armády podnikly koordinovaný útok proti palestinským cílům v Libanonu při operaci známé jako Operace Jaro mládí. Naproti tomu v činnosti proti Sýrii a zejména Egyptu se vršily ze strany izraelských zpravodajských služeb omyly a přehmaty. Docházelo zejména k fatálnímu podceňování protivníka a z toho vyplývající špatné vyhodnocování získaných poznatků podporované dezinformační kampaní. Přestože se od konce léta stupňovalo množství zpráv varujících před egyptsko-syrským útokem (včetně varování od jordánského krále Husajna na jeho tajné schůzce s G. Meirovou 25. září či o něco později varování od CIA), velení izraelské zpravodajské služby Aman v čele s Eli Zeirou nadále trvalo na nereálnosti války.

### Sýrie

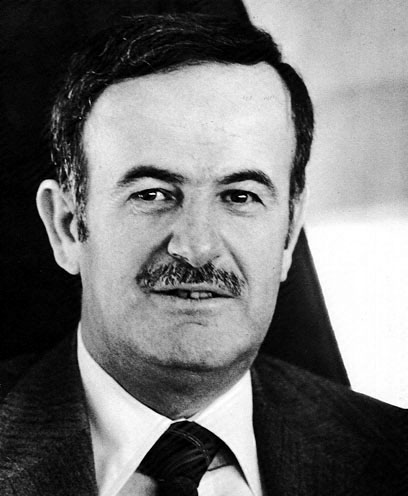
Háfiz al-Asad

Během šestidenní války ztratila Sýrie kontrolu nad Golanskými výšinami. 13. listopadu 1970 se moci v Sýrii definitivně ujal Háfiz Asad, do té doby známý tím, že jako vrchní velitel syrského letectva odmítl podpořit syrský tankový útok do Jordánska vedený na podporu palestinského boje proti jordánské vládě. Toto odmítnutí mělo za následek porážku syrských intervenčních pozemních jednotek a jejich vytlačení z Jordánska. V období šestidenní války působil na pozici ministra obrany. Poté, co se mu podařilo zbavit se marxistické opozice, vytvořil poměrně stabilní a mocensky vyvážený režim. Sýrii orientoval výrazně protiizraelsky. Přes nemarxistickou orientaci byla Sýrie stále více závislá na sovětských vojenských dodávkách. V srpnu 1967 se Sýrie zúčastnila konference v súdánském Chartůmu, která zavázala arabské země k tzv. politice tří NE: nejednat s Izraelem, neuzavřít s Izraelem mírovou smlouvu a neuznat Izrael. Zároveň bylo rozhodnuto o získání ztracených území vojenskou silou. Pro tento účel začala Sýrie, stejně jako Egypt s rozsáhlou reformou své armády a přípravou na novou válku.
Sýrie, na rozdíl od Egypta, odmítala rezoluci OSN č. 242 a jako svůj prioritní cíl deklarovala zničení Izraele. V mezinárodní politice byl Asad Sádátovým rivalem, což mu ale nebránilo v pozdější užší spolupráci s Egyptem a podřízení syrské armády egyptskému vrchnímu velení. Při egyptsko-syrských jednáních jmenoval Asad egyptského ministra války velitelem i syrské protiizraelské fronty.

### Velmoci

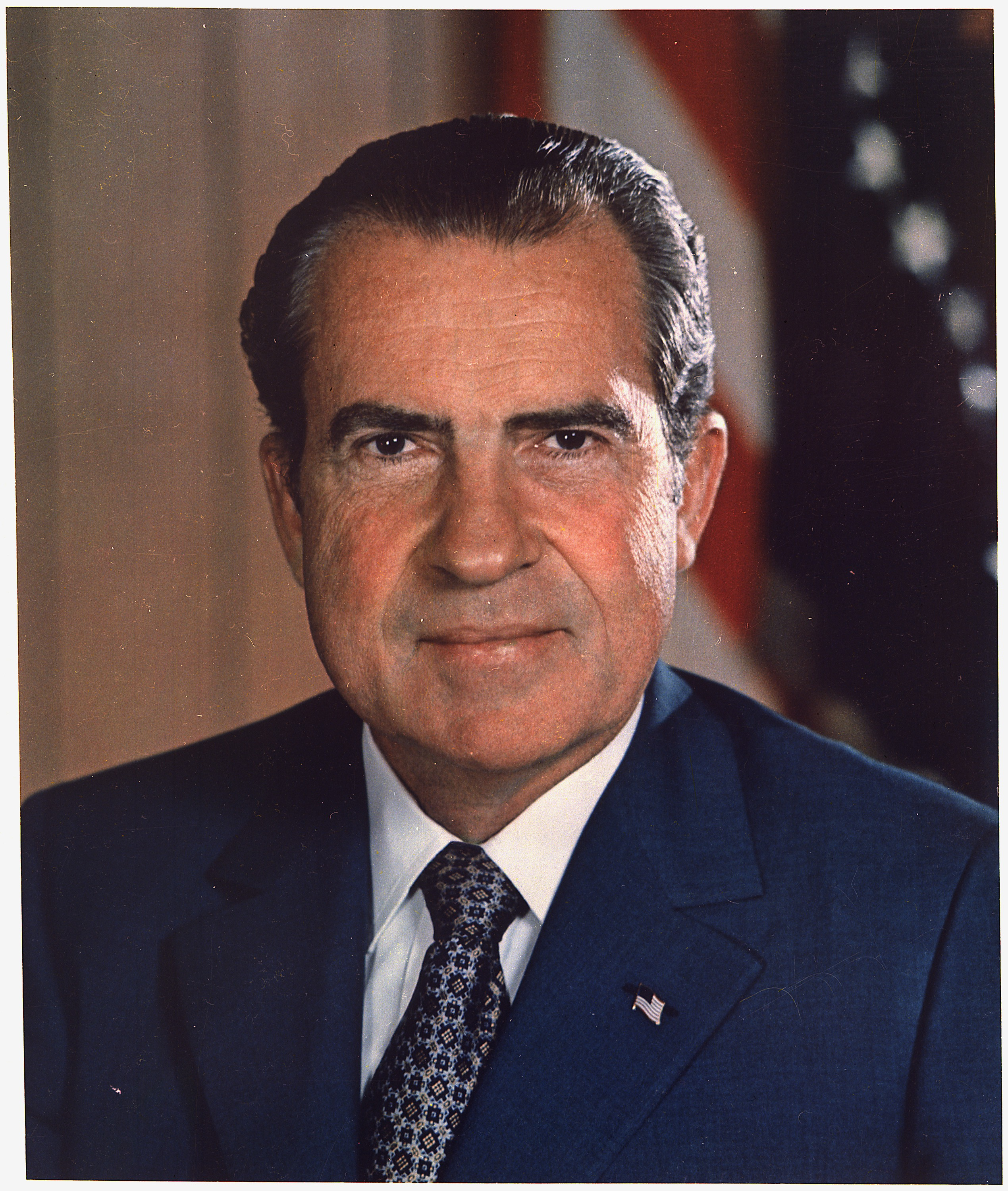
Richard Nixon, v době konfliktu prezident USA

Na začátku 70. let patřil Blízký východ mezi oblasti zvýšeného zájmu velmocí, tedy SSSR a USA, ale nikoliv mezi jejich priority. Spojené státy se snažily nalézt východisko ze svízelné situace, do které se dostaly během vleklé války ve Vietnamu, rýsovala se možnost průlomu v minimálních americko-čínských vztazích a zanedbatelný nebyl, alespoň pro prezidenta Nixona, blížící se volební rok 1972. SSSR, kterému se podařilo zklidnit vztahy se Spojenými státy po intervenci do Československa, přijal na 24. sjezdu KSSS tzv. politiku détente, v jejímž rámci se snažil minimalizovat rizika americko-sovětské konfrontace.
Americká angažovanost v oblasti se ponejvíce omezovala na pokusy o uzavření mírové smlouvy mezi Izraelem a jeho arabskými protivníky. Tato iniciativa, známá jako Rogersův plán, narážela na řadu problémů. Hlavním z nich byla neústupnost Izraele ve věci opuštění některých okupovaných území a odpor Egypta a Sýrie k usednutí s Izraelem k jednomu stolu. To se totiž v očích arabského světa rovnalo uznání Izraele a zradě. Zanedbatelnými nebyly ani přehmaty americké administrativy, jako například podceňování arabských představitelů či nevalná znalost problematiky u amerických vyjednávačů. Důležitou roli navíc hrála i americká podpora Izraeli, která z USA jako zprostředkovatele mírových rozhovorů činila pro Araby nedůvěryhodného partnera. Přes toto všechno se egyptský prezident Sádát ještě na začátku roku 1971 snažil o sblížení s USA. Když však jeho snahy byly z americké strany bojkotovány, obrátil se na SSSR. Díky dodávkám vojenského materiálu i ekonomické pomoci byl Sovětský svaz pro země Blízkého východu důležitým partnerem. Egypt se dokonce stal na této pomoci závislým. Přestože tato pomoc byla pro země východního bloku vyčerpávající a Sovětský svaz přivedla až na hranici ekonomických možností, stala se pro SSSR příležitostí vojensky se více uchytit v prostoru Blízkého východu. 21. května 1971 byla podepsána sovětsko-egyptská smlouva, která Egyptu zajišťovala přísun nejmodernější sovětské vojenské techniky. SSSR se ale zároveň od počátku snažil tyto dodávky brzdit, neboť se oprávněně obával, že je Egypt použije pro vyvolání další konfrontace s Izraelem, což by mohlo ohrozit proces détente a vést k nežádoucí konfrontaci mezi velmocemi. Některé politické a vojenské kruhy v SSSR navíc z principu nedůvěřovaly spojenectví s nemarxistickými režimy a poukazovaly na arabskou nespolehlivost. Hlavně z těchto důvodů sovětské vojenské dodávky neobsahovaly taktické rakety či strategické bombardéry, které Egypt opakovaně požadoval.
USA, které přes množství výhrad byly vnímány jako jediný možný garant mírových rozhovorů, začaly prodávat do Izraele vojenskou techniku, zejména stíhací letouny Phantom II a Skyhawk, ale stejně jako SSSR se snažily nevyvolat těmito dodávkami situaci, při které by byl konflikt neodvratný. Po návštěvě G. Meirové v USA v prosinci 1971 byl veškerými jednáními na Blízkém východě pověřen H. Kissinger. Ani ten však nakonec neuspěl a nedonutil obě strany k významnějším ústupkům.
Během podzimu 1971 a jara 1972 proběhla jednání mezi SSSR a Egyptem, při kterých se Sádát snažil přimět L. Brežněva k plnění slibů vyplývající z dohod o dodávkách materiálu. Ta však skončila pouze řadou neurčitých slibů ze sovětské strany. To a některé další faktory, jako např. chování příslušníků sovětských ozbrojených sil v Egyptě, vedlo až k vypovězení sovětského vojenského personálu z Egypta v červenci 1972. Ve Spojených státech se ale Sádát za tento krok podpory nedočkal, a proto se ještě koncem srpna pokusil o obnovení vztahů se SSSR, což se mu s pomocí syrského prezidenta Asada podařilo. Do Egypta se vrátili sovětští specialisté, ale tentokrát v omezeném počtu. Navíc bylo ukončeno předávání informací mezi americkými a sovětskými zpravodajskými službami o stavu egyptské armády, kterými se obě velmoci snažily udržet rovnováhu mezi protivníky. Sovětský svaz se stále více klonil k názoru, že omezená válka rovnováhu neporuší. Přesto se stavěl váhavě k případnému egyptskému útoku na Izrael,/:s.402 neboť bojové schopnosti Arabů hodnotil velmi nízko./:s.198 Skutečný rozsah egyptských příprav na válku ale neznal. Přesto se rozhodl vyhovět egyptsko-syrské žádosti o zvýšení dodávek zbraní z jara 1973.

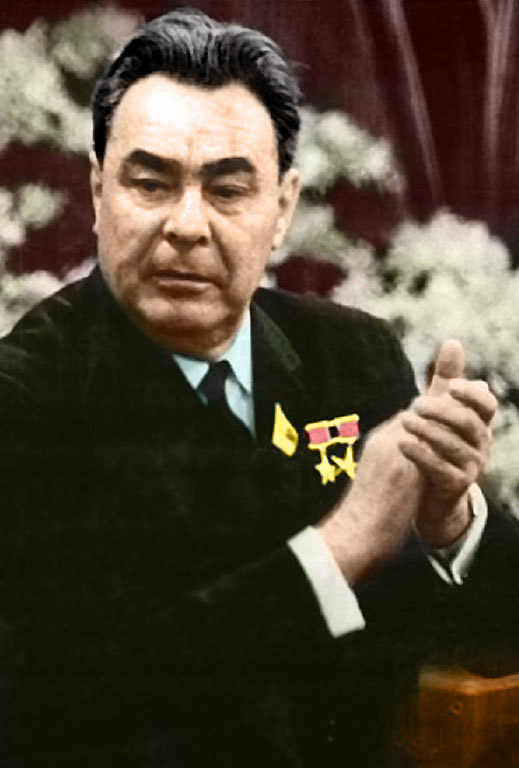
Leonid Brežněv, v době konfliktu generální tajemník ÚV KSSS, nejvyšší představitel SSSR

Koncem února 1973 přicestoval na několikadenní návštěvu USA poradce egyptského prezidenta Háfiz Ismá ’íl. Na následných jednáních se američtí představitelé snažili přimět egyptskou stranu k ústupkům. Ismá’íl ale předložil maximalistické požadavky, které se ukázaly reálně nesplnitelné. Výměnou za zahájení egyptsko-izraelských jednání o ukončení válečného stavu Egypt požadoval izraelské stažení ze všech obsazených území a návrat do hranic z roku 1967. Kissinger, který za americkou stranu vedl část vyjednávání se sice snažil Ismá’íla přimět k ústupkům, což se ale nepodařilo. Egyptsko-syrské přípravy na válku v té době již byly v běhu a veškerá jednání byla jen snahou zamaskovat tuto skutečnost./:s.208 V březnu přicestovala do USA izraelská ministerská předsedkyně Golda Meirová. Ta prohlásila, že "Izrael na tom nebyl nikdy tak dobře" a jako jedinou garanci své (izraelské) bezpečnosti považovala kontrolu nad obsazenými oblastmi./:s.404
Další změnou v poměru sil na Blízkém východě bylo navázání bližších vztahů Egypta se Saúdskou Arábií a dalšími bohatými arabskými zeměmi. Kromě toho, že Sádát získal významný zdroj financí (za 700 milionů dolarů dodal Sovětský svaz bez dalších dotazů veškerý materiál, včetně raket Scud), získal i spojence schopné ekonomicky zasáhnout Spojené státy. Prostřednictvím saúdskoarabského krále Fajsala se podařilo sjednotit arabské země produkující a vyvážející ropu a zavést politiku tzv. ropné zbraně, jak byl nazýván způsob ekonomicko-politického nátlaku na západní země a především USA. Saúdská Arábie se navíc, jako strážce muslimských tradic, nesmířila s izraelskou okupací posvátných míst, zejména mešity al-Aksá v Jeruzalémě, a prostřednictvím USA požadovala po Izraeli její uvolnění. V dubnu 1973 v tiskovém interview saúdskoarabský ministr financí řekl, že za americký požadavek na zvýšení ropné produkce očekávají arabské země politickou podporu ve sporu s Izraelem. Americká vláda a posléze i americký tisk prohlásili, že tyto výhrůžky nelze brát vážně. Následovala další saúdskoarabská varování, a to i od krále Fajsala. Americký prezident Nixon ovšem v té době čelil frontálnímu útoku na svou osobu v důsledku aféry Watergate, jejichž vinou byla vládní administrativa prakticky v rozkladu a Spojené státy nedokázaly na vážně míněné pohrůžky smysluplně odpovědět.

## Válečné přípravy
Od počátku nástupu do funkce se pohrůžky válkou proti Izraeli staly stabilní součástí Sádátových projevů, takže se záhy pro svou četnost a planost staly cílem posměšků nejen v Izraeli a západním světě, ale i ve světě arabském. A cílem stejných posměšků či dokonce pohrdání se stal i samotný prezident Sádát. Původní termín pro dokončení egyptských příprav na válku byl určen na 27. listopad 1972. Při prověrkách se ale zjistilo, že připravenost je minimální a ministr války gen. Sádiq přípravy dokonce sabotuje. Připravovaný plán obsahoval jen různé varianty útočného plánu Granit, ale žádné obranné. Následovalo sesazení Sádiqa z funkce a vyhazov dalších vysokých důstojníků. Nové velení urychleně připravilo nové plány pro vedení omezené války. Operace nesla krycí označení Šarára (Jiskra) a zahrnovala i přípravu na válku na diplomatickém a zpravodajském poli. Plán na nejdůležitější část celého tažení, překročení Suezského průplavu, dostal jméno Badr (Půlměsíc) (název měl spojitost právě s datem útoku, 6. říjnem, tj. desátým dnem ramadánu, který se do historie zapsal v roce 624, kdy prorok Mohamed zahájil přípravy na vítěznou bitvu u Badru, která znamenala počátek šíření islámu). Sádát, v rozporu se slovy o totální válce proti Izraeli, připravoval pouze válku omezenou, při které měla být zpět dobyta Izraelem obsazená území z šestidenní války. Poté se počítalo se zásahem velmocí a ustavení nových hranic na čárách příměří. Roli v těchto plánech hrály i obavy Egypta z izraelských jaderných bomb, jejichž existence sice nikdy nebyla potvrzena, ale muselo se s nimi počítat.
Během dubna 1973 došlo k normalizaci vztahů Egypta se Sýrií. Sádát vycházel z předpokladu, že koordinovaný útok ze dvou stran zvýší naději na úspěch, přesto byl ale připraven jít do války i bez Sýrie. Dalším důležitým krokem byla normalizace egyptských vztahů s dalšími arabskými státy, především s těmi, které byly významnými producenty a exportéry ropy a omezením mohly vyvíjet účinný tlak, později známý jako ropná zbraň na západní státy a zejména na USA jako hlavního spojence Izraele.
Aby měly připravované plány naději na úspěch, bylo ovšem nutné splnit několik předpokladů: aktivní spojenectví se Sýrií, případně s dalšími arabskými státy šlo ruku v ruce s nutností pozvednutí egyptské a syrské armády na vyšší kvalitativní úroveň. To se dařilo prosazením řady změn ve výcviku egyptských vojáků; mladí důstojníci byli získáváni náborem na vysokých školách, starší a málo pružné velitelské kádry čekal odchod do penze, vzorem pro připravenost se stali příslušníci egyptských výsadkových vojsk. Pod dohledem sovětských instruktorů a poradců, kteří byli přítomni na všech úrovních armády, se zvyšovala odborná připravenost pro používání moderních zbraní a systémů. V lednu 1973 podnikli Egypťané první kroky k zapojení Sýrie do příprav na útok a došlo ke sladění plánů. V dubnu téhož roku byla uzavřena egyptsko-syrská dohoda o společném simultánním útoku a byla vytvořena společná vojenská rada.
Na jaře 1973 si Egypt a Sýrie vynutily na Sovětském svazu zvýšené dodávky jako materiální podporu chystanému konfliktu. Další arabské země poskytly jak materiální podporu (Libye letouny Mirage V a Irák Hawker Hunter), tak i podporu finanční, další země poskytly živou sílu v podobě pilotů (Severní Korea či Kuba). V březnu téhož roku dorazily ze Sovětského svazu slibované operační rakety Scud (Sovětský svaz si ale podržel jejich kontrolu tím, že pro jejich obsluhu byla vytvořena společná egyptsko-sovětská brigáda). 29. března se Sádát prohlásil za premiéra a vojenského guvernéra s právem vyhlásit výjimečný stav. 1. dubna se uskutečnila tajná schůzka Sádáta a Assada v Egyptě, při které bylo vytvořeno společné velení egyptských a syrských vojsk a byly předloženy tři možné termíny pro zahájení války. Zároveň se rozběhla aktivní opatření mající za cíl oklamat izraelské zpravodajské služby klamnými mobilizacemi a přesuny vojsk. Souběžně s tím byly podporovány akce palestinských bojovníků proti Izraeli, aby byla činnost izraelských zpravodajských služeb plně obrácena proti Palestincům. Další egyptsko-syrská jednání proběhla v červnu, kdy Káhiru navštívila syrská vojenská delegace vedená syrským ministrem obrany Tlasem. Na tomto jednání byly doladěny poslední podrobnosti společného plánu.
7. května podnikla egyptská armáda na západním břehu Suezského průplavu rozsáhlé cvičení, které Izrael vyhodnotil jako přípravu k útoku a vyhlásil částečnou mobilizaci. Cvičení bylo ve skutečnosti součástí zastírací kampaně a mělo Izrael přesvědčit, že ve skutečnosti Egypt žádný útok neplánuje.
Třetím členem protiizraelské aliance se mělo stát Jordánsko. V červnu 1973 ale jordánská zpravodajská služba odhalila Sýrií podporovaný pokus palestinských radikálů o svržení monarchie a jeho protagonisty pozatýkala. Hrozící krizi se Sádátovi nakonec podařilo zažehnat, normalizovány byly i jordánsko-syrské vztahy, jež byly do té doby v lepším případě napjaté. Přesto se jordánský král odmítl tažení zúčastnit. Svou podporu ale vyjádřil rozmístěním větší části jordánské armády u hranic s Izraelem, kde vázala početné izraelské jednotky, dále příslibem vyslání dvou tankových brigád v řadách syrské armády a konečně koordinací diplomatických aktivit. To posílilo důvěryhodnost egyptsko-syrské koalice v očích dalších arabských států.
Koncem srpna 1973 se v Alexandrii sešlo společné velení syrské a egyptské armády, s cílem dohodnout poslední detaily a určit datum útoku. Definitivní zahájení útoku, 6. říjen, bylo určeno na setkání Sádáta s Asadem o týden později. 13. září se v Káhiře sešli Sádát, Asad a král Husajn, který znovu odmítl připojení Jordánska ke koalici, ale přislíbil, že se zdrží všech jednostranných mírových kroků vůči Izraeli. V ten samý den došlo nad Golanskými výšinami k letecké bitvě mezi izraelskými a syrskými stíhači, při kterých Sýrie ztratila 13 letadel. Sýrie této bitvy následně využila 24. září jako záminku pro přísun dalších jednotek ke Golanským výšinám. 26. září posílil své jednotky na Golanských výšinách tím, že sem ze Sinajského poloostrova přesunul 77. prapor ze sestavy 7. tankové brigády. Tyto jednotky dokončily své rozvinutí 5. října.
Egypt a Sýrie zároveň začaly podle předem stanovených plánů přesouvat své jednotky do bojových postavení, zároveň ale obě země prováděly některé klamné manévry mající za cíl zmást izraelskou zpravodajskou službu Aman. K poslednímu setkání egyptských a syrských vojenských představitelů došlo 3. října v Damašku. Dohodly se poslední technické detaily a 14 hodina 6. října byla definitivně určena jako začátek vojenských akcí. Krátce po této schůzce byli sovětští velvyslanci v Egyptě a Sýrii vyzváni k evakuaci svých státních příslušníků.
Krátce před zahájením války vydal 1. října 1973 Sádát směrnici, kterou určil hlavní cíle války. Bylo to především narušení izraelské představy vlastní bezpečnosti, podle které je IOS schopná poradit si s každou arabskou hrozbou. Egyptská armáda dostala za úkol způsobit IOS co nejvyšší ztráty a vyvolat v Izraeli pocit nejistoty a přesvědčení, že držet obsazená území je neúnosné. Naproti tomu směrnice neurčovala cíl války, kterým dosud bylo vždy zničení IOS a Izraele. Předem nezmíněnými cíli bylo znovuzískání pocitu hrdosti, aby do následných jednání Egypt mohl vstoupit z pozice síly. S tím souvisela i nevyslovená snaha postavit USA do takové pozice, aby byly nuceny vyvinout na Izrael vyšší tlak a došlo ke změně statu quo. Sádát dospěl k názoru, že omezená válka (u které předem nepočítal s vítězstvím) je jediným způsobem, jakým dosáhnout změny a přinutit Izrael k jednání a přinutí Spojené státy změnit diplomatickou setrvačnost, s jakou pohlížely na Egypt.

### Stanovení data zahájení války
Původně bylo datum pro zahájení útoku stanoveno na květen 1973. Toto datum bylo zrušeno vzhledem k vypuknutí bojů mezi Palestinci a libanonskou armádou a posléze přesunuto na červen. V červnu ale vlivem palestinského pokusu o puč v Jordánsku podporovaném Sýrií a následně napjatým vztahům mezi oběma arabskými zeměmi a rozdílnými názory Egypta a Sýrie na způsobu koordinace postupu bylo datum dále posunuto na září či říjen roku 1973. Jako definitivní datum útoku byl 6. říjen 1973. Na 6. října připadal úplněk, což vyhovovalo Egypťanům z hlediska noční činnosti, k přesunům vojsk naopak požadovalo temnotu, konečně vyhovující byly i optimální podmínky v průtoku a síle vody v Suezském kanálu. Syrské velení se chtělo zase vyhnout podzimním lijákům na golanských planinách a sněhu na hoře Hermon. Rozdílné požadavky se objevily i v určení hodiny zahájení útoku. Obě strany požadovaly, aby v okamžiku útoku svítilo izraelským obráncům slunce do očí (v syrském případě to bylo ráno, v egyptském odpoledne). Hodina útoku, 14:00 jako oboustranně přijatelný kompromis se podařilo dojednat 2. října v Damašku.
Přesné datum zahájení útoku se podařilo Egypťanům a Syřanům utajit nejen před Izraelci, ale i před sovětskými spojenci. Tehdejší sovětský velvyslanec v Egyptě V. M. Vinogradov měl povšechné informace o tom, že se budou dít věci, ale samotné zahájení útoku pro něj bylo překvapením.

## Armády

### Egypt
Při plné mobilizaci měla egyptská pozemní armáda teoreticky 1,1 milionu vojáků, ve skutečnosti to bylo 600 tis. vojáků, z čehož pouze 315 tis. vojáků bylo plně vybaveno a vycvičeno. rozdělených do 13 divizí a 18 brigád. Jejich výzbroj byla tvořena 2200 sovětskými tanky T-54, T-55 a T-62, a staršími Centuriony a Shermany, dále 2400 obrněnými transportéry, dělostřelectvem včetně protileteckých děl a protitankových raket. Do výzbroje též patřily protiletadlové raketové systémy S-75 Dvina (NATO: SA-2 Guideline), S-125 Něva (NATO: SA-3 Goa), 2K12 Kub (NATO: SA-6 Gainful) a z ramene odpalované 9K32 Strela-2 (NATO: SA-7 Grail).
Letectvo bylo vyzbrojeno 690 sovětskými letouny: stíhačkami MiG-17, 19, 21 a 23 a bombardéry Suchoj Su-7, Tupolev Tu-16 a Iljušin Il-28. Disponovalo též 161 vrtulníky Mil Mi-6 a 8.
Námořnictvo bylo vybaveno 12 ponorkami, 5 torpédoborci, 4 fregatami, 2 korvetami, 8 minolovkami, 20 raketovými čluny typu Osa a Komar a 43 torpédovými čluny a dále potom 8 plavidly s protilodními střelami a 2 výsadkovými loděmi.

### Sýrie
Při mobilizaci disponovala syrská armáda 140 tisíci vojáky rozdělených do 8 divizí a 19 brigád. Organizačně se členila na tankové a pěší divize, dále také na pěší, tankové a motorizované brigády, brigády dělostřelectva, zvláštního určení a brigády operačně-taktických raket. Stejně jako egyptská armáda byla i syrská vybavena sovětskými tanky. Disponovala 1350 tanky typu T-34, T-54, T-55 a T-62, 1300 obrněnými vozidly, dělostřelectvem, protileteckým dělostřelectvem a operačně-taktickými raketami. Ve výbavě syrského letectva se nacházely stíhačky MiG-17 a 21 a bombardéry Su-7 a Il-28, celkem 321 letouny a 36 vrtulníky. Syrská armáda též disponovala 100 baterií raket S-75, 125 a 2K12 (protiletadlová obrana byla s letectvem plně propojena).
Syrskému námořnictvu připadla pouze role ochrany pobřeží a přístavů. Ve výzbroji mělo 6 raketových člunů třídy Komar a Osa, 8 torpédových člunů, 2 minolovky a 3 hlídkové čluny.
K boji bylo v okamžiku zahájení války připraveno 60 000 vojáků v 5 divizích (3 pěší, 2 tankové) s 1400 tanky a více než 1000 děl.

### Izrael
Izraelská obrana spočívala na třech pilířích: výkonném vojenském zpravodajství, letectvu a obrněných jednotkách. Po šestidenní válce zaznamenal v Izraeli rozmach vojenský obranný průmysl. Izrael vyvíjel a vyráběl sofistikované zbraňové systémy včetně stíhacích letounů, naváděcích systémů pro rakety či dalekonosné dělostřelectvo, což znamenalo, že Izrael byl vůči svým arabským protivníkům sice kvantitativně slabší, ale převyšoval je kvalitativně.
Při mobilizaci se počítalo s počtem 400 tisíc mužů a žen, což však bylo nereálné, neboť by tím byl život v Izraeli paralyzován. Těsně před útokem disponovaly IOS 175 tisíci lidí v 15 brigádách rozmístěných po celém Izraeli a navíc různého stupně kvality. Z 15 brigád ale pouze 2 měly plné početní stavy. Pozemní vojsko disponovalo 1700 tanky Centurion, M48 a M60 Patton, Sherman/Super Sherman a kořistními T-54 a T-55. Dále disponovalo 3000 obrněnými transportéry a protitankovými raketami.
Letectvo bylo vybaveno 561 stíhačkami F-4E Phantom, Mirage IIICJ, stíhacími bombardéry Super Mystére a Barak[zdroj⁠?!] a bitevníky Douglas A-4 Skyhawk. Pro bombardovací akce byly určeny letouny Vautour. Dále disponovalo 84 vrtulníky Super Frelon, CH-54 a Bell 205 a dopravními letouny C-130, C-47, C-97 a Noratlas. Protiletecká obrana používala protiletadlová děla a řízené střely MIM-23 Hawk.
V izraelském námořnictvu sloužilo 4000 mužů, kteří disponovali 3 ponorkami, 1 torpédoborcem, 12 raketovými čluny třídy Sa'ar, 9 torpédovými čluny, 1 korvetou, 3 výsadkovými loděmi a 2 dopravními loděmi.
Mobilizace byla dokončena až v průběhu války, v plném stavu IOS disponovaly 30 brigádami s 310 tisíci mužů a žen.

### Arabské expediční sbory
Blížícího se konfliktu se měly na egyptské a syrské straně zúčastnit expediční sbory dalších arabských zemí. Jejich role byla ve většině případů pouze symbolická a zejména na egyptské straně tyto kontingenty nijak významně nezasáhly do bojů.
Irácký kontingent
Irák vyslal do války obrněné jednotky: 3. obrněnou divizi s 20 000 vojáky, 310 tanky, 300 transportéry. kontingent též disponoval 54 děly. Ty se měly zúčastnit bojů na golanské frontě. Do místa plánovaných bojů se přepravovaly po vlastní ose. Kromě obrněných jednotek posílilo Sýrii 73 iráckých letadel.
Jordánský kontingent
Jordánsko předem deklarovalo pouze symbolickou účast, do bojů byla připravena na syrské straně zasáhnout 3. obrněná divize., přičemž do bojů nakonec zasáhla její 40. obrněná brigáda.
Marocký kontingent
Maroko bylo do bojů připraveno nasadit mechanizovanou brigádu a obrněné jednotky. Jejich přepravu z alžírského přístavu Oran do syrského Tartusu zajistilo ve dnech 15. až 25. dubna (1. vlna) a 9. až 15. července sovětské vojenské námořnictvo. Celá operace byla krytá jako nácvik vylodění.
Kuvajtský kontingent
Kuvajt do chystané války vyslal 6. pěší prapor.
Saúdskoarabský kontingent
Saúdská Arábie vyslala svůj 20. obrněný pluk
Organizace pro osvobození Palestiny
OOP vyslala do Egypta 2 brigády zvláštního určení.
Severokorejský kontingent
Severokorejský kontingent byl tvořen 20 piloty s letouny Mig 21 a 19 příslušníky nebojového personálu.

## V předvečer války

### Izrael
V izraelské zpravodajské službě nadále panovaly rozpory ohledně možné války. Přestože poplašné zprávy přicházely ze všech stran (a to již od dubna 1973, kdy do Egypta dorazila libyjská a irácká letadla), šéf Amanu Eli Zeira nadále tvrdil, že útok je nereálný. Proti tomuto tvrzení vystupoval zejména generál David Elazar, který tvrdil, arabská frustrace ze ztráty území bude jedním z rozhodujících faktorů, který povede k zahájení války. Zprávy docházely z dalších zdrojů včetně důležitého zdroje, který byl umístěn v blízkosti egyptského vrchního velení. Některé zprávy z přední linie, které zcela jasně dokazovaly bezprostřední egyptské přípravy na útok, byly dokonce zadržovány. Proti Zeirovi se v rámci Amanu víceméně otevřeně postavila skupina zpravodajských důstojníků. Díky tomu byla začátkem října podniknuta další zajišťovací opatření. Proti Zeirově tvrzení o nereálnosti války se navíc postavil i šéf Mosadu Cvi Zamir. Bagatelizování zpráv o možnosti arabského útoku ze strany Amanu pokračovalo celé léto. Bez odezvy zůstalo dokonce i srpnové masivní posilování syrské vojenské přítomnosti na Golanských výšinách, což Aman označil za obranný manévr.
Pro opakované chybné předpoklady Amanu se později vžil název koncepcija neboli řada vzájemně propletených mylných předpokladů. Bagatelizovány byly příznaky svědčící o připravovaném útoku, včetně přímého varování od amerických zpravodajských služeb. Přes odmítavá stanoviska Amanu IOS částečně posílila koncem září obranyschopnost Izraele na Golanských výšinách.
3. října se u ministerské předsedkyně uskutečnila konzultace, kde zástupce šéfa Amanu Šalev argumentoval, že žádné nebezpečí nehrozí, a Dajan proto nařídil jen dílčí protiopatření na Golanských výšinách. 4. a 5. října dorazily další varovné signály: egyptské velení nařídilo přerušit svým jednotkám ramadánový půst a z obav před leteckým napadením byly zhasnuty plameny vycházející z naftových polí. 5. října odlétly z Egypta a Sýrie letky letadel Aeroflotu, které evakuovaly rodiny sovětských poradců, a sovětské lodě opustily egyptské přístavy.
6. října byli vrcholní političtí a vojenští představitelé informováni Arije Šalevem z Amanu, že téhož dne vypukne válka. Náčelník generálního štábu Elazar následně nařídil připravit preventivní letecký úder. Šéf Amanu Zeira stále dokazoval, že útok nehrozí, ale Elazar se rozhodl s informací o hrozícím útoku zacházet tak, jako by byla pravdivá. Na poradě u ministra obrany došlo mezi Dajanem a Elazarem ke sporu, jak rozsáhlou mobilizaci je třeba vyhlásit. Spor nakonec ukončila G. Meirová, která rozhodla o povolání 100-120 tisíc záložníků (Elazar požadoval 250 tisíc, Dajan 50 tisíc, mobilizace začala v 10 hodin dopoledne), a zároveň s ohledem na USA zamítla preventivní letecký úder, který se již připravoval. Po ukončení schůzky informovala Meirová amerického velvyslance o účelu mobilizace s žádostí, aby o tom USA informovaly arabské země a SSSR. V brzkých ranních hodinách 6. října byl také zaznamenán i hromadný exodus sovětských poradců. Zahájení útoku izraelské zpravodajské služby odhadly na 18. hodinu. Útok ale ve skutečnosti začal o čtyři hodiny dříve, v době, kdy izraelská vláda ještě jednala.
V roce 2002 odhalil dr. A. Bregman Ašrafa Marwana, podnikatele a zetě A. G. Násira jako nejvýznamnějšího izraelského špiona, který předal Izraeli informaci o chystaném egyptsko-syrském útoku. Zatímco Mosad prostřednictvím svého tehdejšího ředitele Cvi Zamira tvrdil, že Marwan byl jedním z nejvýznamnějších izraelských agentů, Eli Zeira, během Jomkipurské války náčelník izraelské vojenské zpravodajské služby Aman se domníval, že Marwan byl dvojitým agentem, který nese spoluvinu na tom, že Izrael nebyl na útok připraven... "Kdybychom Marwana nevyužili, Stát Izrael, vedený IOS, by se na válku připravil o týden dříve, kdy začaly přicházet zprávy o tom, co se děje v Egyptě. Ale oni [velení Mosadu] říkali, že když nám o tom Marwan neřekl, není to vážné, je to jen cvičení", prohlásil Zeira.

### Sinajský poloostrov
2. října 1973 dokončily Egypt a Sýrie rozmisťování svých vojsk, přičemž zároveň stále probíhaly klamné přesuny mající za cíl zmást Izrael (od začátku roku 1973 např. Egypt provedl více než 20 klamných mobilizací), což se v podstatě zdařilo. Veškeré přesuny byly prováděny v rámci vojenského cvičení Tahir 41. To bylo oficiálně plánováno na 1.-7. října, ale v určený okamžik se mělo změnit v útok skutečný. 4. října dokonce oznámil egyptský tisk, že bylo demobilizováno 20 000 záložníků. Mezi tím byla do stavu bojové pohotovosti uvedena i syrská armáda, což bylo interpretováno jako obranný krok z obavy před izraelským útokem. Vysoká úspěšnost zastíracích plánů byla dána i faktem, že přípravy na válku Egypt a Sýrie tajily i před vlastními vojáky včetně řady vysokých důstojníků.
Již od srpna do začátku září přicházely další zprávy o pokračujících egyptských cvičeních, při kterých vojáci nacvičovali přechody valů a stavěli další přístupové komunikace.
K boji bylo na egyptské straně v okamžiku zahájení války připraveno 9 divizí disponujících 1700 tanky a 2000 děly. Jednotky vyčleněné pro válku byly rozděleny do 2. armády (zodpovědné za severní část bojového prostoru) a 3. armády (zodpovědné za jižní sektor), dále dělené na pěší, tankové a mechanizované divize, dále na pěší a výsadkové brigády a brigády dělostřelectva. Kromě jednotek 2. a 3. armády byly připraveny i jednotky zvláštního určení a brigády námořní pěchoty mající za úkol útočit v oblasti Hořkých jezer. V okamžiku zahájení války čelila IOS na sinajské frontě egyptskému útoku 1 obrněná divize s 300 tanky a asi 30 děly.

### Golanské výšiny
Golanské výšiny, rozkládající se na 900 km čtverečných se svým povrchem z čediče a ztuhlé lávy byly pro útočící jednotky nevýhodné z důvodu minima použitelných komunikací. Po vyhlášení příměří po šestidenní válce na syrsko-izraelské hranici (tzv. Purpurové linii, která oddělovala obě strany a kde byly zároveň umístěny pozorovací jednotky OSN) vybudoval na vyvýšených místech Izrael 17 opěrných bodů pěchoty (tzv. mucavy) sloužících jako pozorovatelny i jako stanoviště pro navádění dělostřelecké a letecké palby. Vybudovány byly také střelecké rampy pro tanky, odkud mohly být útočící syrské jednotky ostřelovány do vzdálenosti 2000 metrů a vykopán byl i hluboký protitankový příkop a systém minových polí. Zároveň byla Izraelci na vrcholu nejvyšší hory Golanských výšin Hermonu (arabsky Džebel Šejch) vybudována velká pozorovací stanice, ze které Izrael dokázal sledovat činnost ve významné části Sýrie. Budováním statických obranných zařízení Izrael porušil základní principy své strategie - totiž přejít z obrany do útoku a přenést boj na území protivníka. Izraelci také, k již vybudovaným komunikacím přidali další spojovací komunikace, které měly usnadnit a zrychlit pohyb vojenských jednotek po výšinách. Dvě komunikace protínaly Golany z severu na jih: první vedla těsně podél Purpurové linie z Masady do Rafihu (75 km), druhá vedla podél ropovodu Trans-Arabian Pipeline zásobujícího Libanon ropou (tzv. ropovodní cesta). Ze západu na východ vedlo pět komunikací.
13. září 1973 došlo k velké letecké bitvě mezi izraelskými stíhači F-4E Phantom II a Mirage IIIC doprovázejích izraelské průzkumné letouny nad Sýrií a syrskými stíhači MiG-21. Izraelci v následných vzdušných soubojích ztratili jeden letoun, Syřané 13. Syrská armáda incident využila k přesunům dalších jednotek ke Golanským výšinám, což izraelští zpravodajci vyhodnotili mylně jako gesto adresované syrským obyvatelům. Ještě 25. září 1973 přesvědčoval ředitel Amanu gen. Eli Zeira na inspekční cestě ministra obrany Moše Dajana, že válka nehrozí dalších deset let. Přesto Dajan na naléhání polních velitelů brigády Barak povolil na Golany přesun 77. tankového praporu (prapor Oz) ze 7. tankové brigády. 77. prapor byl doplněn tanky Centurion Šo’t Kal na celkový počet 22 tanků.
Po vyhlášení příměří Sýrie vybudovala poblíž Purpurové linie řadu dělostřeleckých postavení, odkud opakovaně ostřelovala jak Golanské výšiny, tak i Izrael. Dělostřelecké útoky bývaly doplňovány ze syrské strany i průniky pěchoty, která na izraelské opěrné body útočila. V předvečer války byly na syrské straně připraveny 2 tankové a 3 pěší divize (ve skutečnosti byla každá divize doplněna tankovými prapory):
- 7. pěší divize doplněná tankovou brigádou byla rozvinuta severně od silnice Kunejtra - Damašek. Měla za úkol vázat izraelské jednotky severně od města Kunejtra a postupovat směrem na Wasset a poté se připravit na překročení řeky Jordán
- 9. pěší divize rozvinutá jižně od Kunejtry až po Rafíd měla vést útok přes Hušníju a odříznout izraelské zásobovací linie jižně od Kunejtry
- 5. pěší divize rozvinutá na jih a východ od Rafidu a posílená tankovými jednotkami měla útočit směrem na El Al skrz údolí Rafíd a dále dosáhnout Arikova mostu v severním výběžku Galilejského jezera. V součinnosti se 7. divizí mělo následně dojít k obklíčení izraelských jednotek v prostoru města Kunejtra.
- 1. tanková divize, určená jako druhosledová zaujímala postavení jižně a západně od Kiswe a měla za úkol postupovat podél ropovodní cesty od jihu k severu do prostoru města Kunejtra
- 3. tanková divize, určená jako druhý sled a rozvinutá v prostoru Katana - Sasa měla za úkol postupovat za 1. tankovou divizí s cílem zvýšit koncentraci syrských jednotek v prostoru města Kunejtra

Každou z těchto divizí doplňovaly tanková brigáda disponující tanky T-54/55 a brigáda motorizované pěchoty. Každá pěší divize tak disponovala 180 tanky T-54/55. Jednotky připravené k útoku dále doplňovaly tankové divize disponující 230 tanky T-62. a dále nezávislé tankové brigády disponující 400 tanky T-54/55. Do připravovaných bojů byla syrská armády připravena nasadit cca 1400 tanků. Připraveno dále bylo 115 dělostřeleckých baterií ráže 85–203 mm (celkem 950 hlavní).
Ke vzdušným úderům proti izraelským cílům bylo k dispozici přes 500 letadel včetně stíhaček Su-7, MiG-17, MiG-21 a bombardérů Il-28. Pro protileteckou ochranu byly určeny baterie sovětských raket typu SAM a dále baterie protileteckých kanónů a čtyřhlavňových samohybných protiletadlových kompletů ZSU 23-4 Šilka. Syrské parajednotky měly být vysazeny z vrtulníků za izraelskými liniemi a měly za úkol obsadit a bránit mosty přes Jordán až do příchodu syrských jednotek. Speciálním úkolem, totiž obsazením izraelské pozorovací stanice na hoře Hermon byly pověřeny 82. výsadkový prapor a jednotka zvláštního určení.
Plán syrské armády ovlivněný sovětskou vojenskou doktrínou (která předpokládala, že k úspěchu útočících jednotek postačí přečíslení 3:1) předpokládal, že masivním útokem budou Golanské výšiny obsazeny do 36 hodin. a bude dosaženo východního břehu řeky Jordán. Zahájení útoku měla předcházet intenzivní palba vedená dělostřelectvem, tankovými jednotkami a letectvem. Syrské velení doufalo, že se jim podaří vytlačit izraelské jednotky pouhou početní převahou. Ve skutečnosti ale syrské velení předpokládalo, že OSN vynutí uzavření příměří dříve, než syrské jednotky překročí Jordán a proto další postup neplánovalo i z toho důvodu, že tzv. raketový deštník kryjící syrské jednotky před útoky izraelského letectva zasahoval pouze nad Golanské výšiny.
Izrael těsně za Purpurovou linií rozmístil 2 tankové prapory tvořící 1 (oslabenou) tankovou brigádu (jednalo se o 188. tankovou brigádu Barak s velitelstvím v Nafehu, která měla na Golanech stálou posádku) disponující 69 tanky izraelské verze Centurionu (Šo’t Kal). Jeden z těchto praporů byl umístěn severně od Kunejtry, druhý jižně, brigáda byla dále doplněna mechanizovaným praporem s pěchotou. Tato síla byla určena pro podporu opěrných bodů na Purpurové linii. Za tankovými prapory byly umístěny 4 oddíly samohybného dělostřelectva ráže 155 mm (44 houfnic) typu M107, M109 a M110. Tato obranná linie byla považována za dostačující i vzhledem k izraelskému letectvu, které by v případě napadení dokázalo poskytnout izraelským tankům účinnou leteckou podporu a zadržet syrský útok do příchodu mobilizovaných posil. Předpokládalo se totiž, že izraelské zpravodajské služby dokáží v předstihu informovat o připravovaném útoku a v okamžiku zahájení útoku nepřátelskou ofenzivu nejen zastavit, ale přenést boj na území protivníka. Izraelské velení ve skutečnosti nevěřilo, že by Sýrie podnikla útok bez součinnosti s Egyptem a o Egyptu předpokládalo, že nebude schopen vojenské akce proti Izraeli ještě minimálně tři roky. V okamžiku zahájení války (po příchodu posil) čelilo syrskému útoku 12 000 mužů rozdělených do 3 brigád (2 obrněných a jedné pěší) disponující 177 tanky, několik pěších divizí a asi 50 děl.

## Zahájení války

### Sinajská fronta

#### Sobota 6. října

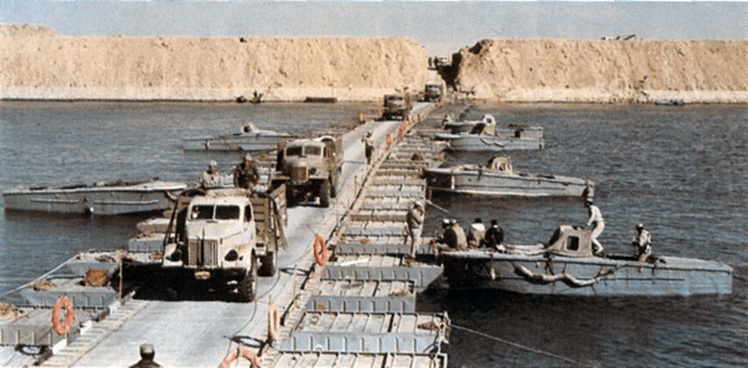
Egyptské jednotky překračují Suezský průplav

Odpoledne 6. října, ve 13.55 izraelského času, zahájilo 240 egyptských letadel údery na izraelské protiletecké baterie, velitelská stanoviště a komunikační uzly podél Suezského průplavu. Zároveň zahájilo 2000 děl, brigády raket země-země typu FROG a tanky drtivou palbu proti izraelským pozicím na Bar Levově linii. Útok trval hodinu. Během ní se na izraelské straně vylodili egyptští průzkumníci a stíhače tanků, kteří zajistili zřízení léček proti případnému izraelskému tankovému útoku. Ve 14.15 (po návratu letadel) zahájila postup první útočná vlna a ve 14.30 byla na izraelské straně Suezského průplavu vztyčena první egyptská vlajka. Přechod probíhal v místech, která nebyla pod palbou z izraelských pevností. Zároveň byly z motorizovaných prámů spuštěny vysokotlaké vodní pumpy, které v písečném valu prorazily průchody pro těžkou techniku. V 15.00 padla první pevnůstka Bar Levovy linie, a po ní následovaly další. Čelo egyptských útočných jednotek ale pevnosti obešlo a pokračovalo dále s cílem zachytit možný izraelský protiútok.
První útočné vlně se podařilo do západu slunce vytvořit předmostí do hloubky 1,5 až 3 km. Zároveň zahájily egyptské jednotky zvláštního určení dobývání pevností. Většinu pevností a opěrných bodů Bar Levovi linie se Egypťanům podařilo dobýt první či druhý den (např. pevnost Lachcanit, pevnost Budapest se jim obsadit nepodařilo). Současně probíhalo i vysazování výsadkářů v týlu izraelských jednotek s cílem vyvíjet rušivou činnost. Tato část plánu se ovšem úplně nezdařila, neboť řada vrtulníků obsazených výsadkáři byla ještě za letu sestřelena izraelským letectvem a proti vysazeným výsadkářům byly v krátké době zorganizovány izraelské bojové oddíly.
Proti egyptským tankovým a pěchotním jednotkám, které se dostaly za pevnostní linii, stála na Sinajském poloostrově pouze izraelská tanková divize gen. Abrahama Mandlera (čítající přibližně 290 tanků), jejíž vysunutá tanková brigáda byla v prvních hodinách po útoku jediná, která bojovala na izraelské straně a čelila útoku (egyptské přečíslení činilo 36:1). Ta se společně s další brigádou pokusila útok zastavit protiútokem a pomoci posádkám pevnůstek Bar Levovy linie. Izraelský protiútok byl ale veden dezorganizovaně, bez letecké podpory (izraelské letectvo zahnala silná protiletecká obrana a při prvním útoku ztratilo až polovinu strojů) a provázely ho těžké ztráty způsobené egyptskou pěchotou vybavenou stovkami sovětských protitankových raket (ztráty brigád činily až 2/3 strojů). Velení izraelské divize nemělo nejmenší tušení o rozsahu egyptského útoku. V 17.30 bylo na izraelské straně průplavu už 32 tisíc Egypťanů z 12 útočných vln. V 18.30 byla zahájena stavba pontonových mostů a ve 20.30 začala průplav přejíždět těžká technika. Operace Badr, jak byl nazván přechod Suezského průplavu, se dodnes řadí mezi nejlépe provedené vyloďovací operace v historii válek.
Pod dojmem zpráv z bojiště se gen. Mandler rozhodl divizi rozdělit na tři části: do severního sektoru byla vyslána tanková brigáda plk. Gabiho, v centrálním sektoru operovala brigáda plk. Amnona Rešefa a v jižní části brigáda plk. Dana. Velení izraelské armády zároveň odmítalo vydávat povolení k evakuaci pevností Bar Levovy linie, neboť se domnívalo, že tankové brigády již dorazily ke kanálu a společně s posádkami pevností úspěšně brání Egypťanům v dokončení vylodění. Ve skutečnosti byly tyto brigády už z větší části zničeny soustředěnou palbou protitankových střel, kterými byli vybaveni egyptští pěšáci, a zbývající izraelské tankové síly musely vinou nerozhodnosti velení bojovat proti postupujícím Egypťanům a také bránit pevnosti.

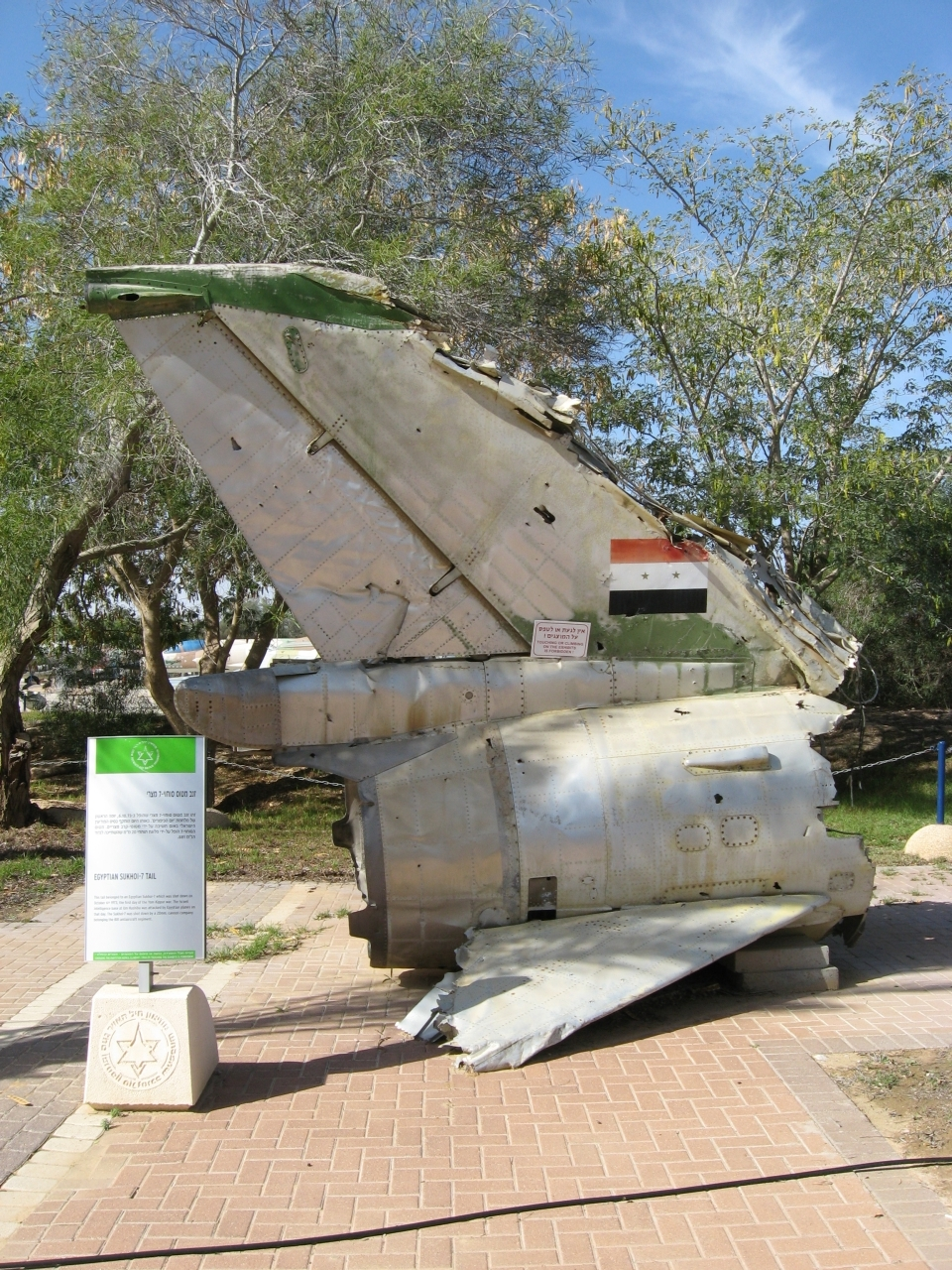
Část sestřeleného egyptského letadla Su-7 (vlajka nepatří Sýrii, ale egyptské letce Golden Hawk)

Ve vnitrozemí zaznamenalo izraelské letectvo částečný úspěch, když odrazilo několik pokusů o letecké útoky proti Tel Avivu a ropným rafinériím. Odpálené egyptské rakety Tor sestřelila izraelská protiletecká obrana. Většina egyptského letectva se ale věnovala podpoře útočících pozemních jednotek. Po vlastních vysokých ztrátách dostali izraelští piloti rozkaz držet se 10 km od průplavu, mimo dostřel egyptských protiletadlových raket. V celém Izraeli byly zrušeny oslavy svátku Jom Kippur a rozběhla se mobilizace. Ve 22.00 se sešla izraelská vláda, jejíž jednání probíhalo v mírném optimismu, neboť vládní a vojenští představitelé měli jen mlhavé informace o rozsahu útoku a izraelských ztrátách. Stejný optimismus panoval i ve Spojených státech, kde se předpokládalo, že Izraelci mají vše pod kontrolou.

#### Neděle 7. října

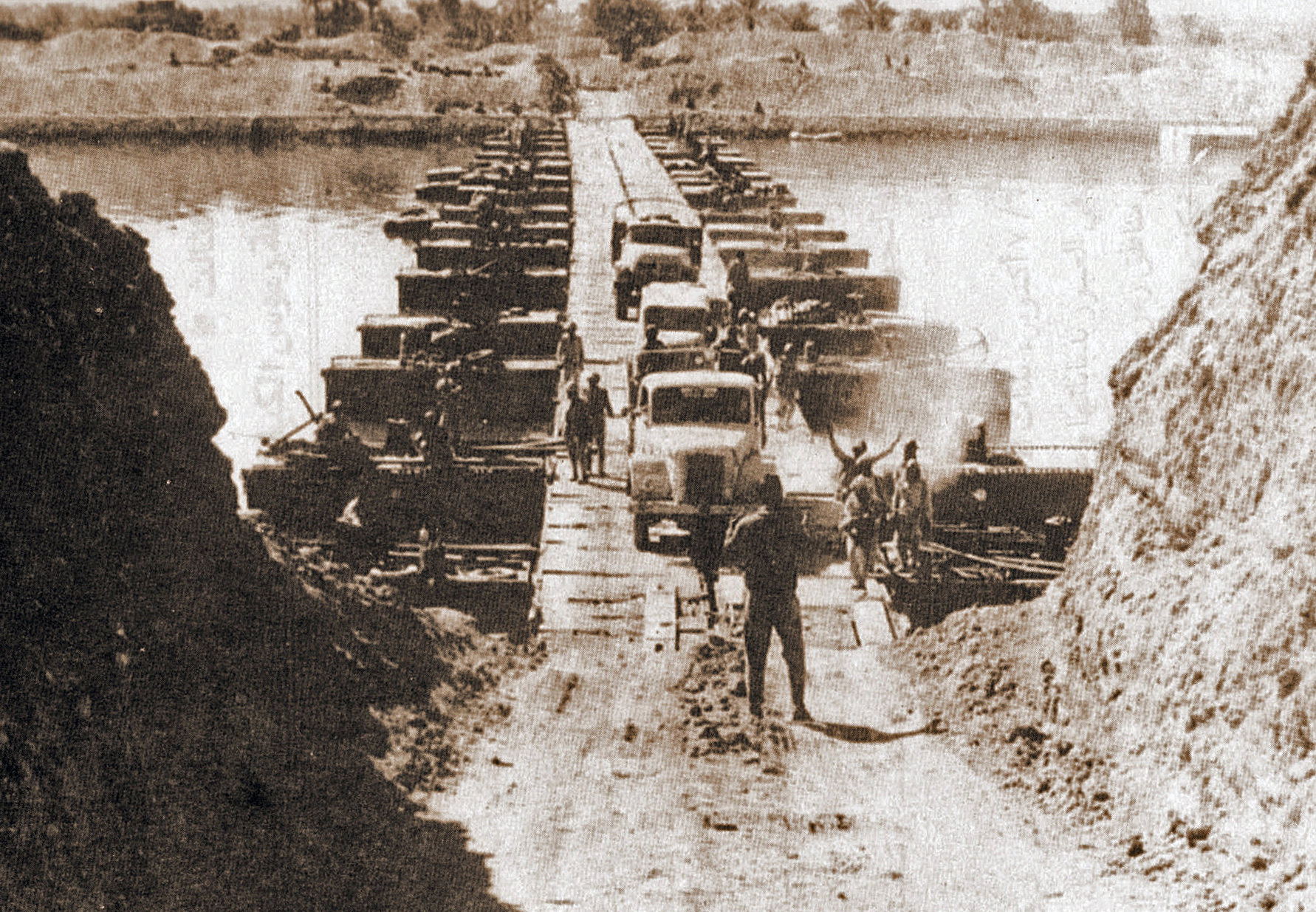
Egyptská armáda překračuje 7. října Suezský průplav

Již krátce po půlnoci měl Egypt na izraelské straně průplavu 90 tisíc vojáků, 800 tanků, 3 tisíce protileteckých prostředků a v 8 km hloubce budoval první linii obrany. Početní stavy se během dne dále zvýšily a Egypt začal budovat i zásobovací infrastrukturu. V rozporu s tím předával gen. Gonen velení IOS mylné informace a šířil bezdůvodný optimismus. Zatímco na egyptské straně byly ztráty relativně malé, ty izraelské narůstaly vinou chaotických útoků. Všem třem izraelským brigádám z původních 290 tanků zbývala sotva třetina. Nedalo se počítat ani s podporou letectva, neboť golanská fronta byla prohlášena za prioritní.
Kritičnost situace si začali uvědomovat až vysocí velitelé, kteří 7. října začali zaujímat své pozice jako velitelé divizí (gen. mjr. Abraham Adan a gen. mjr. Ariel Šaron). V průběhu dne navštívil sinajskou frontu Moše Dajan, který nařídil ukončit protiútoky, zformovat síly a přejít do obrany. Zároveň bylo určeno rozhraničení celé fronty; Adan velel severní části fronty, gen. Mandler jižní a střednímu úseku velel Šaron. Velitelem sinajské fronty se stal gen. Gonen. Ten vydal rozkaz k evakuaci pevností v první linii. Navečer již začaly do prostoru bojů najíždět izraelské záložní jednotky vytvořené během probíhající mobilizace a egyptské útoky se dařilo po celém úseku zadržovat.
Egyptské ženijní jednotky již od noci pracovaly na vybudování deseti pontonových mostů přes průplav. Jednotlivé části na sebe byly napojovány, takže přestože se téměř všechny staly cílem izraelských útoků, mohly být snadno opraveny. Během dopoledne se v oblasti Hořkých jezer dostala na východní břeh celá egyptská 7. divize a 25. tanková brigáda.

#### Pondělí 8. října

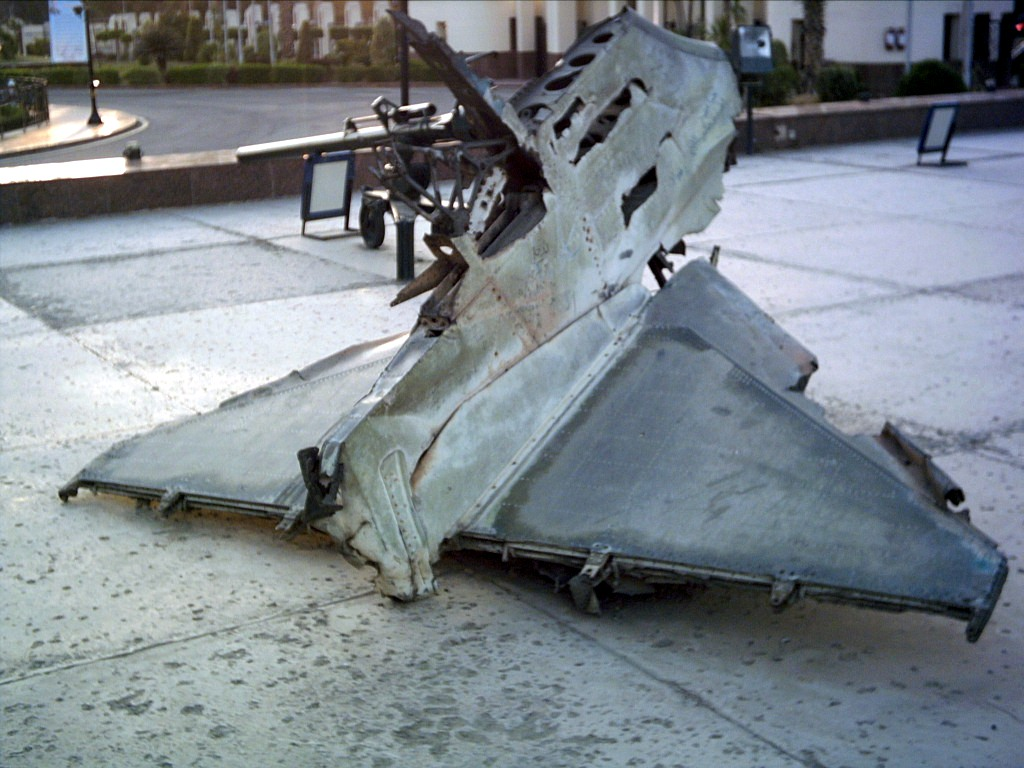
Část sestřeleného izraelského letadla A-4 Skyhawk v egyptském muzeu

V 8.00 zahájil velitel severního úseku sinajské fronty gen. Adan útok, jehož cílem bylo osvobození obklíčených klíčových izraelských pevností a zajištění egyptských mostů přes průplav. Podporu útoku měl zajistit genmjr. Šaron. Vlivem řady chyb se ale Adanovy jednotky dostaly při přesunech do těžké egyptské palby. Adan se navíc dozvěděl, že nemůže počítat s předem přislíbeným tankovým praporem od Šarona. V poledne se už Adan ocitl v zoufalé situaci. S leteckou podporou se vlivem silné protiletecké palby také nedalo počítat. Situaci navíc zkomplikovalo předání mylné informace do Hlavního štábu o izraelském překročení průplavu. Ve 14.00 zahájil Adan další útok, který opět narazil na dělostřeleckou palbu z egyptské strany a způsobil Izraelcům těžké ztráty. Egypťané navíc přešli do protiútoku. Avšak účinná palba izraelských tankistů jim způsobila těžké ztráty a po setmění se stáhli. V některých ohledech je tato bitva považována za nejhorší porážku v dějinách izraelské armády. Stalo se tak především proto, že Izraelci ignorovali základní válečná pravidla. Jako krajně nebezpečná se ukázala představa, že proti nepříteli vybavenému protitankovými zbraněmi se dá útočit bez pěší či dělostřelecké podpory. To, že Šaron neposkytl Adanovi pomoc, vedlo mezi oběma generály k otevřené roztržce.
Na egyptské straně dokončily večer pěší divize přesun přes kanál a chystaly se splnit rozkaz rozšířit vějířovitými útoky předmostí do hloubky 10 až 15 km a připravit se k útoku na východ.

#### Úterý 9. října – středa 10. října

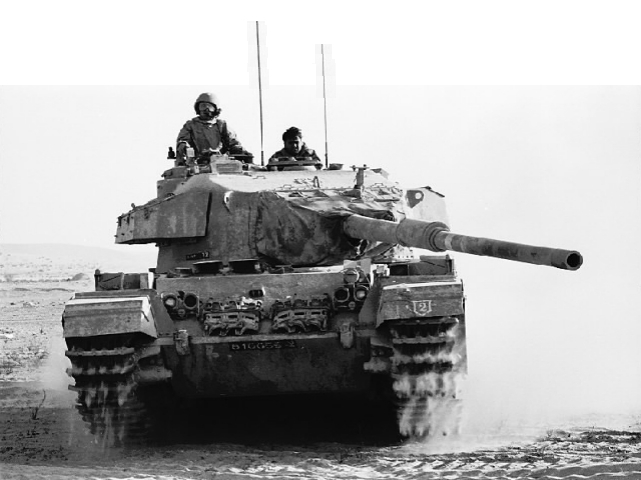
Izraelský tank Centurion na Sinaji.

Gen. Elazar, který navštívil ráno sinajskou frontu, zjistil skutečný rozsah izraelské porážky a obrovské ztráty na lidech a technice. Nařídil proto zúžení obranného pásma a Šaronovi žádajícímu o povolení překročit Suez nařídil čekat na rozkazy generálního štábu. Dílčím úspěchem bylo, že se podařilo vyprostit posádku jedné z obklíčených pevnůstek Bar Levovy linie. Celkově ale bylo izraelským jednotkám na Sinaji nařízeno zaujmout obranná postavení a nevyvíjet samostatnou aktivitu, neboť bylo především nutné řešit kritičtější situaci na golanské frontě. Gen. Šaron se navzdory přísnému zákazu pokusil proniknout k Suezskému průplavu v prostoru, kde se stýkaly 2. a 3. egyptská armáda (tzv. šev), který nebyl bráněn. V průběhu postupu ale utrpěl těžké ztráty a stáhl se zpět, když předtím několikrát ignoroval přímé Gonenovy rozkazy k zastavení útoku. Gonen následně požádal náčelníka generálního štábu, aby zbavil Šarona velení. Vzájemná averze mezi Gonenem a Šaronem dospěla do stadia, kdy to ohrožovalo vedení války. Elazar proto povolal penzionovaného gen. Chajima Bar-Leva a jmenoval ho přímým zmocněncem generálního štábu na sinajské frontě. Tomu se podařilo situaci zklidnit. I on později dvakrát požádal o Šaronovo odvolání, což Dajan s odvoláním na politické důvody odmítl.
Od 9. října egyptské síly obnovily své útoky po celém úseku fronty, ale posíleným izraelským jednotkám se dařilo tyto útoky odrážet a způsobovat Egypťanům těžké ztráty. Vše vyvrcholilo 10. října útokem 1. egyptské pěší divize posílené o 50 tanků. Egyptské jednotky se při útoku dostaly mimo vlastní raketový deštník a následně byly izraelským letectvem rozdrceny.

#### Čtvrtek 11. října – pátek 12. října
Na sinajské frontě vládl 11. října relativní klid. Izraelský generální štáb vydal ale rozkazy pro přípravu k překročení Suezského průplavu v prostoru poblíž Velkého Hořkého jezera. Pro tento krok hovořilo i to, že se Šaronovým průzkumníkům podařilo najít tzv. šev (místo dotyku) mezi 2. a 3. egyptskou armádou, tedy místo, kde se nacházela nejmenší koncentrace těžkých zbraní. Po řadě diskusí ale velení izraelské armády odsunulo rozhodnutí o překročení až na dobu po frontálním egyptském útoku, který se podle striktně dodržované sovětské vojenské doktríny měl uskutečnit během několika dnů. Navíc již během porady dorazila zpravodajská informace, že Egypt zahájil velké přesuny techniky přes kanál.

#### Sobota 13. října – neděle 14. října

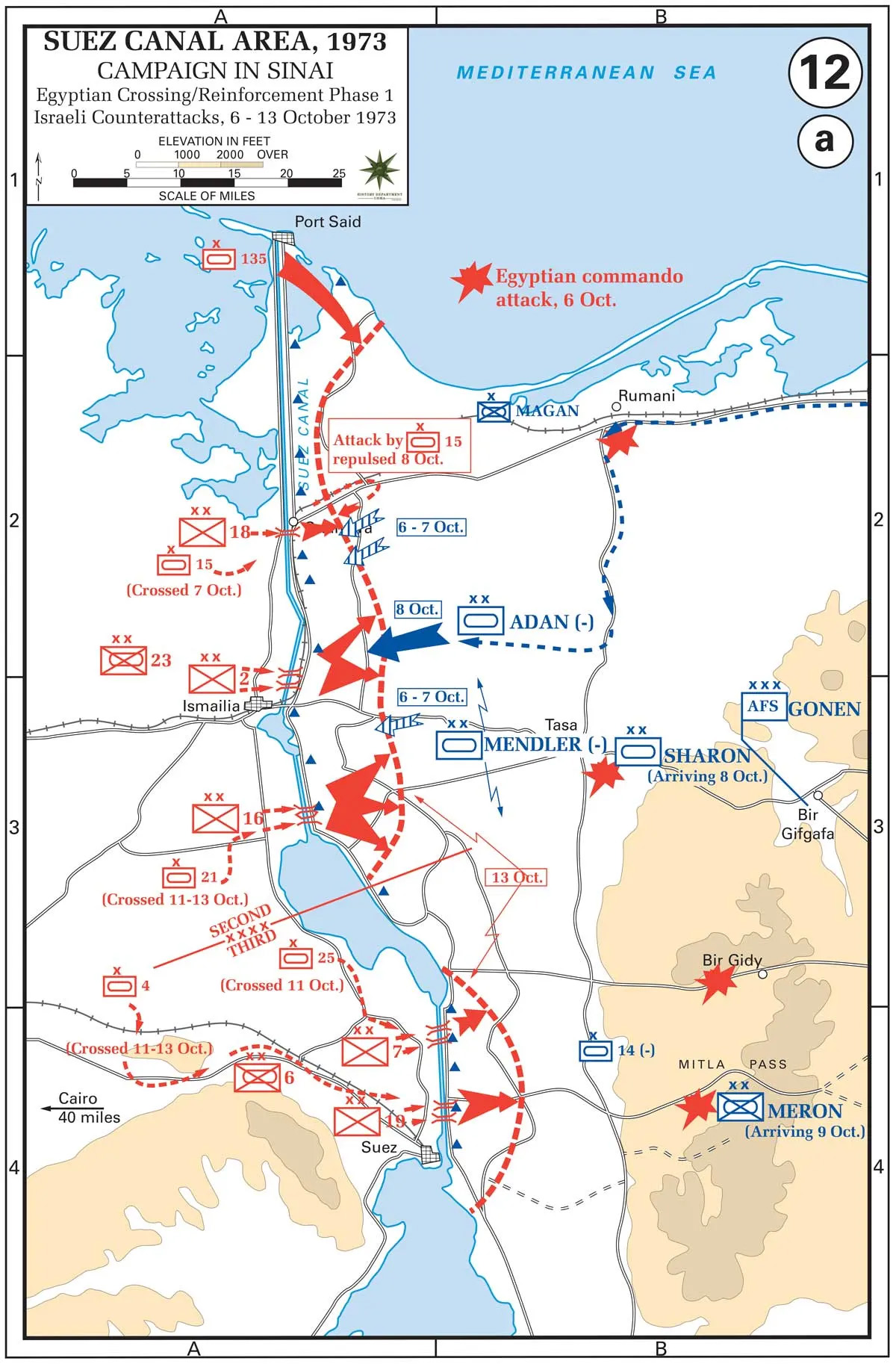
Situace na Sinajské frontě 6.-13. října 1973

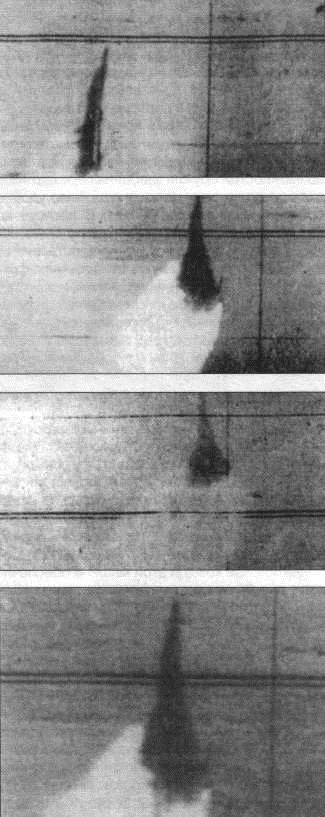
Izraelská Mirage III sestřelená egyptským MiGem-21

V sobotu 13. října podnikli Egypťané po celé frontě řadu útoků, které měly prověřit izraelskou obranu. Hlavní nápor egyptské ofenzívy se očekával směrem na Refidim. Izraelské velení očekávalo, že se tak stane klešťovými obchvaty, a proto rozvinulo své jednotky s cílem Egypťany zablokovat. Během dne zahynul gen. Albert, když jeho obrněné vozidlo zasáhla egyptská raketa.
Pro potřeby ofenzívy přesunuli Egypťané na východní břeh Suezského průplavu kromě jiného i 20 baterií protiletadlových raket. Přestože jim chyběla potřebná materiální převaha nad Izraelci, zahájili 14. října ráno frontální útok. V severním sektoru 2. egyptské armády byl útok tvořen 18. pěší divizí a 21. tankovou divizí posílenou o zálohy, které začaly postupovat k Rumání. V centrálním sektoru útočily společně 21. tanková divize a 23. mechanizovaná divize podél centrální cesty směrem od Ismailie. V jižním sektoru útočily dvě egyptské brigády ve dvou směrech postupu na východ s cílem dosáhnout průsmyky Gidi a Mitla. Na jih od nich dále postupovaly podél Suezského kanálu 19. pěší divize posílená tankovými brigádami a 113. mechanizovanou brigádou. Poprvé Egypťané narazili, když v solných bažinách izraelští výsadkáři zlikvidovali jejich vrtulníkový výsadek, jenž měl krýt levé křídlo ofenzivních sil. Další výsadek byl vysazen přímo před hlavně izraelské 247. tankové brigády a okamžitě zničen. Poté, co se jedna divize Egypťanů dostala k Baluze, byla napadena izraelskými obránci. Ti napodobili egyptskou taktiku a pomocí amerických protitankových střel TOW způsobili útočníkům těžké ztráty. Samotná jádra egyptské ofenzivy postupovala směrem na Tazu. Narazila ale na izraelské tanky 14. a 217. tankové brigády skryté za písečnými dunami. Izraelské tanky zahájily na Egypťany palbu z bezprostřední blízkosti. Palba byla zničující a donutila Egypťany k chaotickému ústupu. Izraelské síly byly připraveny a v následující velké tankové bitvě (druhé největší po tankové bitvě u Kurska z II. světové války, střetlo se zde kolem 2000 tanků) se jim podařilo egyptskou ofenzivu zastavit. Následný izraelský protiútok podpořený letectvem zničil egyptskou 1. obrněnou brigádu. Egypťané se poté, co se jim podařilo znovu zformovat své jednotky, pokusili o další útok proti Izraelcům, který měl být veden ve dvou vlnách. První vlnu se Izraelcům podařilo odrazit a doplnit munici a palivo ještě před příchodem druhé vlny. Díky tomu a nasazení tankových záloh byla druhá vlna také odražena a Egypťané donuceni k ústupu, který se vinou neexistence rozkazů vlastního velení změnil v chaotický.
3. egyptská armáda měla ve dvou útočných vlnách obsadit pro Izrael životně důležité průsmyky Mitla a Gidi. I tady mělo izraelské vedení informace o síle a směru egyptského útoku a mohlo učinit opatření. Útok zde začal v 6.30 ráno. První egyptská vlna byla rozdělena do dvou útočných křídel. Severní křídlo tvořené 25. samostatnou brigádou bylo odraženo izraelskou 164. samostatnou brigádou a donuceno stočit svůj postup jižněji. Egyptská 3. tanková brigáda tvořící jižní křídlo byla odražena izraelskými výsadkáři vybavenými bezzákluzovými děly a stočila svůj postup severněji. Díky těmto změnám v postupu se obě křídla prakticky spojila a byla nasměrována do pasti ve Wádí Marbúk, na jejímž konci čekaly izraelské tanky. Porážka 3. egyptské armády začala v 10.30, kdy byly její jednotky napadeny izraelskými Skyhawky. Egypťané se bez ohledu na vlastní ztráty snažili prorazit z uzavřené pasti, ale jejich tanky byly likvidovány bezprostřední izraelskou palbou zejména protitankových raket TOW. V té době izraelské letectvo zlikvidovalo menší útočnou vlnu tvořenou egyptskými commandos postupujícími podél Suezského zálivu.
Z hlediska celé války mělo toto střetnutí znamenat zlom. Zpravodajská služba Aman zde egyptské přípravy na ofenzivu 12. října zachytila a znala i sílu a směr útoku (dobytí izraelské základny Baluza 2. armádou a obsazení průsmyků Gidi a Mitla 3. egyptskou armádou). Izraelské jednotky se proto mohly připravit a zvolit vhodnou obrannou taktiku. Ovšem žádost Ariela Šarona o protiútok byla zamítnuta. Boje skončily kolem poledne.
Mezi hlavní důvody izraelského vítězství patřila zejména změna taktiky (izraelské tankové jednotky byly doplněny obrněnými vozidly osazenými pěchotou, která účinně likvidovala egyptské pěšáky vybavené protitankovými střelami) a dále zahájení dodávek materiálu ze Spojených států. Ještě tentýž večer vyjádřila izraelská vláda na svém jednání souhlas s útokem přes Suezský průplav. Morální dopad porážky na egyptské velení byl mnohem horší než samotná prohra. Velení 2. egyptské armády ztratilo kontrolu nad svými jednotkami a její velitel utrpěl infarkt a zhroutil se. Egyptskou porážku umocnily nálety izraelského letectva, které ustupujícím Egypťanům způsobily další ztráty a vyloučily možnost opakování útoku (kromě jiného byly úplně zničeny 1. a 3. tankové brigády, Egypťané přišli o vice než 270 tanků, Izraelci ztratili 6 tanků).

#### Pondělí 15. října – úterý 16. října

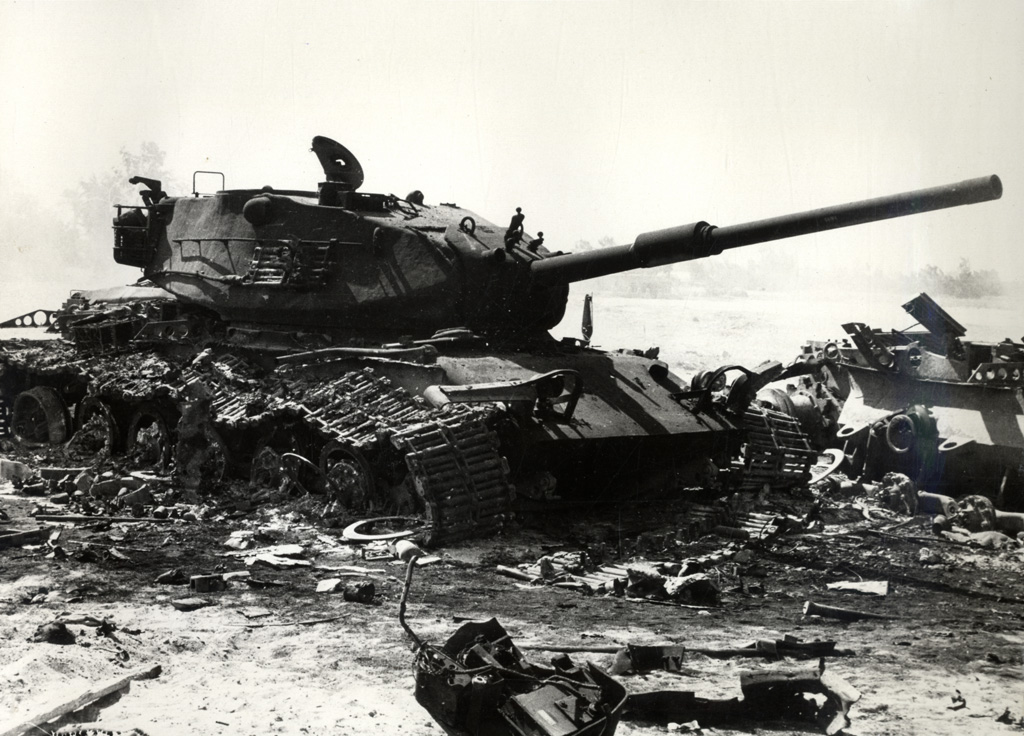
Zničený izraelský tank M60 na Sinaji

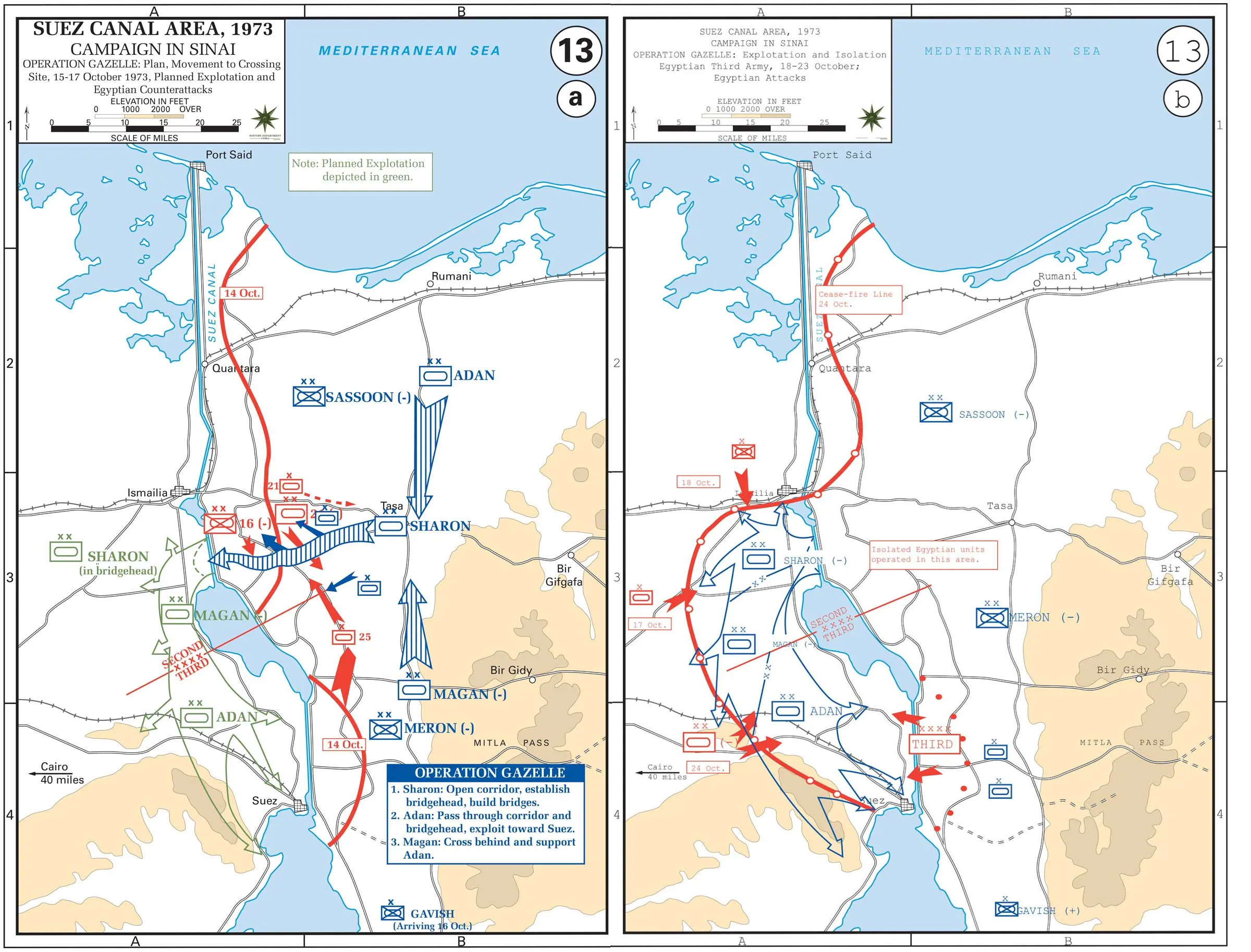
Izraelské překročení Suezského průplavu

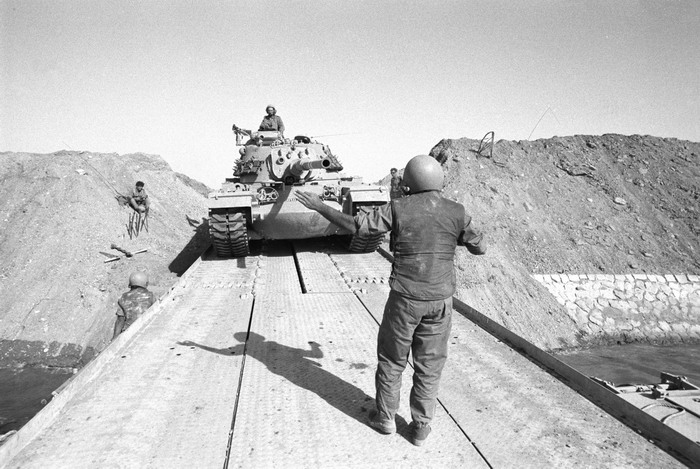
Izraelské tanky překračující Suezský průplav.

Pod krycím názvem Gazela zahájily IOS 15. října 1973 v 17 hodin operaci, při níž se 2 tankové divize generálů Šarona a Adana pokusily o přechod Suezského průplavu v oblasti Velkého hořkého jezera. Plán počítal s rychlým vytvořením předmostí a přechodem na západní břeh kanálu. Již ve 20.30 téhož dne měli překročit Suezský průplav výsadkáři a na prámech měla být přepravena rota tanků pro vytvoření předmostí a jeho hájení. Poté měly být postaveny dva mosty pro přechod 440 tanků. Tento přesun měl být hotov 16. října do 6 hodiny ranní. Poté se jednotky měly věnovat likvidaci egyptských protileteckých baterií. K připoutání egyptské pozornosti měl být v rámci operace proveden útok o síle brigády v oblasti Chamutalu a pevnosti Televizíja a další tanková brigáda měla obsadit pevnost Macmed a uvolnit akavíšskou a tirturskou cestu.
Ve skutečnosti byly izraelské tankové jednotky zbrzděny těžkými boji již při pokusu dostat se k Suezskému průplavu zejména v oblasti tzv. Čínské farmy. Další zpoždění způsobily Izraelcům problémy a zmatky při přepravě pontonových dílů určených k vytvoření přechodů. Brigády určené pro provedení zastíracích operací mezitím zaútočily za podpory dělostřelectva proti egyptským pěším a tankovým divizím. Prostor Čínské farmy s vyhloubenými zavlažovacími kanály byl ale silně hájeny egyptskými tankovými a dělostřeleckými jednotkami, a ty útočícím izraelským jednotkám způsobovaly těžké ztráty. Akavíšská cesta, po které měly být transportovány mostní díly, byla sice na krátkou dobu obsazena izraelskými jednotkami, ale v krátké době se ji Egypťanům podařilo znovu obsadit a uzavřít a tím rozdělit izraelské jednotky; zatímco ženisté s pontony a částí tankových jednotek prošli, většina tankových jednotek majících uskutečnit přechod uvízla v bojích s Egypťany.
Ve 21 hodin měl být zahájen přechod přes Suezský průplav, ale izraelské jednotky se v tu dobu stále ještě pokoušely obsadit přístupové cesty ke kanálu. Na tirturské cestě zůstal zablokován prefabrikovaný most, přesunovaný k Suezskému průplavu. Izraelským výsadkářům se mezitím ale podařilo místa bojů obejít a přes poušť se dostali na východní břeh kanálu. Svůj přechod uskutečnili až ve 3 hodiny ráno 16. října s více než šestihodinovým zpožděním. Komplikace spojené s transportem obřích mostních dílů byly vyřešeny jejich nahrazením menšími mobilními typy. Teprve v půl šesté ráno byl přechod přes průplav dokončen. Přesun tanků ale nemohl začít, neboť byly blokovány u Čínské farmy. Boje o Čínskou farmu a akavíšskou cestu probíhaly celé úterý 16. října a teprve v poledne 17. října se Izraelcům podařilo vytlačit za cenu těžkých ztrát na obou stranách Egypťany od akavíšské cesty.
Mezitím se izraelským ženistům podařilo 16. října hodinu po půlnoci dokončit most přes průplav. Přestože nástupní prostor byl pod trvalou palbou egyptského dělostřelectva a letectva a pod palbou bylo i izraelské předmostí na západním břehu kanálu, podařilo se přes průplav přepravit první útočnou vlnu. Do rána se přesunula na západní břeh izraelská pěchota a v 8.00 již bylo pětikilometrové izraelské předmostí zajištěno i tankovými jednotkami. Problémy s prefabrikovaným mostem, který se přesunoval směrem k místu izraelského překročení průplavu, přetrvávaly (most byl poškozen a vyžadoval opravy), navíc se ukázalo, že transportní cesta je pod kontrolou Egypťanů, což mimo jiné komplikovalo i zásobování jednotek, které už průplav překročily.

#### Středa 17. října – čtvrtek 18. října

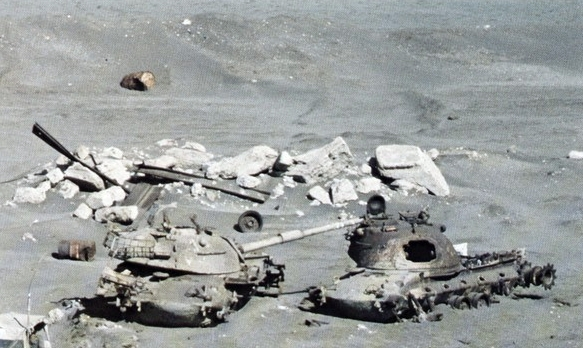
Zničené izraelské tanky M48 Patton na břehu Suezského průplavu.

17. října se egyptské jednotky pokoušely po celý den o průnik do prostoru, kde izraelské jednotky vytvořily nástupní předmostí (tzv. dvůr). V tom jim ale bránily v prostoru Čínské farmy izraelské tankové jednotky společně s výsadkáři. Díky tomu mohli izraelští ženisté přesunout k průplavu pontony, po nichž se na západní břeh měly přesunout izraelské tanky. Koridor, který se tak tak otevřel, se egyptská 2. a 3. armáda pokoušely uzavřít. Přes těžké ztráty, které utrpěly, se jim to nepodařilo. Ráno 17. října zahájili navíc Egypťané tankový útok proti izraelskému předmostí i na západním břehu. I tento útok byl Izraelci odražen.
Ve čtvrtek 18. října pokračoval pod egyptskou palbou přesun izraelských tanků přes Suezský průplav, přičemž musel být několikrát zastaven kvůli opravám mostu po zásazích. Teprve po 5. hodině ranní bylo na egyptské straně průplavu 140 tanků, takže se už dalo mluvit o významnější síle. Nejdůležitějším úkolem bylo rozšíření předmostí vytlačením egyptských jednotek a likvidace postavení egyptských protiletadlových raket, čímž by se vytvořil operační prostor pro izraelské letectvo. Proti izraelským jednotkám vyslalo velení egyptské armády část svých obrněných záloh. Egyptské bombardéry a vrtulníky se navíc snažily zničit izraelský pontonový most. Avšak kvůli těmto náletům musela egyptská protiletecká ochrana zastavit činnost a izraelské letectvo toho okamžitě využilo. Egypťané utržili v leteckých soubojích těžké ztráty a přepravu přes průliv se jim nepodařilo přerušit.
Ve snaze zabránit 2. egyptské armádě v napadání izraelského nástupního prostoru na východní straně průplavu nařídilo Izraelské vrchní velení další útoky proti těmto jednotkám. Likvidace egyptských protiletadlových baterií na západním břehu se ukázala být úkolem pro pozemní jednotky. V průběhu čtvrtka 18. října se tankovým jednotkám gen. Adana podařilo zničit několik baterií, ale zároveň zabřednout do těžkých bojů. Na východním břehu se Šaronovi stále nedařilo zabránit egyptskému ostřelování pontonů.
Ze 17. na 18. října se Egypťané z taktických důvodů stáhli z Čínské farmy, čímž umožnili Izraelcům přesun těžkých pontonů. Ty byly k průplavu dopraveny 18. října večer. Na egyptském území již izraelské jednotky odrážely pokusy egyptské armády o zničení předmostí. 18. října se na sever od předmostí postupující izraelští výsadkáři na okraji Ismailie dostali do těžké bitvy s egyptskou pěchotou. Té se podařilo část izraelské jednotky obklíčit a odříznout. Obklíčené izraelské výsadkáře se podařilo vyprostit až po setmění. Po celý den také izraelské tankové jednotky útočily ve dvou osách jižním směrem na Suez. Jejich postup provázely prudké boje s egyptskými tankovými jednotkami, posílenými o zvláštní jednotky egyptské armády a jednotky palestinské a marocké.

#### Pátek 19. října – neděle 21. října

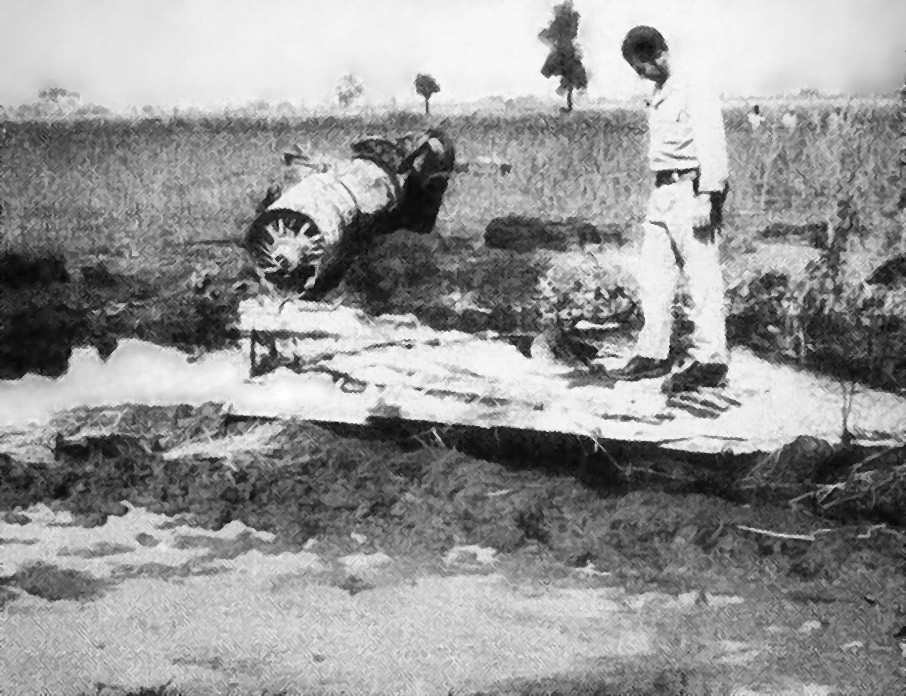
Zničený izraelský bojový letoun Mirage III

Ráno v pátek 19. října se izraelským ženistům podařilo dokončit velký most, čímž se množství přepravovaného materiálu podstatně zvýšilo, a to i přesto, že mosty byly i nadále pod egyptskou palbou. Izraelské jednotky, které se přesunuly na západní břeh průplavu, zahájily další boje s cílem ničit egyptské protiletecké baterie. Jednotky gen. Adana dále úspěšně útočily na jihozápad směrem k Suezu. Část Šaronových oddílů se naproti tomu na severu od předmostí zdržela urputnými boji s egyptskými commandos. V silně opevněné radarové stanici Orcha se jich 300 odmítlo vzdát a bojovali až do posledního muže.
Ještě během pátku se egyptské vrchní velení rozhodlo proti postupujícím izraelským jednotkám nasadit poslední zálohy. Čtyři neúplné egyptské divize se pokusily zablokovat prostor mezi Ismailií a Suezem. Během soboty 20. října postupoval gen. Adan směrem na jih a během postupu ničil další protiletecké baterie egyptské armády. V poledne obsadil letiště Fajíd, čímž se podstatně zlepšily izraelské zásobovací možnosti. V postupu ho podporovaly jednotky gen. Magana. Naproti tomu Šaronovy jednotky stály před Ismailií a samotný Šaron byl ve sporu s velením, které po něm požadovalo přesun zpět na východní břeh průplavu a likvidaci egyptských jednotek ohrožujících izraelský přechod přes Suezský průplav. Tyto spory vyvrcholily v neděli 22. října, kdy Moše Dajan jako ministr obrany na Šaronovu žádost tento rozkaz zrušil. Adan mezitím pouze zabezpečil letiště, nezaznamenal ovšem žádné územní zisky, důležité pro vyjednávání. Všechny jednotky ale plnily rozkaz, aby jako priorita byly ničeny základny protiletadlových raket.

#### Pondělí 22. října – čtvrtek 25. října

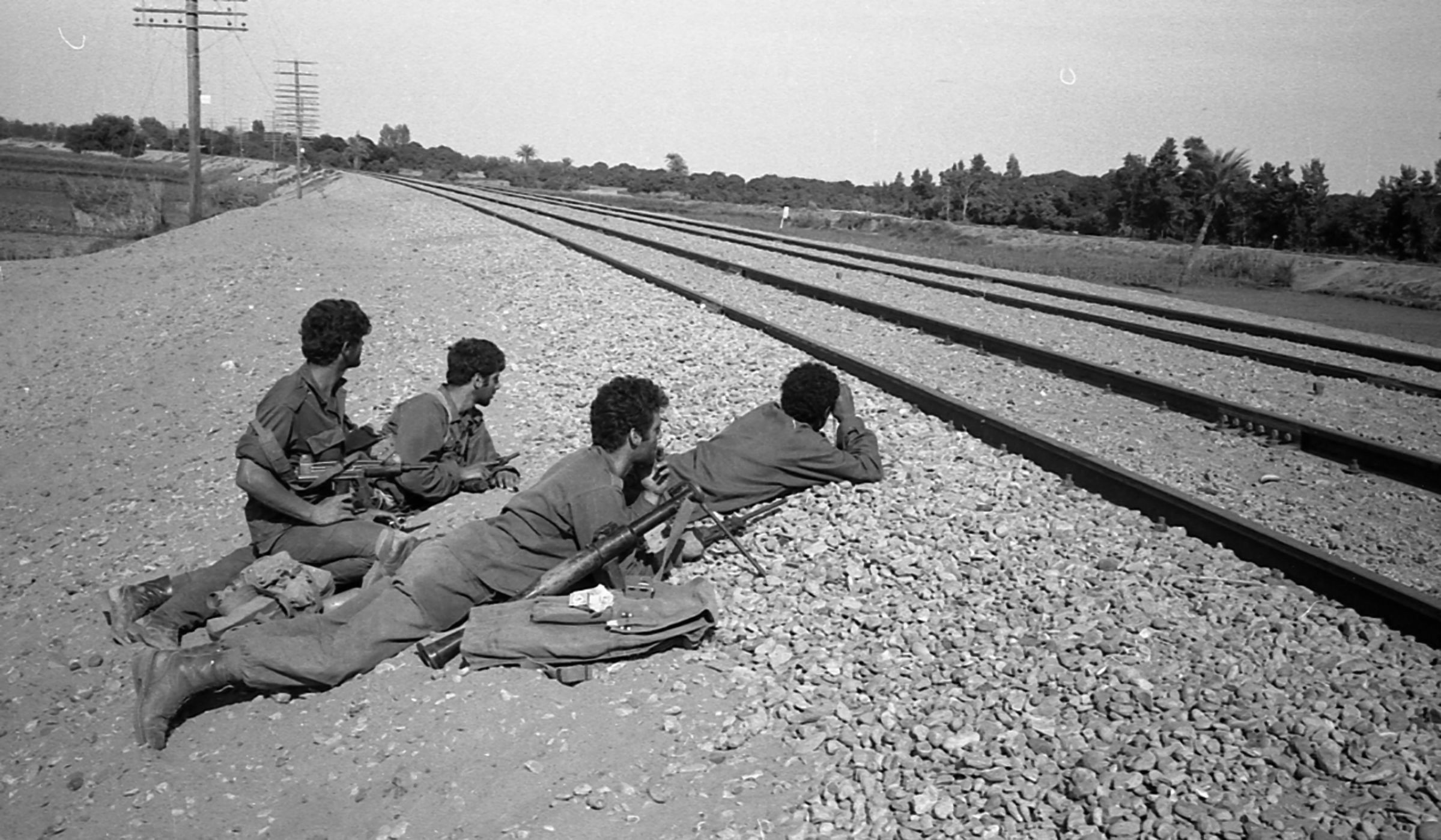
Izraelští vojáci během bitvy u města Ismailia

V ranních hodinách zahájily jednotky gen. Adana boje s cílem zajistit si postup na jih a přetnout veškeré komunikace spojující Káhiru s 3. armádou. Egyptské jednotky, posílené Kuvajťany a Palestinci, se ale podařilo zatlačit až s podporou letectva, které mohlo operovat nad celým prostorem, protože egyptské základny s protileteckými raketami byly už zlikvidovány. Kolem 11. hodiny ohrožovaly dokonce útočící izraelské jednotky bunkr velitele egyptské 3. armády a kolem 19. hodiny dosáhly města Zidronu, cíle obklíčit 30 000 vojáků 3. egyptské armády se ovšem nezdařilo dosáhnout. Šaronovy pokusy dostat se k Ismailii byly definitivně zastaveny egyptskými výsadkáři.
22. října ve 12.00 vstoupilo v platnost příměří dohodnuté velmocemi. To bylo dodržováno v severní části bojů, v prostoru 2. egyptské armády. V prostoru 3. egyptské armády boje dál pokračovaly. V noci z 22. na 23. října došlo k dalším přestřelkám, které přerostly v rozsáhlé boje následované Adanovým pokusem o dobytí Suezu. Ve 23 hodin 23. října (podle jiných tvrzení už kolem poledního) pronikly izraelské jednotky do suezského přístavu a odřízly egyptskou 3. armádu na východním břehu Suezského průplavu.
Ráno 24. října, přestože již bylo v platnosti zastavení palby dohodnuté velmocemi, se jednotky gen. Šarona snažily na předměstí Ismailie přerušit spojení tohoto města s Káhirou a jednotky gen. Adana zahájily útok na Suez s cílem dobýt město úplně a přetnout potrubí zásobující jednotky na východním břehu. Útoku předcházelo letecké bombardování, vedené ovšem pro mlhu prakticky naslepo a tedy s malým účinkem. Následně zaútočily tankové jednotky a motorizovaná pěchota. V rozporu s očekáváním ovšem egyptské jednotky město neopustily, postupující izraelskou kolonu napadly ze zálohy, způsobily jí těžké ztráty a odřízly jí ústupové cesty zpět. Výsadkáři, kteří měli zbytky tankového praporu vyprostit, byli sami odříznuti a bojovali v obklíčení. Vyprostit se je podařilo až pozdě odpoledne. Celá akce se ukázala jako debakl s vysokými ztrátami a nulovým ziskem.
25. října definitivně vstoupilo v platnost příměří a válka na sinajské frontě skončila.

### Golanská fronta

#### Sobota 6. října

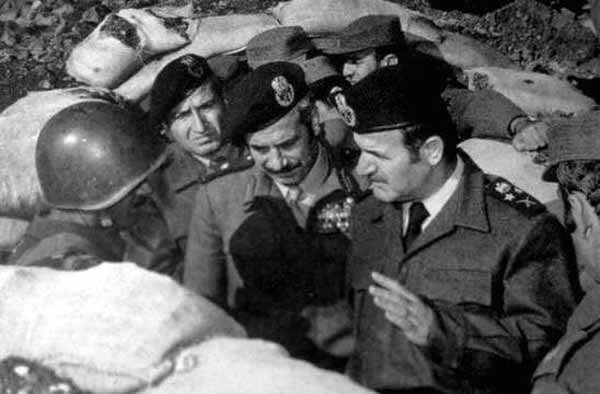
Prezident Asad (vpravo) s vojáky, 1973.

Ve 13.45 bylo izraelskými pozorovateli na hoře Hermon nahlášeno stažení maskovacích sítí z děl. Stejně jako na egyptsko-izraelské frontě, tak i na frontě syrsko-izraelské na Golanských výšinách zahájila válku ve 14.00 silná dělostřelecká palba a následný letecký úder syrských bombardérů proti izraelskému velitelství v Nafehu. Po padesátiminutové dělostřelecké přípravě se daly do pohybu pozemní jednotky. Útok byl veden po celé linii fronty. Vinou opoždění v odminování se část útočících syrských tankových jednotek ocitla bez pěchoty. Výhodně postavené izraelské tanky sice způsobily Sýrii ztrátu šedesáti tanků, ale zastavit syrský útok se jim nepodařilo. Nepodařilo se to ani izraelskému letectvu, které ztratilo v palbě syrských protileteckých raket SA-2, SA-3 a SA-6 třináct letadel. Poté se syrské 5. a 9. divizi zdařily průlomy izraelských linií a následně až do blízkosti řeky Jordán. Zároveň se syrským výsadkářům podařilo dobýt horu Hermon. Zde obsadili po mnohahodinovém boji základnu využívanou Izraelem jako pozorovatelna a do rukou jim padlo velké množství nejmodernější elektroniky, která byla později předána sovětským specialistům. Hlavní útoky byly vedeny směrem na Rafid a Kunejtru. V obou směrech se Syřanům zdařil další průlom izraelských linií.
Po dvou hodinách bojů, přestože se izraelským tankovým jednotkám dařilo působit útočníkům těžké ztráty, bylo jasné, že množství a síla útočících syrských jednotek převyšuje vše, co izraelské jednotky dosud znaly (na silnici z Kudny na Hušníju stálo 60 izraelských tanků brigády Barak proti 600 útočícím syrským tankům). Postup syrských jednotek pokračoval i po setmění, neboť jejich tanky byly vybaveny přístroji pro noční vidění (izraelští tankisté tato zařízení k dispozici neměli). V obklíčení zůstaly i některé pozorovací pevnosti. Některé z nich byly evakuovány, žádnou z nich se ale Syřanům nepodařilo dobýt.
Golanské výšiny navštívil i ministr obrany Moše Dajan, který se až na místě seznámil se skutečným stavem bojů. Jeho návrat do Tel Avivu byl provázen hlubokým pesimismem, při kterém mluvil o konci „třetího chrámu“. Na úrovni nejvyššího velení ale už byla konečně přijata rozhodnutí odpovídající skutečnému stavu věcí. Velení golanské fronty se ujal generál Rafa'el Ejtan za situace, kdy izraelské obranné linie byly prolomeny a syrské tankové jednotky pronikaly silou své mnohonásobné přesily.

#### Neděle 7. října

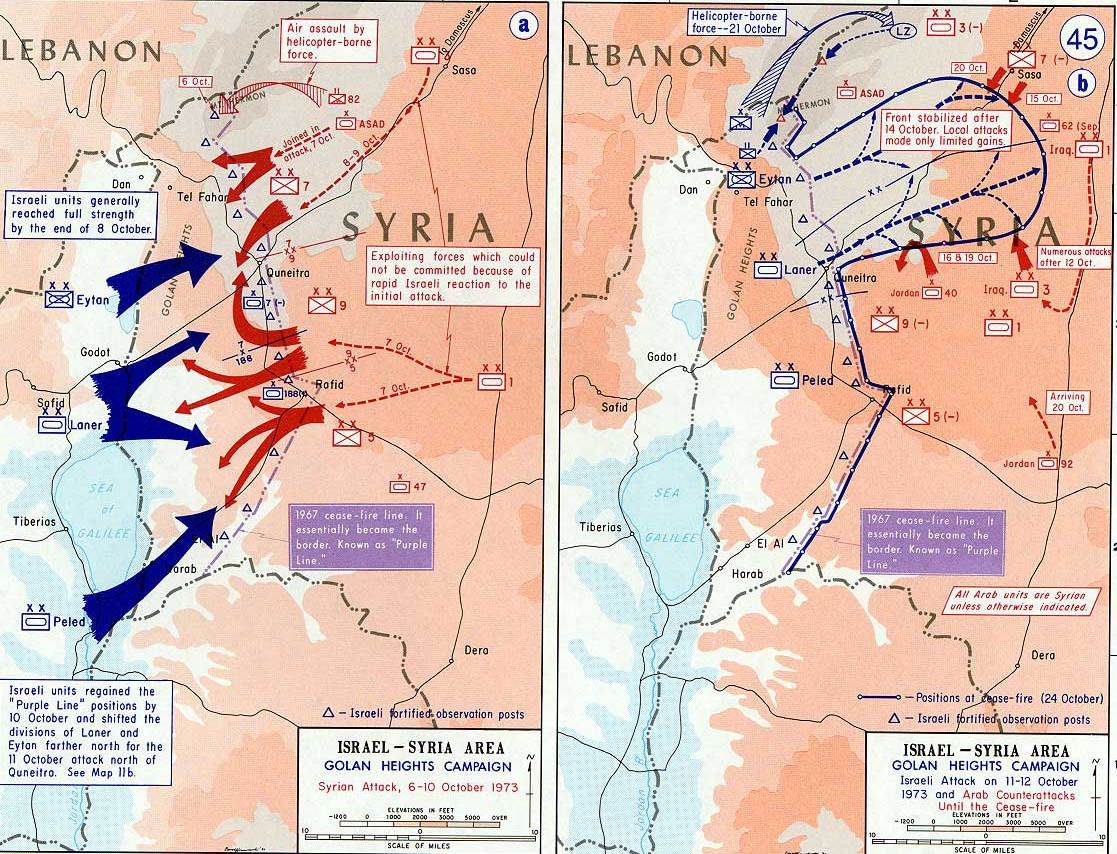
Průběh izraelsko-syrských bojů

Během rána se Syřanům podařilo několik průlomů do izraelské obrany a syrské tanky se ocitly na dohled od Galilejského jezera. Část izraelské obrany se totiž zhroutila a izraelští velitelé museli zastavovat panicky prchající izraelské vojáky. Kromě rostoucích ztrát na životech ztrácel Izrael i techniku a vážným problémem byl i nedostatek munice a paliva u bránících se jednotek. Dalším leteckým úderem se za cenu ztráty dalších šesti letadel podařilo Izraelcům postup syrských tanků zastavit. Přesto byla situace na golanské frontě tak vážná, že na ni byla přesunuta letadla z fronty sinajské a zastavení pronikajících syrských jednotek bylo vyhlášena jako prioritní. Po poledni Izraelci již vyklidili velitelství v Nafehu, které Syřané začali vzápětí obsazovat. Poté se ale objevily první tanky záložní brigády, které syrský útok zastavily a během noci získaly i převahu na bojišti a začaly Syřany vytlačovat. Na jižní části golanské fronty se Izraelcům podařilo zastavit předvoj 5. pěší divize syrské armády s 250 tanky až u řeky Jarmúk. Poté díky používání neortodoxních způsobů boje (malé skupinky izraelských tanků pronikaly do syrských řad a šířily zmatek a zkázu) a snaze syrských velitelů postupovat vpřed bez ohledu na vlastní ztráty (které hrozivě narůstaly) se podařilo ve večerních hodinách syrský postup prakticky zablokovat. Útok 500 syrských tanků poblíž Kunejtry se podařilo zastavit až 8. října ráno.
K další bitvě došlo poblíž Hermonitu. Syrská 78. tanková brigáda 7. tankové divize zde společně se syrskou mechanizovanou pěchotou zaútočila na pozice izraelské 7. tankové brigády. Po pěti hodinách bojů se Izraelcům podařilo útok odrazit, Syřané ale po přeskupení zaútočili ve 22.00 znovu. Izraelské jednotky, které na rozdíl od Syřanů nebyly vybaveny přístroji pro noční vidění, byly nuceny zaměřovat své cíle na velmi krátkou vzdálenost. Části syrské pěchoty vybavené protitankovými střelami se podařilo obejít izraelské jednotky a způsobit jim citelné ztráty. Další izraelské ztráty pramenily z faktu, že se syrské dělostřelectvo zastřílelo na jejich pozice. V bitvě, která skončila v jednu po půlnoci, zaznamenaly těžké ztráty obě strany.
Večer dorazil na velitelství severní (golanské) fronty Chajim Bar-Lev, kterého k posouzení situace vyslala Golda Meirová. Bar-Levovi se zejména podařilo uklidnit situaci na velitelství a po seznámení s celkovým obrazem golanské fronty konstatoval, že situace je stále ještě vážná (hlavně na severní části fronty), ale již zvládnutelná. V jižním sektoru fronty nařídil připravit protiútok, majícím za cíl narušit syrskou rovnováhu ve velení.

#### Pondělí 8. října

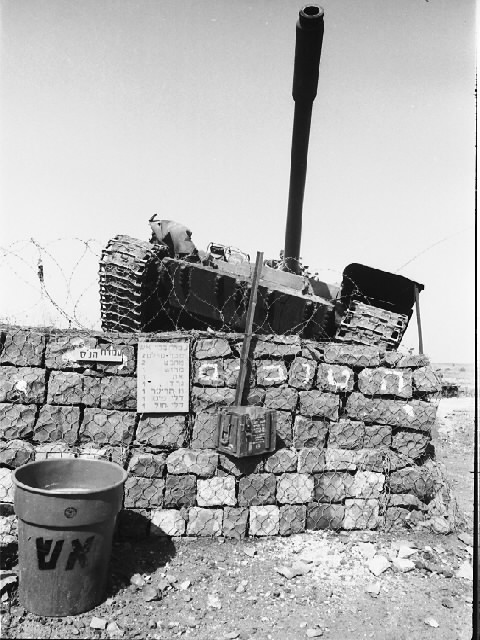
Opuštěný syrský tank T-55 na Golanských výšinách.

Ve 4.00 hodiny ráno opět Syřané zaútočili u Hermonitu v severním sektoru fronty na izraelské pozice. Útok byl ale odražen. K dalším útokům poté docházelo po celý den.
V jižním sektoru fronty zahájily v 8.30 izraelské jednotky protiofenzivu. Přes těžké ztráty se pěti izraelským brigádám (brigáda gen. Oriho, brig. generála Rana z divize gen. Lanera, 14. a 19. brigáda a 20. brigáda z divize gen. Peleda) ve čtyřech útočných směrech dařilo postupovat směrem k taplinské silnici, kterou během dne obsadily, a dále po těžkých bojích u Sidijány porazit velkou syrskou přesilu. Informace o skutečném stavu bojů se projevily i na stále méně optimistických prohlášeních k izraelské veřejnosti. Americká vláda ale ještě večer věřila v rychlé vítězství Izraele a H. Kissinger varoval Izrael před postupem za hranice z roku 1967. Na večerním jednání izraelské vlády již bylo konstatováno, že situace je kritická, a byl dán příkaz aktivovat izraelské jaderné zbraně (tři raketové rampy střel Jericho v Hirbat Zakarija a osm upravených bombardérů F-4 Phantom II. Jejich cílem měla být hlavní velitelství egyptské a syrské armády).

#### Úterý 9. října

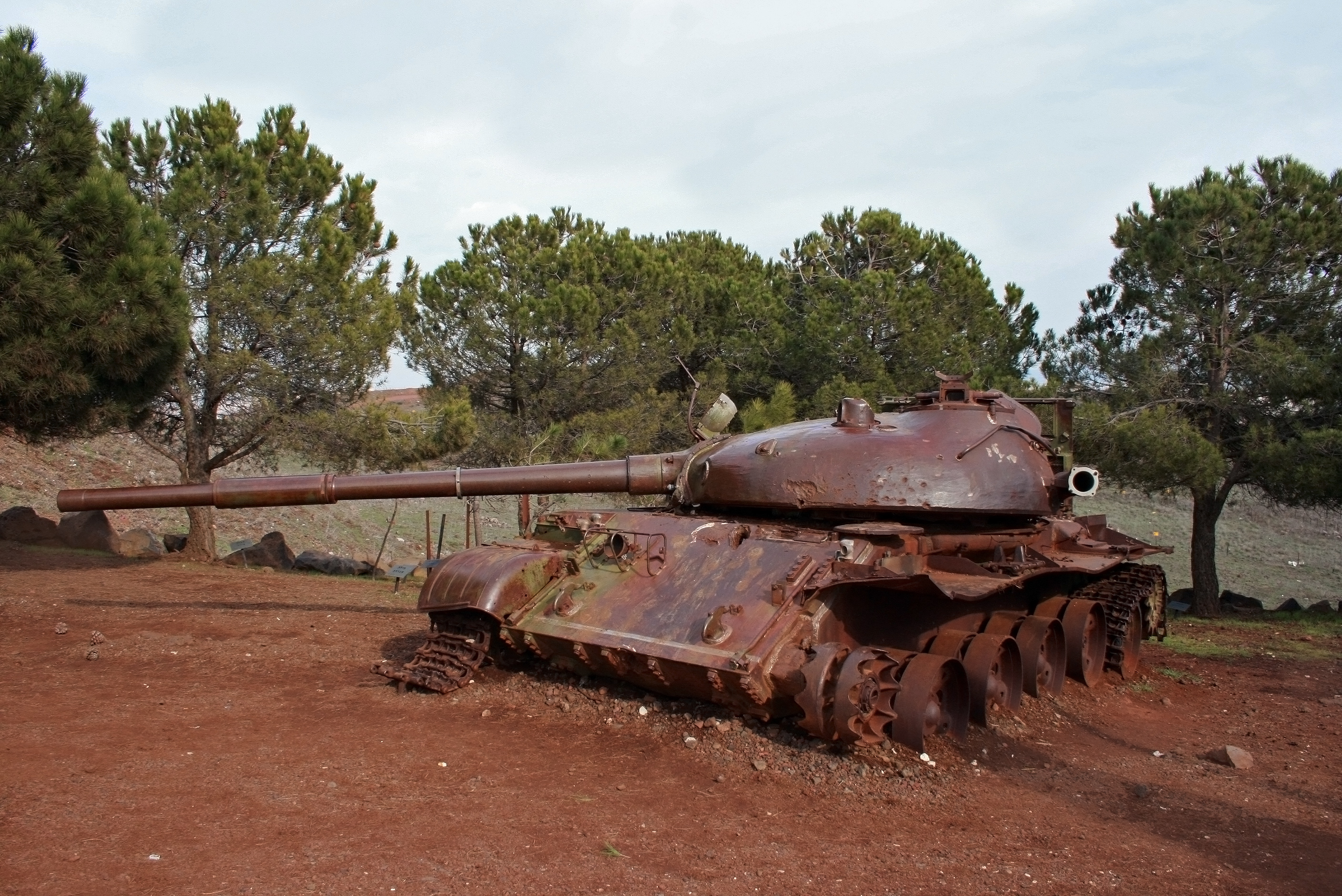
Zničený syrský tank T-62

U Hermonitu hned ráno 9. října opět zaútočily syrské tankové jednotky vybavené nejmodernějšími T-62 proti pozicím 7. brigády a donutily zbývající izraelské tanky k pozvolnému ústupu. Prostor následně ovládli Syřané. Opět vytlačit se je Izraelcům podařilo až teprve s příjezdem posil. V průběhu bojů ale byly zbytky izraelské 7. brigády obklíčeny. Rozkaz k všeobecnému ústupu chtěl dát gen. Gal již v 10. hodin. Rozkaz nakonec nevydal a pozice držel až do 12. hodiny, kdy se syrský útok zastavil. Důvodem zastavení byly nejpravděpodobněji hrozivé ztráty, které Syřané během útoku utržili (jen za dopoledne ztratili 300 tanků a 200 obrněných vozidel), jako další možnost se uvádí, že se syrské velení dozvědělo o aktivaci izraelského jaderného potenciálu.
V oblasti Sidijány v jižním sektoru golanské fronty zaútočili Syřané proti izraelské ofenzivě a pokusili se izraelské jednotky vytlačit. Během dopoledne byl ale syrský tankový protiútok podporovaný dělostřelectvem a raketami odražen a Izraelci přešli do vlastního protiútoku směrem na Ramtaníju. Z té Syřané vytvořili nejen administrativní centrum celé oblasti, ale především silně opevněnou základnu. V útocích pokračovaly i další izraelské brigády s cílem zatlačit syrské jednotky zpět k tzv. Purpurové linii (linii, na které stáli Izraelci a Syřané v okamžiku zahájení války). Během dopoledne se jim sice dařilo postupovat, ale kolem poledne se dostali do těžkých bojů se syrskou přesilou. Syrské velení si uvědomovalo, že ztrátou Ramtaníji (které hrozilo izraelské obklíčení) by došlo k přerušení zásobování útočících syrských jednotek v severním sektoru golanské fronty. Proto se snažilo v maximální míře posílit obranu této opevněné základny.
V průběhu dne zároveň Izraelci zaznamenali prostupnost syrského raketového deštníku (důvodem bylo, že Syřanům docházely zásoby raket), a proto mohlo být na podporu pozemních jednotek nasazeno izraelské letectvo. Syřané nato odpálili proti Izraeli několik taktických raket (s minimálním účinkem). Jako odvetu izraelské letectvo bombardovalo Damašek (při zásahu sovětského kulturního střediska zahynulo i několik Rusů).

#### Středa 10. října

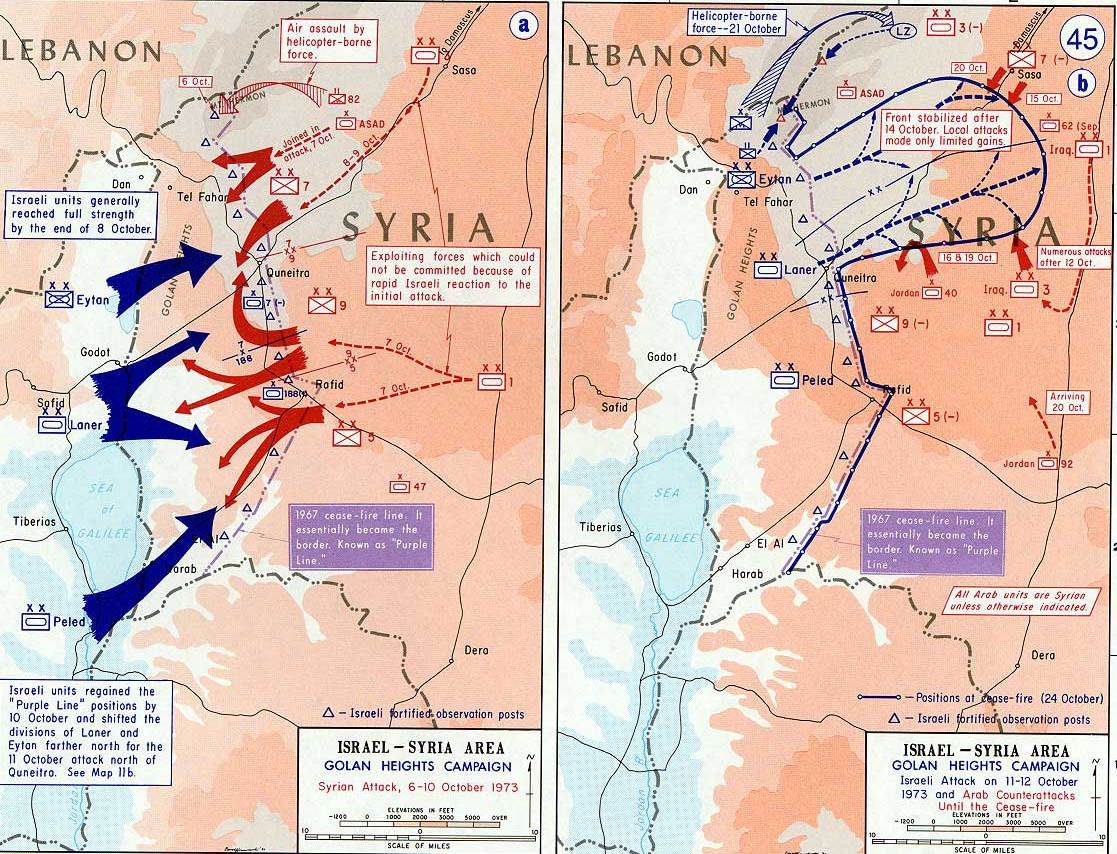
Boje na golanské frontě

10. říjen je považován za den zlomu války na syrsko-izraelské frontě. Syrský raketový protiletecký kryt měl velké trhliny (přestože SSSR zahájil dodávky materiálu) a izraelské letectvo začalo účinně ničit syrské jednotky. V oblasti vesnice Hušníja se izraelské 19. tankové brigádě podařilo za pomoci 20. brigády syrské jednotky obklíčit a v následných bojích zničit dvě tankové brigády. Izraelské pozemní jednotky během dne postoupily, byť za cenu těžkých ztrát, až na Purpurovou linii. Zde se postup zastavil, neboť velení bylo nuceno řešit otázku, zda postupovat dál a zajistit územní zisky pro pozdější vyjednávání, nebo přesunout část jednotek na sinajskou frontu. Dalším důvodem k zastavení postupu byl fakt, že některé izraelské jednotky se vinou ztrát dostaly stěží na polovinu svých předepsaných početních stavů. K syrské hranici se navíc blížily irácké jednotky (300 tanků), které již byly na syrském území, a počítat se muselo i se zapojením posil z Jordánska a Saúdské Arábie.
Během dne bylo za přítomnosti ministra obrany Moše Dajana na poradě generálního štábu izraelské armády rozhodnuto, že izraelské síly překročí 11. října Purpurovou linii a vstoupí do Sýrie. G. Meirová s plánem souhlasila.

#### Čtvrtek 11. října

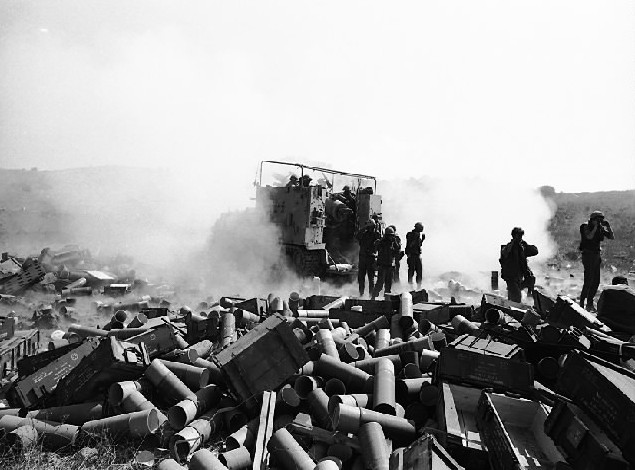
Izraelské dělostřelectvo ostřeluje syrské vojsko poblíž údolí slz.

11. října ráno v 11.00 zahájily izraelské tankové jednotky útok proti syrským pozicím v nejsevernější části Golanských výšin. Cílem bylo zatlačit Syřany co nejhlouběji za Purpurovou linii a zaznamenat další územní zisky pro pozdější vyjednávání. Izraelské síly zaútočily ve směru na Damašek podél hory Hermon, další jednotky útočily podél silnice Kunejtra-Damašek, neboť se předpokládalo, že tato oblast je Syřany méně bráněna. Proti nim stály marocký expediční sbor a syrská pěší brigáda vyzbrojená protitankovými zbraněmi. Po těžkých bojích byli Maročané a Syřané přinuceni k ústupu. Přestože byla Sýrie po velkých ztrátách za poslední dny oslabena (Sovětský svaz byl nucen zásobovat Sýrii prostřednictvím leteckého mostu), izraelské jednotky postupovaly pomalu. Na křižovatce Chán Arnaba se izraelský předvoj dostal do pasti a koridor pro přísun posil museli za cenu těžkých ztrát znovuotevřít izraelští výsadkáři. Boje poté probíhaly až do tmy.

#### Pátek 12. října
Za pokračujících bojů dosáhly izraelské jednotky stanovených cílů (vesnice Mazrat Bejt Džan a křižovatky Maatz). Syrské jednotky ale kladly silný odpor a Izraelci postupovali pod silnou dělostřeleckou palbou a za leteckého bombardování. Během odpoledne se dalším izraelským jednotkám zdařil průlom a část z nich pronikla na křižovatku Chán Arnaba, kde byla však obklíčena. Vyprostit se je podařilo až v noci na 13. října výsadkovému praporu, který vyčistil ústupovou cestu od syrské pěchoty.
V jižním sektoru obsadily izraelské jednotky vesnici Nasej a postupovaly na Tel Mešaru a Knaker. Přes těžké ztráty se dostaly do vzdálenosti 4 km od Knakeru, kde narazily na dvě irácké brigády (tankovou a mechanizovanou) ze 3. irácké divize o síle 130 tanků. Ty zaútočily. Došlo ke střetnutí, během nějž izraelské tanky zlikvidovaly 17 iráckých tanků a útok uvázl na mrtvém bodě. Po setmění došlo k rozhodující bitvě, před níž izraelští velitelé připravili Iráčanům léčku (tzv. krabici). Do té se irácké tanky podařilo vlákat a následně je z velké části zlikvidovat.
Izraelský postup, přestože byl pomalý, donutil Sýrii požádat Egypt o pomoc posunem sinajské fronty (a vázáním dalších izraelských jednotek) na východ. Z obav, aby Sýrie pod tlakem nezačala separátně jednat o míru, vyslal Egypt do bojů záložní jednotky dosud dislokované na egyptském území. Na žádost Sýrie, obávající se pádu Damašku, se diplomaticky angažoval i Sovětský svaz, který Izraeli nepřímo pohrozil zásahem v případě pokusu o svržení syrského režimu. Izraelské vedení ovšem dobývání Damašku neplánovalo; taková akce by z vojenského hlediska přinesla řadu problémů a zisk by byl sporný. Navíc by se Izrael dostal do komplikované situace i na mezinárodní scéně.

#### Sobota 13. října – neděle 14. října
V sobotu 13. října ve 3. hodiny ráno vjely irácké tanky na golanské frontě při přípravě na bitvu do připravené izraelské pasti. Při následné palbě izraelských tanků jich bylo 80 zničeno, zbývající se daly na zmatený ústup. Během dne a následující noci došlo k několika dalším srážkám mezi izraelskými a arabskými silami (do bojů se zapojily i saúdskoarabské síly), ale izraelské síly svůj postup zastavily zejména pro vyčerpanost jednotek a první příznaky nedostatku střeliva. 13. října vstoupila do Sýrie i 40. jordánská tanková brigáda.
14. října zavládl na golanské frontě relativní klid; Syřané přísunem posil zpevnili frontu (šlo zejména o příchod 40. jordánské tankové brigády) a dosud útočící izraelští vojáci potřebovali odpočinek. Veškeré izraelsko-syrské boje se proto omezily na střety ve vzduchu a na moři.

#### Pondělí 15. října – sobota 20. října

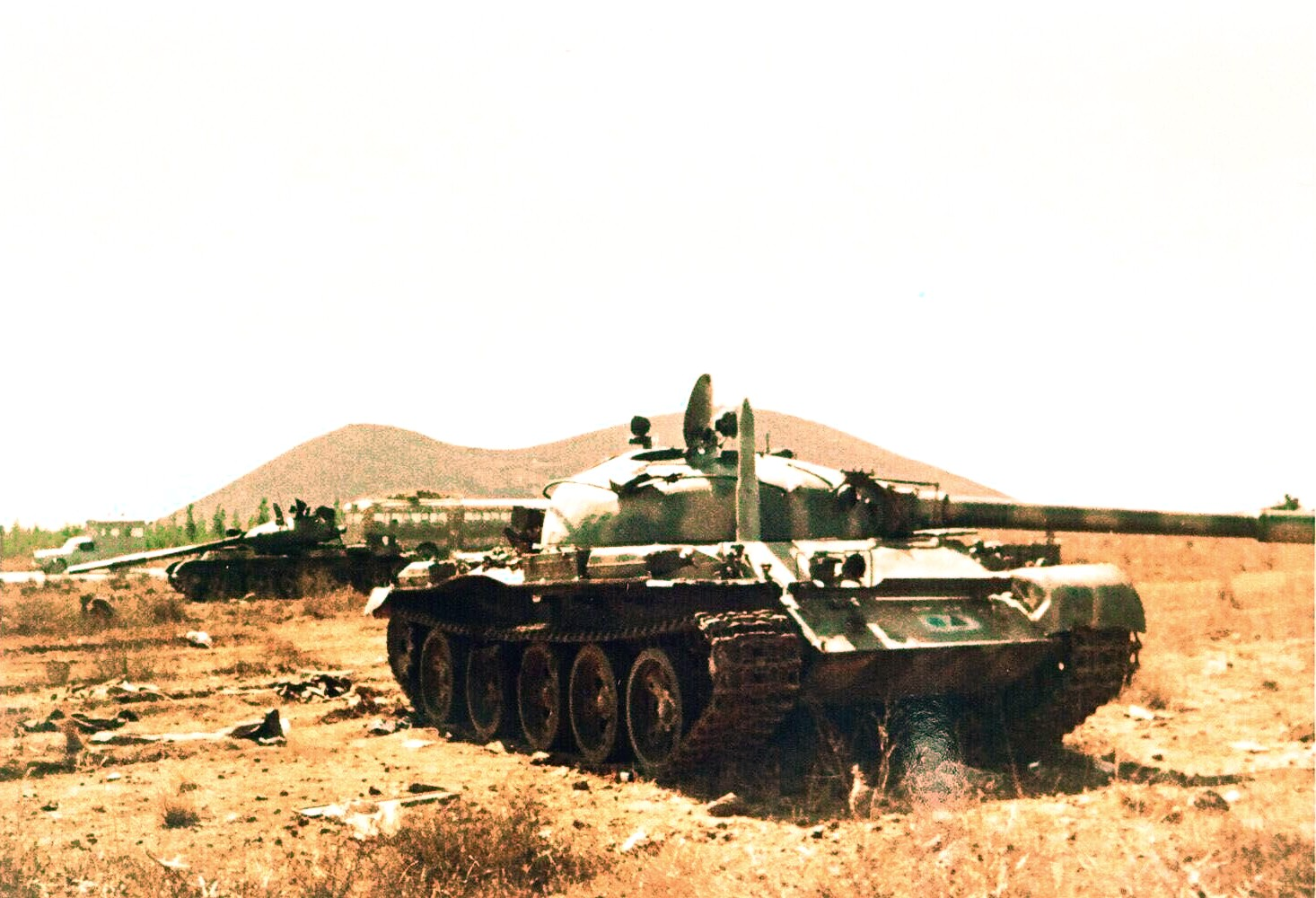
Opuštěné syrské tanky sovětského původu, T-62

15. října zahájily jordánské síly společně se syrskými a iráckými jednotkami útoky na izraelské pozice. Útoky byly ale s těžkými ztrátami odráženy. Důvodem byla především špatná koordinace arabských kontingentů; jednotky neútočily společně a nebyla koordinována palba (irácké dělostřelectvo ostřelovalo jordánské tanky či syrská letadla sestřelovala irácké letouny). Pokusy zatlačit izraelské jednotky opět za Purpurovou linii se nedařily a útočná aktivita arabských sil po významných ztrátách ustala. Přesto šlo o dílčí úspěch Sýrie; selhala izraelská zpravodajská služba Aman, která přesun iráckých jednotek ani nezaznamenala, a navíc, zatímco se izraelské jednotky vyčerpávaly boji s Iráčany, syrské jednotky se přeskupovaly a vojáci odpočívali.
Ve středu 17. října zahájily izraelské síly další útok s cílem dobýt vesnici Um Butne a ovládnout prostor východně od Kunejtry. Vesnici se jim sice podařilo obsadit, ale po chybách v izraelském velení bylo nutno vyprošťovat za cenu ztrát izraelský tankový prapor, který se dostal do obklíčení. Boje v tomto prostoru trvaly až do dopoledne 19. října. Mezitím se izraelské 20. tankové brigádě podařilo obsadit vyvýšeniny Tel Antar a Tel el-Alaliech. Syřané se je pokusili pomocí silné koncentrace tankových jednotek a dělostřelecké palby z kopců vytlačit. Ve čtyřech útocích napadly syrské, irácké a jordánské jednotky izraelská postavení. S těžkými ztrátami se Izraelcům podařilo útoky odrazit (i díky podpoře izraelského dělostřelectva). Jedním z nejdůležitějších faktorů neúspěchu a těžkých ztrát arabských jednotek byla nekoordinovanost útoků.
V dalších dnech podnikly arabské síly další protiútoky, ale boje nedosáhly až do uzavření příměří větší intenzity.

#### Neděle 21. října – čtvrtek 25. října
Ve 14:00 21. října zahájili izraelští výsadkáři útok proti syrským pozicím na hoře Hermon s cílem tuto horu dobýt. Z vrtulníku byli vysazeni na vrcholu hory a za letecké a dělostřelecké podpory začali směrem dolů napadat a likvidovat syrské pozice. Svůj úkol, včetně dobytí syrského velitelského stanoviště, dokončili ve 3.30 ráno 22. října. Mezitím zdola zahájily na horu útok oddíly brigády Golani. Ty však narazily na silnou syrskou obranu. Bylo rozhodnuto o přísunu posil a výsadkáři dostali rozkaz pokračovat v útocích na obránce z vrcholu. K definitivnímu obsazení hory Hermon izraelskými jednotkami došlo 22. října v 10 hod. dopoledne. Během dobývání hory ztratili výsadkáři jednoho příslušníka, v brigádě Golani padlo při útoku 51 vojáků. Izraelcům se tak podařilo získat zpět významný strategický bod. Podle některých tvrzení ale byly izraelské ztráty neodpovídající.
Ve večerních hodinách 22. října vyjádřila Sýrie souhlas s podmínkami příměří přednesenými RB OSN.

## Námořní a letecké boje

Mapa izraelsko-syrského námořního střetnutí u Latakie

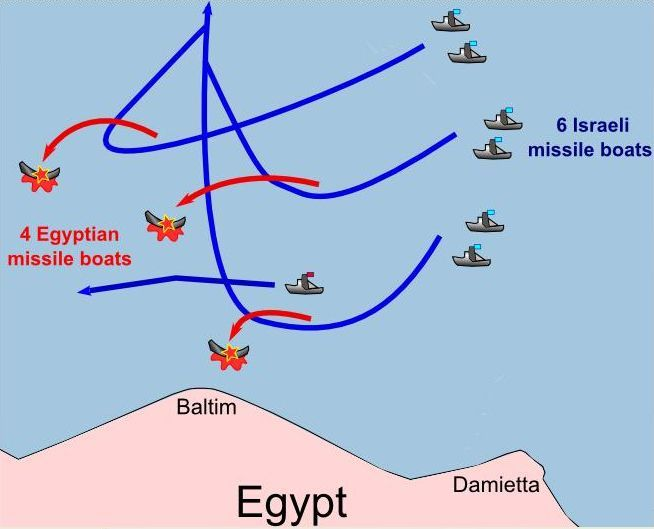
Mapa izraelsko-egyptského námořního střetnutí u Baltimu

Na rozdíl od velkých problémů, které měl Izrael v pozemní válce, byl průběh námořních bojů pro izraelské námořnictvo úspěchem. 6. října Sýrie a Egypt vyhlásily v části Středozemního moře tzv. válečnou zónu mající Izrael izolovat. Do této zóny pak bylo nasazeno egyptské a syrské loďstvo. Izrael proti nim vyslal údernou skupinu svých válečných lodí.
Ještě tentýž den v noci došlo ke střetnutí mezi izraelskými a syrskými loděmi, později známé jako Bitva u Latakie, jejímž výsledkem bylo potopení 5 syrských lodí. Téže noci byla skupina egyptských plavidel, čítající 1 torpédoborec a raketové a torpédové čluny, které měly ostřelovat izraelské pobřeží, objevena a napadena izraelským letectvem. Po ztrátě torpédového člunu se skupina stáhla. Izrael ztratil jeden vrtulník. Další noc potopila izraelská úderná skupina tři egyptské raketové čluny.
Během noci ze 7. na 8. října se izraelská úderná skupina střetla v prostoru mezi egyptskými městy Baltim a Damietta v námořní bitvě (známé jako Bitva u Baltimu) s egyptskou údernou skupinou a během vzájemného ostřelování raketami Gabriel potopila tři egyptské raketové čluny. V noci z 10. na 11. října napadli Izraelci tři syrské přístavy Latakia, Tartús a Banías a potopili tři syrské lodi bez vlastních ztrát (syrské pobřežní dělostřelectvo omylem potopilo dvě obchodní lodě patřící Řecku a Japonsku). V noci z 11. na 12. října Izraelci napadli egyptský přístav Port Saíd a potopili 2 egyptské raketové čluny a zároveň napadli syrský přístav Tartús a kromě 2 syrských raketových člunů potopili i sovětskou nákladní loď.
V noci ze 13. na 14. října napadly izraelské raketové čluny terminály ropovodů v syrské Latakii a egyptském Damiettu. Při dalších nočních útocích z 18. na 19. října izraelské námořnictvo opětovně napadalo syrské a především egyptské přístavy a kromě ničení vojenských plavidel raketami napadalo i egyptské ropovody, cíle poblíž Alexandrie a mosty v Sýrii. Další útoky poté Izrael neuskutečnil. Protože se egyptské a syrské námořnictvo z obav z dalších ztrát neodvažovalo na otevřené moře, boje ve Středozemním moři ustaly.

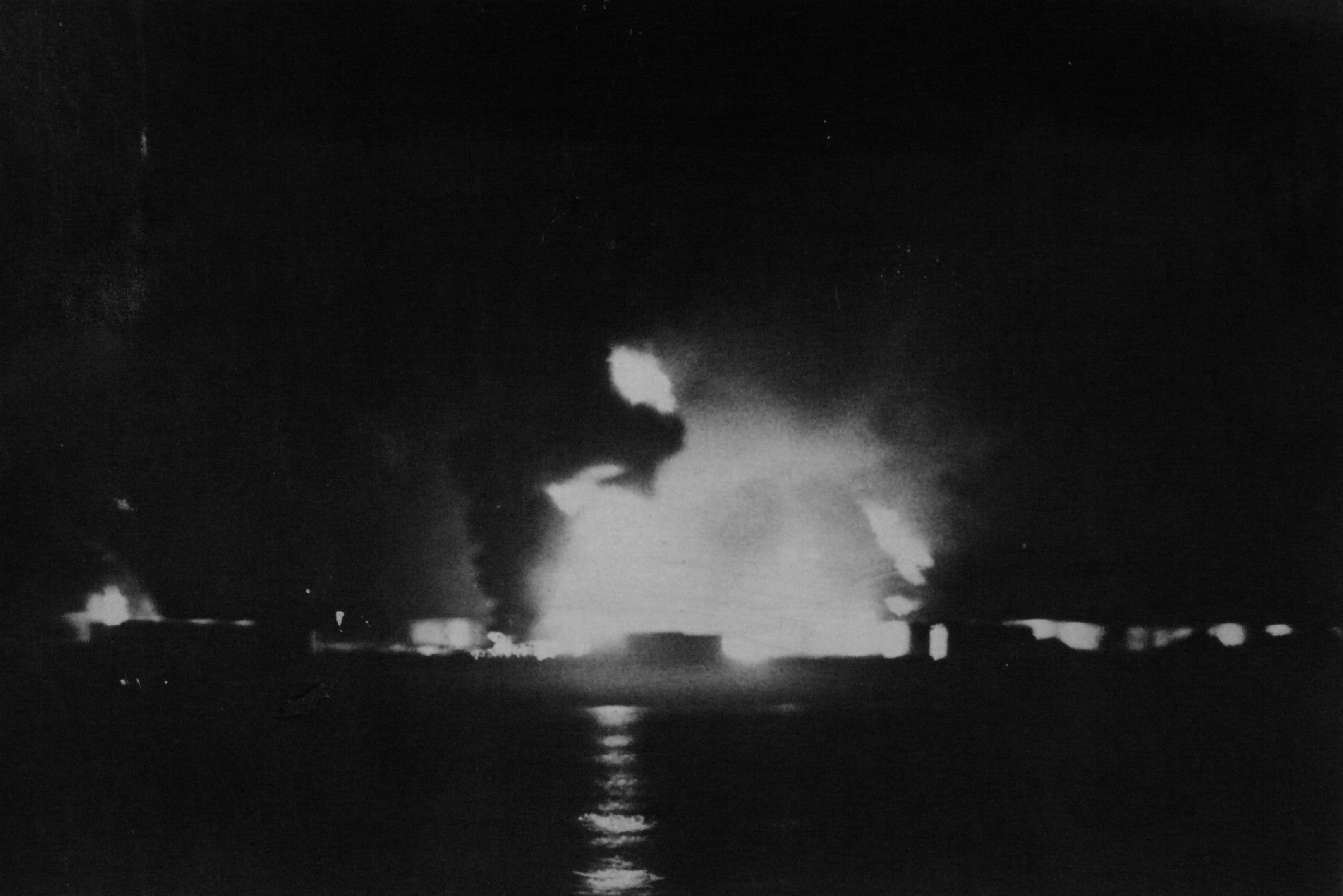
Syrský ropný terminál po útoku izraelských raketových člunů

V Rudém moři sice Egypt zaminoval přístup k izraelskému ropnému terminálu v přístavu Ejlat, ale izraelské strategické zásoby ropy byly dostačující. Ke srážkám drobných plavidel docházelo i v Suezském zálivu. O bojových operacích izraelských vojenských ponorek nejsou žádné informace, ale předpokládá se, že byly nasazovány ke sběru informací pro útoky hladinových plavidel.
Izraelská převaha na moři byla jednoznačně dána technologickou vyspělostí. Zatímco Sýrie a Egypt disponovaly sovětskými loděmi typu Komar a Osa, bylo izraelské námořnictvo vybaveno moderními raketovými čluny třídy Saar a Rešef osazenými raketami Gabriel a především vybavenými elektronickou ochranou proti sovětským raketám Styx.
V přípravě na leteckou válku vyvodil Egypt poučení ze šestidenní války, kdy Izrael využil momentu překvapení a zlikvidoval letecké síly arabských zemí ještě na zemi. Za pomoci Sovětského svazu byl nad Egyptem a Sýrií vybudován raketový deštník tvořený systémem raket SAM-2, SAM-3, SAM-6 a SAM-7. Roztažením fronty (sinajská fronta měla v okamžiku egyptského útoku 160 km) se Egypťanům podařilo rozředit izraelské letecké útoky (izraelské letectvo navíc muselo působit i na golanské frontě a zabezpečovat i ochranu vnitrozemí). Při zahájení války vedly hlavní útok egyptské letecké síly proti izraelskému vnitrozemí (letiště, radarové základny, vojenské tábory), syrský letecký útok byl veden na izraelské bojové síly. Izraelské letectvo poté útočilo jak proti egyptským mostům přes Suezský průplav (podařilo se jim zasáhnout kromě jednoho všechny, konstrukce mostů však umožňovala velmi rychlou opravu), tak proti syrským jednotkám na Golanských výšinách. Z důvodu hrozivých ztrát způsobených protileteckou obranou musely být tyto útoky omezeny na leteckou podporu zadržovacích pozemních operací. Teprve v další fázi války, kdy Izrael přešel do protiútoku a dařilo se ničit egyptské a syrské protiletecké prostředky, se operace izraelského letectva rozšířily.
V dalších dnech, kdy izraelská armáda začala na obou frontách přebírat strategickou iniciativu a pozemní jednotky začaly účinně ničit syrská a egyptská odpalovací zařízení, začalo izraelské letectvo více operovat nad místy bojů a při leteckých soubojích vytlačovat letectvo Egypta a Sýrie a zároveň se účinně podílet na dalším ničení raketového deštníku arabských spojenců.

## Diplomatické aktivity během konfliktu

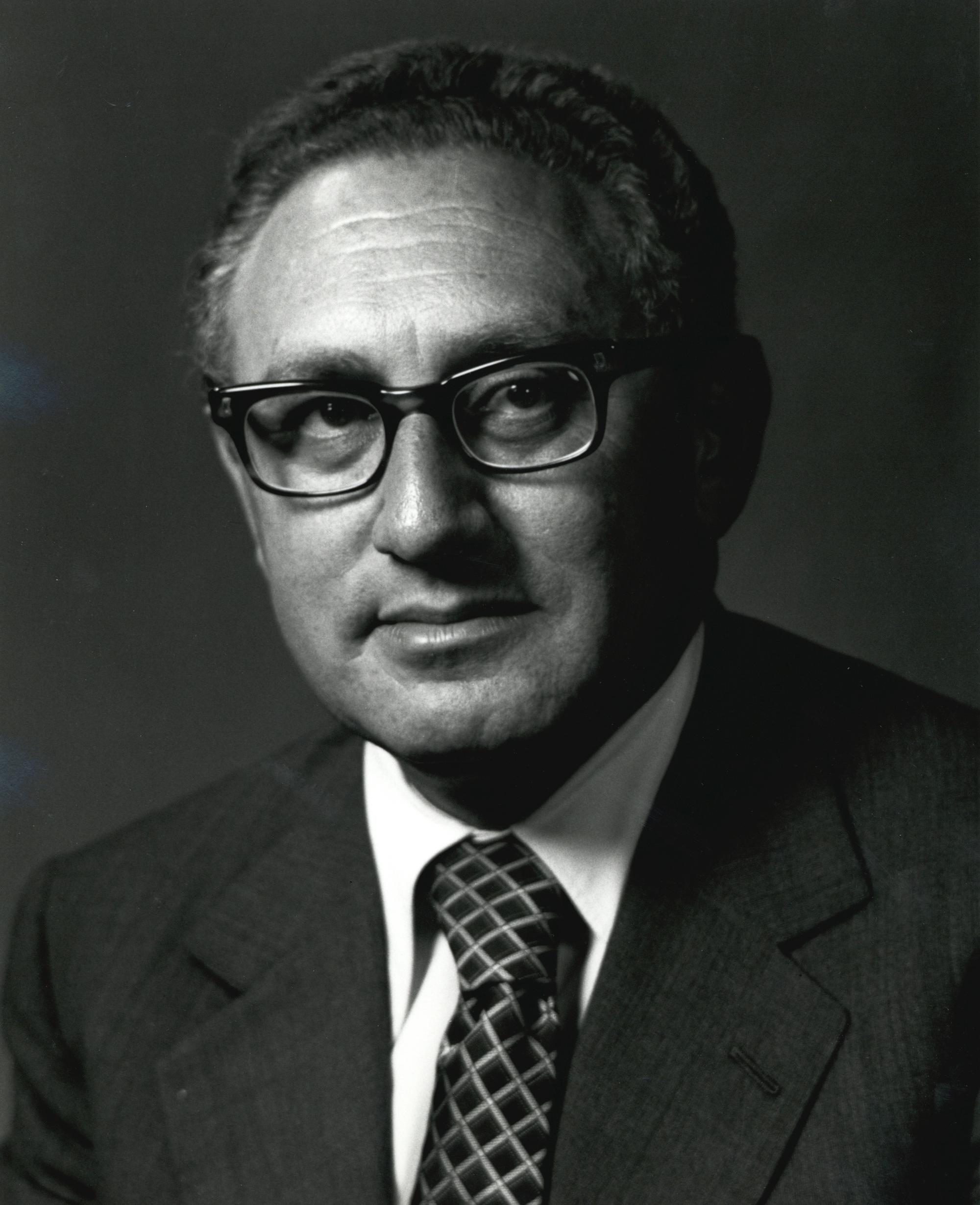
Henry Kissinger, v době války americký ministr zahraničních věcí

První informace o chystaném egyptsko-syrském útoku získaly Spojené státy krátce před jeho zahájením. Kissinger se snažil získat podrobnější informace od izraelských představitelů a sovětského velvyslance v USA Anatolije Dobrynina. Ten z vyhrocení situace obvinil Izrael. G. Meirová i izraelský ministr zahraničí Abba Eban obvinění odmítli a potvrdili, že Izrael žádný útok nepodniká, ani se podniknout nechystá. Po 8:00 hodině washingtonského času (w.č.) v telefonickém rozhovoru sdělil egyptský ministr zahraničí Muhammad as-Zajját, že izraelské válečné lodě s podporou letectva zaútočily v oblasti Suezského zálivu na egyptské cíle. Toto tvrzení posléze přejaly další arabské země i SSSR včetně dalších zemí socialistického bloku. Důvodem byla snaha, aby Egypt a Sýrie nebyly v následné válce považovány za agresory. Kolem půl deváté w.č. informoval izraelský chargé da’ffaires Mordechaj Šalev Kissingera, že se Izrael nachází pod útokem z Egypta a Sýrie. Krátce na to byl o zahájení války informován i prezident Nixon a generální tajemník OSN Kurt Waldheim. K jednání se následně sešel krizový štáb Bílého domu. Přetrvávaly pochybnosti o zahájení regulérní války, hovořilo se o lokálních bojích a očekávaném následném vítězství Izraele. Sovětský svaz, Egypt i Sýrie opakovaly zprávu o izraelském námořním útoku, což ale americká strana odmítla s poukazem na masivnost a koordinovanost egyptsko-syrského protiútoku. Tvrzení o izraelském útoku po několika dnech Sovětský svaz opustil./:s.413-421

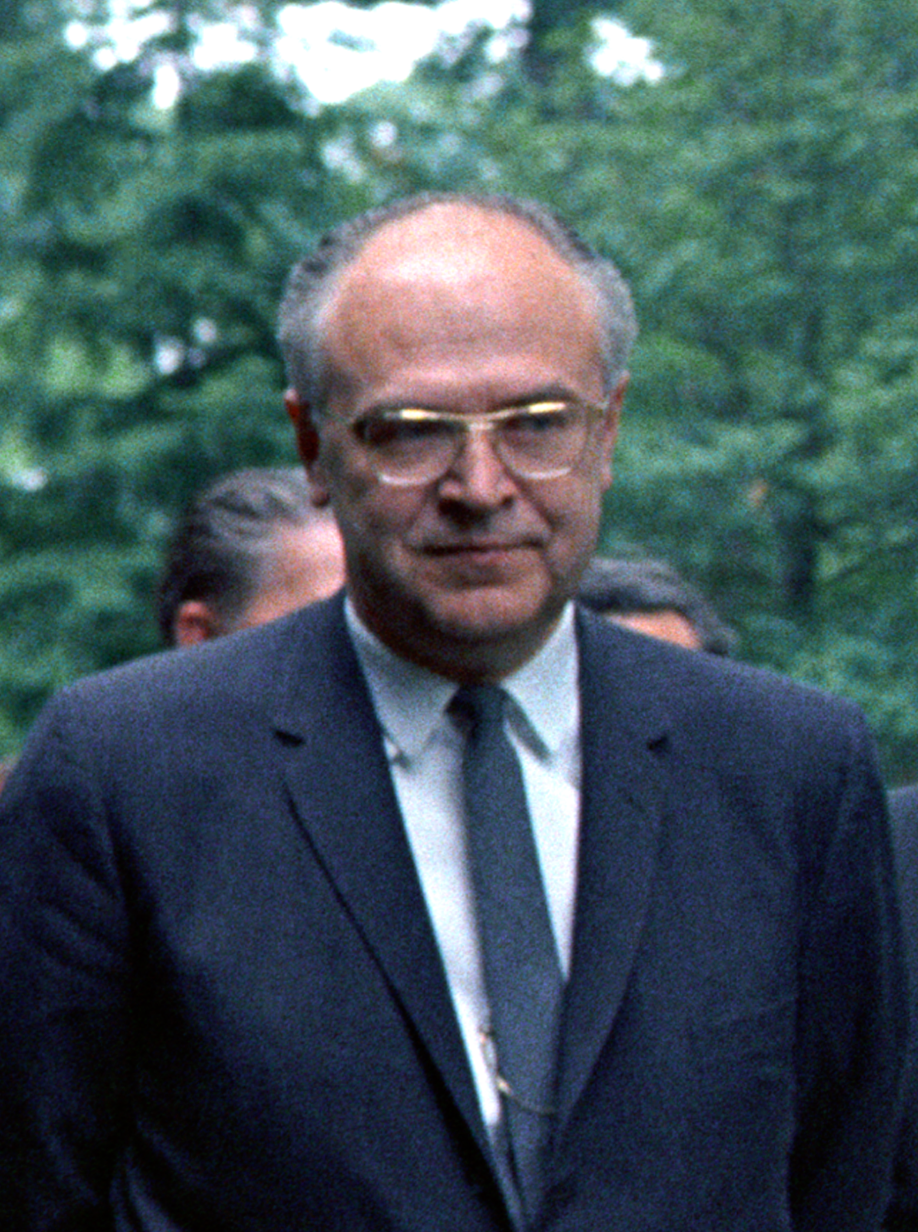
Anatolij Dobrynin, v době konfliktu sovětský velvyslanec v USA

Již první den po zahájení konfliktu se Sovětský svaz snažil vyvíjet na Sádáta tlak, aby přistoupil na možnost nabídky uzavření příměří. Oficiálně se jednalo o syrskou žádost, ale ve skutečnosti se sovětské vedení obávalo rozbití procesu uvolňování mezi velmocemi (podle jiných zdrojů šlo opravdu o požadavek Sýrie, neboť ta se po dobytí Golanských výšin chtěla vyhnout izraelskému protiútoku). Sádát ale zůstal neoblomný a o příměří byl ochoten hovořit až po dosažení hlavních egyptských cílů. Ve Washingtonu panoval optimismus, neboť ještě nebyly k dispozici reálné informace a předpokládalo se brzké vítězství Izraele. Prezidentu Nixonovi a jeho exekutivě působilo mnohem větší starosti rozbíhající se vyšetřování případu známého později jako aféra Watergate, a celý blízkovýchodní problém byl proto přesunut na amerického ministra zahraničí Henryho Kissingera. Americkou víru v izraelské vítězství nenarušilo sovětské komuniké, v němž chyběla nabídka na společné prosazení příměří v OSN (což znamenalo, že ho Arabové nepotřebují), ale až večerní poselství z Egypta, ve kterém o příměří rovněž nebyla ani zmínka.

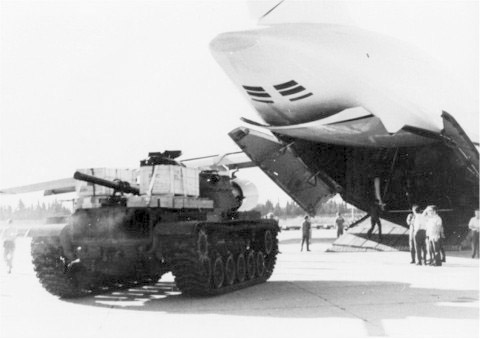
Vykládka vojenského materiálu dodaného v rámci americké pomoci Izraeli

Od 7. října byl americký ministr zahraničí H. Kissinger v kontaktu s egyptským ministrem zahraničí H. Isma’ílem, který předložil požadavky, které by vedly k zastavení válečných akcí. Podle těchto požadavků se měl Izrael stáhnout ze všech okupovaných území bez jakýchkoliv bezpečnostních záruk ze strany arabských zemí. Tyto požadavky, ale USA prohlásily za nerealistické a odmítly je. Zároveň ale jejich předložení Kissinger považoval za první krok k zastavení bojů.
8. října se sešla RB OSN, která zahájila předběžné konzultace, jež předcházejí samotnému jednání. Tyto konzultace ale probíhaly pomalým tempem, což vyhovovalo jak velmocem, tak i všem stranám konfliktu. V americké administrativě i amerických zpravodajských službách stále převládal optimistický pohled na věc, podle kterého izraelská armáda během do 24 hodin vytlačí syrskou armádu z Golan a do 10. října začne s vytlačováním egyptské armády ze Sinaje./:s.446 Sovětský svaz informoval USA, že kontaktovali Egypt a Sýrii ve věci vyhlášení příměří. Podle tiché dohody žádná ze stran konfliktu (s výjimkou Sýrie, která se zákulisních jednání neúčastnila) včetně velmocí nebude v OSN předkládat žádnou rezoluci.
Ve středu 9. října byly ale USA nuceny přehodnotit své postoje ke konfliktu, neboť se ukázalo, že očekávání rychlého izraelského vítězství nebylo opodstatněné. Izraelský velvyslanec v USA Dinitz připustil těžké ztráty izraelské armády, situaci označil za kritickou a požádal Spojené státy o vojenskou materiální pomoc. Uskutečnit se to ale podařilo až 10. října, kdy H. Kissinger definitivně pochopil, že se Izrael nachází ve vážné situaci. Sovětský svaz se naproti tomu snažil přimět Sádáta, aby přistoupil na žádost o příměří a zastavení palby, neboť Rusům bylo jasné, že se situace na syrsko-izraelské frontě otáčí ve prospěch Izraele. To však Sádát odmítl. 10. října se Kissinger se sovětským velvyslancem Anatolijem Dobryninem dohodli na koordinovaném postupu při přijímání rezoluce o příměří v Radě bezpečnosti. 11. října upozornil jordánský král Husajn, že s výjimkou vyslání tankové brigády jako formy solidarity se Jordánsko války nezúčastní. Zpráva byla prostřednictvím USA předána Izraeli. Ten sice v oficiálním stanovisku odmítl takový návrh, ale zároveň nepohrozil odvetou za Jordánský vstup do války./:s.464 Izraeli zároveň tato zpráva ale poskytla možnost přesunout síly dosud vázané v oblasti izraelsko-jordánských hranic do oblastí bojů. Díky diplomatickým zdrojům se USA dozvěděly, že se SSSR snaží zapojit do konfliktu další arabské země, Jordánsko a Alžír. 10. října vyšlo najevo, že SSSR zahájil letecký most, pomocí kterého začal Egypt a Sýrii zásobovat zbraněmi a vojenským materiálem. SSSR zároveň oznámil OSN, že je připraven v RB OSN neblokovat rezoluci o zastavení palby, ale bude vetovat výzvu k návratu na předválečnou linii. Znamenalo to, že pokud arabské země dosáhly územních zisků, Izrael by se zastavením palby nesouhlasil, což by USA postavilo do nepříjemné situace./:s.456
RB OSN o probíhající válce jednala pouze na úrovni rozhovorů, jak SSSR a USA, tak všechny bojující strany neměly důvod požadovat jakoukoliv rezoluci požadující zastavení palby./:s.460 11. října se objevili první informace o tom, že se Izraelcům podařilo vytlačit Syřany z Golanských výšin a vstoupit do Sýrie. SSSR dále pokračoval v leteckých dodávkách vojenského materiálu Sýrii a Egyptu, ale i Iráku. Vláda USA se ocitla pod tlakem z Izraele, ale i ze samotných Spojených států, že záměrně zpožďuje vojenské dodávky Izraeli. Ve skutečnosti se vláda snažila najít způsob dopravy materiálu do Izraele./:s.462

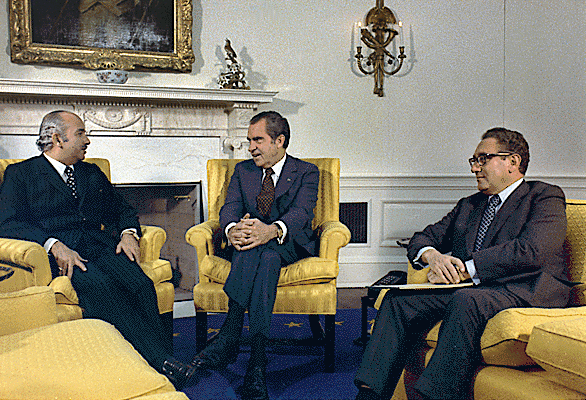
31. října 1973 se po ukončení bojů egyptský ministr zahraničí Ismajíl Fahmi (vlevo) sešel s Richardem Nixonem (uprostřed) a Henrym Kissingerem (vpravo)

Egypťané ale sovětský návrh na velmocenské sjednání příměří 12. října odmítli. S probíhajícími boji se totiž velmoci stále více nechávaly zatáhnout do celé krizové situace; po izraelském bombardování sovětského kulturního střediska v Damašku potopilo 12. října izraelské námořnictvo v syrském přístavu rovněž sovětskou obchodní loď. Sovětský svaz pohrozil Izraeli odvetnými opatřeními a vyhlásil pohotovost pro sedm svých výsadkových divizí. Zároveň začal do Středozemního moře přesouvat vojenská plavidla. Generál Dajan ten den promluvil v médiích a mírné izraelské úspěchy na golanské frontě zveličil, což vyvolalo odmítavou reakci H. Kissingera, který se americké představitele naopak snažil přesvědčit o izraelském boji o přežití. Vojenské dodávky se navíc zpomalily, neboť soukromí dopravci odmítli létat do prostoru bojů (zajištění vlastní přepravy byla jedna z podmínek, kterou musel Izrael splnit, chtěl-li přísun zbraní z USA).
12. října Spojené státy dále jednaly se Sovětským svazem o možnostech prosazení příměří v OSN, ale zároveň odsouhlasily vybudování leteckého mostu pro přepravu vojenského materiálu do Izraele (ačkoliv tato pomoc byla nakonec nižší, než bylo slibováno). Dodávky zbraní a vojenského materiálu poté probíhaly v rámci operace Nickel Grass. Americká administrativa však zároveň obdržela memorandum společností zajišťujících těžbu ropy v Saúdské Arábii konstatující, že podpora Izraeli by pro USA mohla mít negativní vliv na vztahy se zeměmi produkujícími ropu. Další krok zemí produkujících ropu se uskutečnil na konferenci OPEC ve Vídni, kde zástupci arabských zemí jednostranně zvýšili cenu ropy za barel a následně oznámili, že určování cen ropy bude jednostrannou záležitostí jejích producentů.
Již od 12. října vedené zákulisní jednání, podle kterého by Velká Británie se souhlasem USA a SSSR předložila v RB OSN návrh na příměří. Tato jednání definitivně zkrachovala 14. října, neboť Velká Británie oznámila, že podle jejich informací Egypt na příměří nepřistoupí. Důvodem proč nepřistoupí na příměří byla egyptská ofenziva, která byla zahájena právě 14. října./:s.474
V rozhovoru s britským velvyslancem 13. října v Egyptě Sádát podmínil zastavení palby odchodem Izraele z okupovaných území. 14. října dorazila do Izraele první dodávka americké vojenské pomoci, přičemž Nixon a Kissinger se rozhodli zvýšit tuto pomoc bez ohledu na protesty arabských zemí. Na straně arabských zemí naopak došlo k mírnému ochlazení vztahů se Sovětským svazem. SSSR z důvodu vyčerpání dolarových vkladů ze strany Egypta a Sýrie pozastavil dodávky vojenského materiálu. To bylo vyřešeno finančními dary ostatních arabských zemí, ale v některých arabských představitelích přetrval pocit hořkosti. 14.–15. října Sovětský svaz, vědom si izraelských úspěchů, stupňoval tlak na Egypt, jenž stále odmítal přijmout zastavení palby. Na jednání ve Vídni 16. října se členské země OPEC jednostranně dohodly na takřka zdvojnásobení ceny ropy za barel na 5,12 dolarů a omezení těžby o 10 % okamžitě a následném 5% snižování produkce do ukončení války. Ve Washingtonu se mezitím delegace tvořená některými ministry zahraničí arabských zemí snažila přesvědčit americkou vládu, aby donutila Izrael k zastavení palby. Členové delegace navíc předali záruky, že cílem egyptsko-syrského útoku není zničení Izraele, ale jeho odchod z okupovaných území. Američtí představitelé ovšem návrhy na příměří podmíněné předběžnými arabskými podmínkami odmítli.

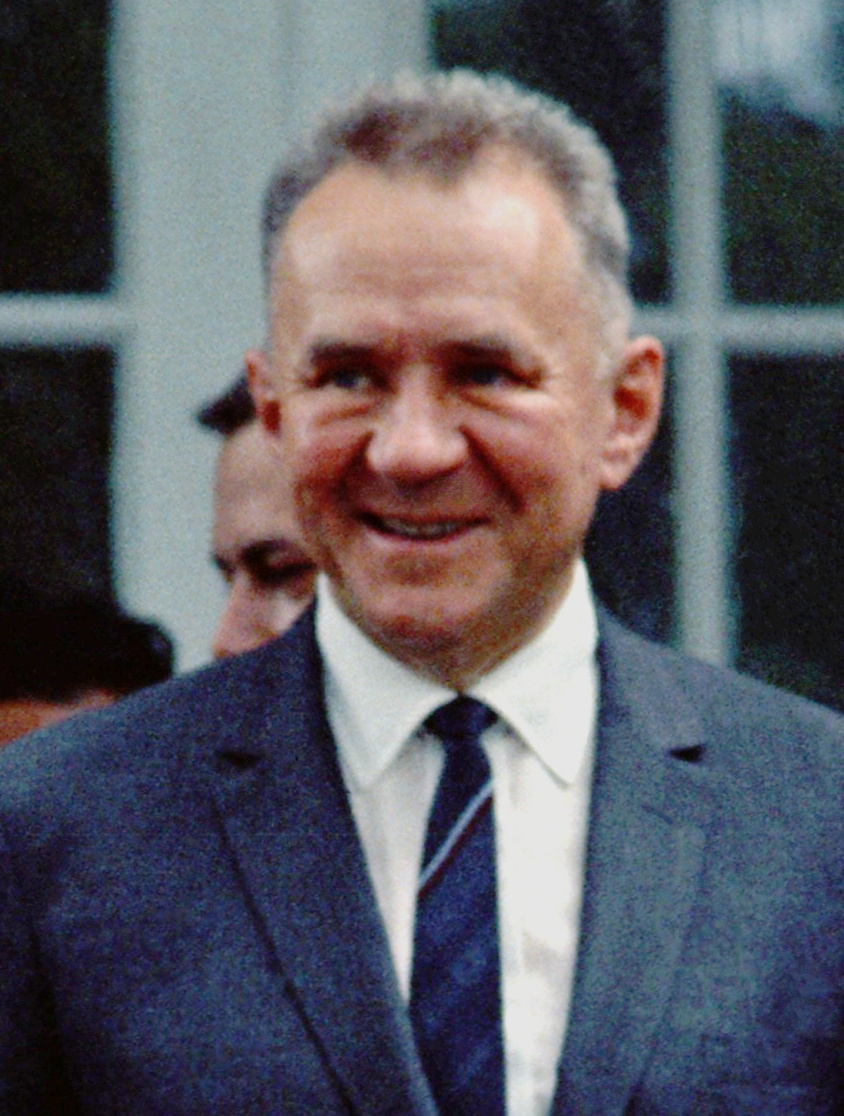
Alexej Kosygin, předseda Rady ministrů SSSR

Územní zisky a ztráty po ukončení bojů

V Egyptě zatím jednal sovětský předseda vlády Alexej Kosygin. Varoval Sádáta, že izraelské překročení Suezského průplavu přímo ohrožuje Káhiru, což Sádát odmítl z obav, že by tak budil dojem slabosti. Egyptské velení se snažilo význam izraelských jednotek, jež překročily Suezský průplav, bagatelizovat. Zároveň Sovětský svaz tlačil na USA, aby přinutily Izrael k přijetí příměří. Arabské země v čele se saúdskoarabským králem Fajsalem už přímo hrozily Spojeným státům úplným ropným embargem. Kvůli neústupnosti Egypta i Izraele a z obav z přímé srážky s USA se Sovětský svaz rozhodl 20. října pozvat H. Kissingera na přímá jednání do Moskvy. USA mezitím poskytly Izraeli další finanční pomoc, na což reagovaly arabské země dalším skokovým zvýšením cen ropy.
17. října přicestovala do Washingtonu na jednání s nejvyššími americkými představiteli delegace ministrů zahraničí Saúdské Arábie, Maroka, Alžírska a Kuvajtu. Američané prohlásili, že cílem USA je... nalézt spravedlivý a trvalý smír... a ...vyhnout se konfliktu supervelmocí... Ministři arabských zemí naproti tomu prohlásili, že ... Arabové nehrozí Izraeli zničením... a ...nechceme nic jiného, než návrat k hranicím z roku 1967 a ohled na právo uprchlíků vrátit se na svou půdu... poté budou integrita a stabilita Izraele garantovány./:s.489 Ten samý den rozhodly země OPEC na svém jednání v Kuvajtu o pětiprocentním snížení produkce ropy, následované každý měsíc dalším pětiprocentním snížením produkce a to až do doby, než se Izrael stáhne na hranice z roku 1967. Zároveň byla některými státy OPEC zvýšena cena ropy za barel o 70 %.
Večer 18. října obdržela americká strana vyjádření Izraele k podmínkám příměří. Izrael odmítl příměří vázané na rezoluci číslo 242 s tím, že pro současnou situaci není relevantní. Později večer téhož dne SSSR předložil USA tříbodový koncept návrhu na předložení v RB OSN, který obsahoval výzvu k okamžitému příměří, stažení Izraele z okupovaných území v souladu s rezolucí RB OSN č. 242 a návrh na pozdější konzultace. Izrael přijal bod jedna, odmítl bod dvě a bod tři přijal po podmínkou, že dojde k přímým arabsko-izraelským jednáním./:s.494 po sovětském návrhu na příměří obdržel H. Kissinger 19. října pozvání na přímá jednání do Moskvy.
20. října následně zahájily arabské země v čele se Saúdskou Arábií totální ropný bojkot USA. Egyptský prezident Sádát se rozhodl neriskovat a oznámil sovětskému velvyslanci, že souhlasí se zastavením palby. Kissinger odlétal do Moskvy s rozsáhlými pravomocemi v okamžiku, kdy se prezident Nixon a jeho administrativa nacházeli ve vrcholící aféře Watergate. Při následném jednání se oběma stranám podařilo dosáhnout rychle dohody. Obě země měly následně iniciovat svolání mimořádného zasedání Rady bezpečnosti, přijetí rezoluce a zastavení palby do 12 hodin po přijetí této rezoluce. 22. října přijalo mimořádné zasedání RB OSN rezoluci č. 338 vyzývající zúčastněné strany k zastavení palby a zahájení rozhovorů o míru, přičemž k ukončení bojů mělo dojít 22. října do 12.00. Souhlas se zastavením palby nakonec vyjádřili Egypt i Izrael, přičemž Izrael tuto rezoluci začal naplňovat až 25. října, tedy tři dny po dohodnutém termínu. Již 23. října odeslala Moskva do Washingtonu nótu obviňující Izrael z flagrantního porušování příměří. Další dvě nóty byly více ostřejší a SSSR hrozil jednostrannými kroky proti Izraeli. USA tuto hrozbu sice odmítaly, ale zároveň zvyšovaly tlak na Izrael. Ten se totiž dalšími bojovými akcemi snažil (stejně jako Egypt) vylepšit pozici pro mírová jednání. Na dalším jednání RB OSN byla přijata nová rezoluce č. 338, která posouvala zastavení palby na 24. října na 7.00 hodinu ranní místního času a požadovala návrat jednotek na linii z 22. října.
24. října obdržely Spojené státy stížnost Egypta na izraelské porušování příměří, izraelský velvyslanec v USA oponoval, že se izraelské jednotky pouze brání, neboť se jednotky 3. egyptské armády v rozporu s rozkazy snaží prorazit z obklíčení (v té době probíhal izraelský pokus o dobytí Suezu, který skončil neúspěchem). Egyptský prezident zároveň žádal USA, aby proti Izraeli zasáhly silou. SSSR v poselství prezidentovi Spojených států dále požadoval, aby USA donutily Izrael k zastavení palby. Během dne oznámil Egypt, že bude v OSN požadovat vytvoření sovětsko-amerických jednotek dohlížejících na dodržování příměří. USA obratem deklarovaly připravenost zabránit sovětské vojenské přítomnosti i silou. Samotný Sovětský svaz večer potvrdil svou ochotu se v konfliktu vojensky angažovat. Kissinger oznámil, že případný návrh na vytvoření takových jednotek budou vetovat. Na probíhajícím pravidelném zasedání RB Egypt návrh skutečně předložil, ale SSSR se s ním odmítl ztotožnit. V 19.35 hod. (washingtonského času) L. Brežněv v osobním poselství pro Nixona bez obalu varoval, že SSSR zvažuje jednostranné kroky proti Izraeli. Kissinger proto okamžitě svolal zasedání WSAG (prezident Nixon se nezúčastnil, v důsledku aféry Watergate a diskusí o jeho impeachmentu byl na pokraji psychického zhroucení a Kissinger jednal na vlastní pěst). Ve 23.41 Spojené státy vyhlásily III. stupeň bojové pohotovosti a do Středozemního moře začaly směřovat americké námořní síly. Zároveň Kissinger požádal Nixonovým jménem Egypt o stažení požadavku o vyslání sovětských vojenských sil a zvážení důsledků, jaké by mělo střetnutí jaderných mocností na egyptské půdě.
25. října ráno odeslaly USA Sovětskému svazu poselství upozorňující na nebezpečnost jednostranných kroků a nabízely vytvoření sovětsko-americké skupiny mírových pozorovatelů pod hlavičkou OSN. Egypt následně stáhl svou žádost o vyslání jednotek, čímž byla bezprostřední krize zažehnána. Sovětský svaz egyptský návrh podpořil. Pod narůstajícím americkým tlakem ukončil Izrael veškerou bojovou činnost.

## Jaderný arzenál
Během jomkipurské války byly zaznamenány dva případy, kdy se mluvilo o možném nasazení jaderných zbraní. V prvním případě jednal o možném použití izraelského jaderného arzenálu kabinet v noci z 8. na 9. října. Výsledkem byl pokyn k aktivaci raketových ramp střel Jericho v Hirbat Zakarija a přípravě speciálních bombardérů F-4 Phantom schopných svrhnout jadernou pumu na letecké základně Tel Nof. Jako cíle byly určeny hlavní vojenská velitelství Egypta a Sýrie. Přesný termín odvolání poplachu není znám, ale již během 9. října došlo ke zklidnění situace.
V druhém případě šlo o sovětské jaderné hlavice pro rakety Scud, jejichž pohyb přes Dardanely zaznamenala CIA 15. října. 22. října měl být jaderný materiál vyložen v Alexandrii. Ten den byly proti izraelským pozicím vystřeleny 2 rakety Scud osazené pouze konvenčními hlavicemi (podle některých zpráv šlo dokonce o cvičné nástavce) jako varování Izraeli. O odpálení těchto raket rozhodl sovětský gen. Grečko a vyvolalo to ostrý spor mezi sovětským politickým vedením a armádním velením. Samotný jaderný materiál byl 23. října odvezen zpět do SSSR. Účel přesunu jaderného materiálu se nikdy nepodařilo uspokojivě vysvětlit, ale později někteří izraelští důstojníci přišli s tvrzením, že tuto zprávu si CIA vymyslela, aby USA mohly účinněji tlačit na Izrael. Na druhou stranu je faktem, že zpráva o přesunech sovětského jaderného materiálu do Egypta nebyla v americko-izraelských vztazích nikdy použita.

## Mírová jednání

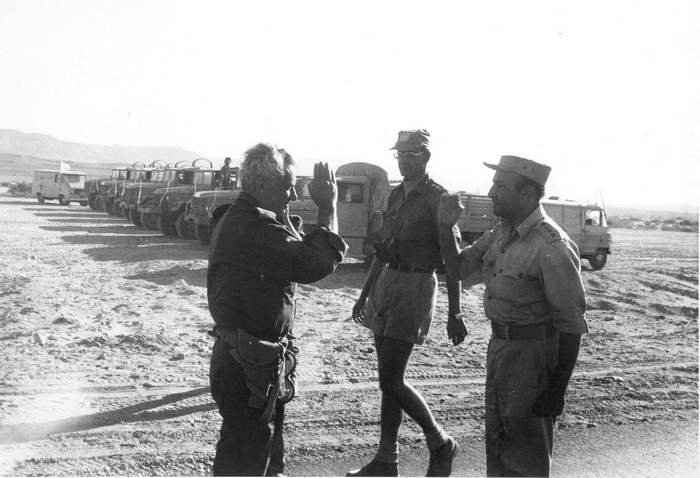
24. října, schůzka uspořádána OSN mezi izraelským generálporučíkem Chajímem Bar-Levem a egyptským brigádním generálem Bašírem Šarifem na Sinaji.

Izrael po jomkipurské válce

Nejzávažnějším problémem pro formální ukončení války se ukázalo úplné obklíčení 3. egyptské armády izraelskými jednotkami. Izrael odmítal toto uzavření otevřít dokonce i pro dodávky nevojenského materiálu (vody a léků), neboť šlo o významný trumf pro budoucí jednání. Teprve po stupňovaných pohrůžkách ze strany SSSR a nakonec i USA došlo k uvolnění uzávěry. Díky tomu se 3. egyptská armáda zachránila beze ztrát, a to včetně veškeré techniky. Izrael naproti tomu nebyl nucen vyhovět požadavku ES na stažení na linii z 22. října.
Po uvolnění obklíčení 3. egyptské armády došlo k prvním izraelsko-egyptským jednáním. Během nich přišel hlavní iniciátor mírových jednání, americký ministr zahraničí Henry Kissinger, s koncepcí rozhovorů krok za krokem (step-by-step diplomacy), která předpokládala, že míru lze dosáhnout jen postupnými, na sebe navazujícími smlouvami, neboť komplexní řešení problému je nedosažitelný přelud. Během vyjednávání se Kissinger setkal s řadou arabských představitelů včetně Sádáta (USA při těchto jednáních znovu obnovily s Egyptem diplomatické styky) a výsledkem byla dohoda o šestibodovém plánu o větším stahování obou stran. Izrael dohodu podepsal 11. listopadu po americkém nátlaku (a kompenzacích v podobě hospodářských a vojenských dodávek).
Dalším krokem bylo svolání mezinárodní konference pod záštitou OSN, která se měla sejít v Ženevě. Zúčastněné strany (zejména Sýrie a Izrael) ale svou přítomnost na konferenci podmiňovaly řadou ústupků. Konference byla za účasti USA, SSSR, generálního tajemníka OSN a zástupců Egypta, Izraele a Jordánska (Sýrie se odmítla zúčastnit, OOP na nátlak Izraele nebyla přizvána) zahájena 21. prosince 1973. Další jednání pokračovaly dvoustrannými rozhovory. Izraelsko-egyptská jednání vedená 11.–17. ledna 1974 skončila podpisem dohody, ve které se Izrael zavázal ke stažení ze západního břehu Suezského průplavu a v další fázi ke stažení svých jednotek až do vzdálenosti 32 km od průplavu na východní straně. Egypt se zavázal k udržování pouze předem stanovených vojenských sil v prostoru, k obnovení provozu v průplavu a povolení návratu civilních obyvatel do měst podél průplavu. V pásmu uvolněném Izraelem mělo zároveň dojít k rozmístění jednotek OSN. G. Meirová a A. Sádát si při této příležitosti vyměnili dopisy.
Problémy provázelo jednání mezi Izraelem a Sýrií. Hlavním bodem sporu se ukázaly Golanské výšiny, jejichž vyklizením Sýrie podmiňovala jakoukoliv dohodu. Po dalších jednáních ale Sýrie daný stav akceptovala (Izrael odmítl Golanské výšiny opustit a Sýrie neměla dostatek sil na jejich vojenské ovládnutí). Další jednání pokračovala až do 31. května 1974, kdy obě strany podepsaly dohodu. V ní se Izrael vzdal správního střediska Kunejtry, ale podržel si samotné výšiny včetně pohoří Hermon. Zároveň došlo k částečnému stažení obou stran z linie dotyku a jejich nahrazení pozorovateli OSN. Touto dohodou byla válka formálně ukončena.
28. října 1974 se v Maroku sešel summit arabských zemí, který prohlásil OOP za jediného představitele Palestinců. OOP se tak na místo Jordánska stala mluvčím Palestinců na Západním břehu. S OOP ale Izrael programově odmítal vyjednávat, což mělo za následek neuzavření izraelsko-jordánské smlouvy.
V dalších letech pokračovala zprostředkovaná vyjednávání mezi Izraelem a Egyptem, jejichž výsledkem byla tzv. druhá sinajská dohoda uzavřená 1. září 1975, na jejímž základě se izraelská armáda stáhla až 64 km od východního břehu Suezského průplavu a Egyptu byla postoupena ropná pole v Abú Rudáís a průsmyky Mitla a Giddi. Za to, že Izrael přistoupil na tyto požadavky, zavázaly se Spojené státy nejen k rozsáhlým dodávkám hospodářského a vojenského materiálu (včetně nejmodernějších technologií), ale i k dlouhodobým garancím dodávek dalších, včetně americké podpory proti SSSR a diplomatické podpory při jednáních s arabskými zeměmi.

## Výsledek války

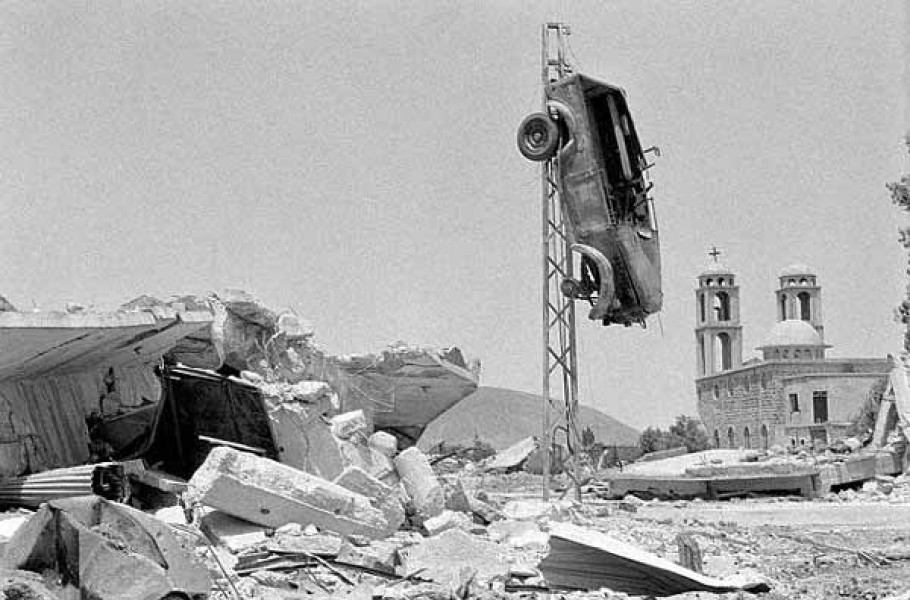
Město Kunejtra na Golanských výšinách

Z čistě vojenského hlediska byl vítězem války Izrael. Nejen že se mu podařilo odvrátit vlastní územní ztráty, ale ještě dokázal v závěru bojů zajistit územní zisky, ovšem při těžkých a z dlouhodobého hlediska neakceptovatelných ztrátách; z politického a globálního hlediska šlo o remízu nebo velmi mírné vítězství arabské koalice, která si své ztráty mohla dovolit. Konflikt ukázal, že vojenská dominance Izraele již není tak enormní jako dříve – jednoznačnou převahu v něm mělo pouze izraelské vojenské námořnictvo, které likvidovalo arabské lodě, kdekoli se s nimi střetlo (viz bitva u Latakie a bitva u Baltimu). Z politického hlediska byl vítězem Egypt, neboť samotná válka vedla následně k řadě jednání, která vyústila v izraelské stažení ze Sinajského poloostrova, což byl i jeden z cílů egyptského útoku. Z pohledu velmocí zaznamenal ztrátu Sovětský svaz, neboť po jomkipurské válce nastoupil Egypt pod Sádátovým vedením cestu odpoutávání od východního bloku a sbližování s USA, což vyústilo v podepsání izraelsko-egyptské mírové dohody v roce 1978.

## Hodnocení

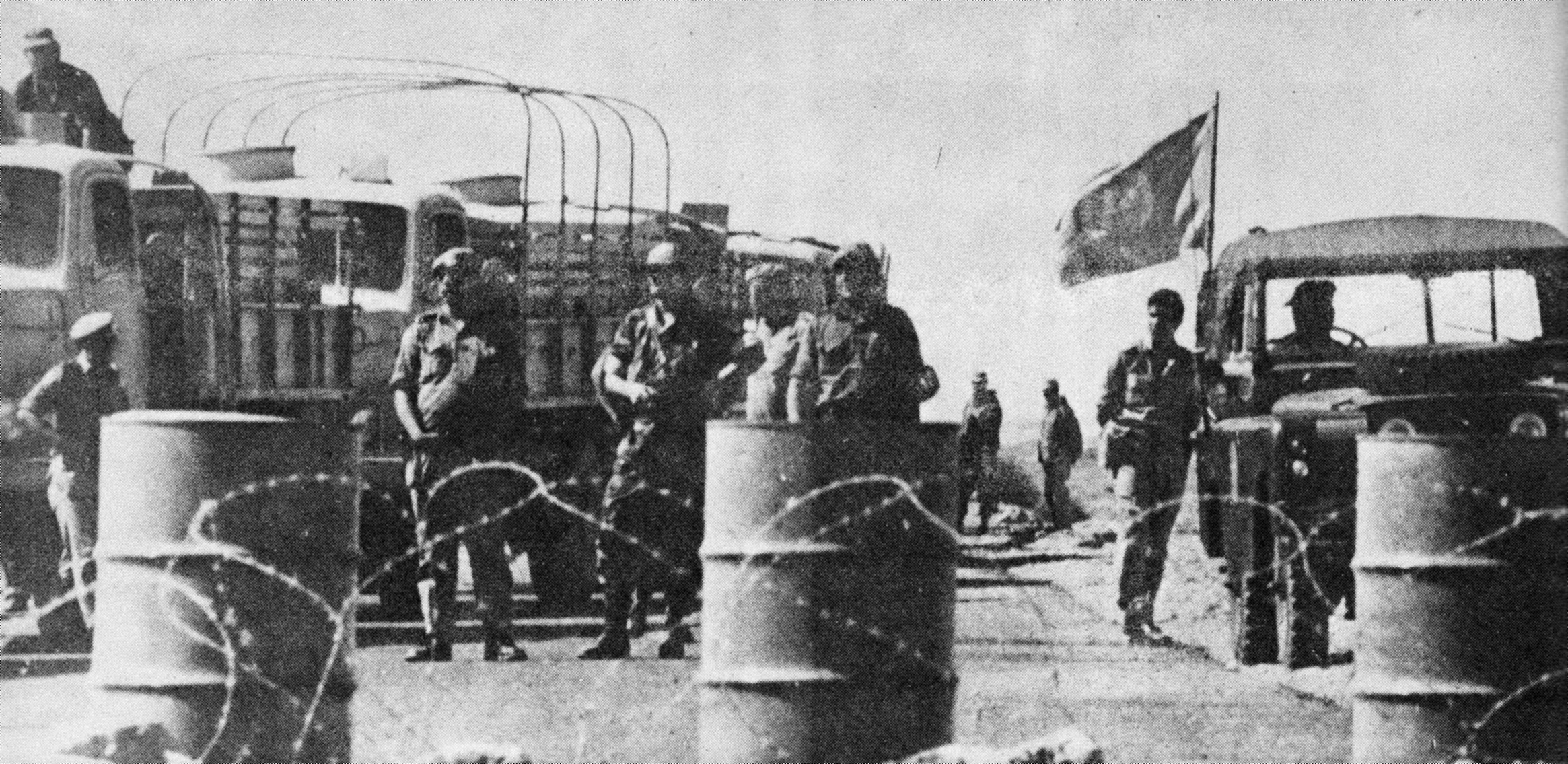
Pohotovostní jednotky OSN na 101. kilometru

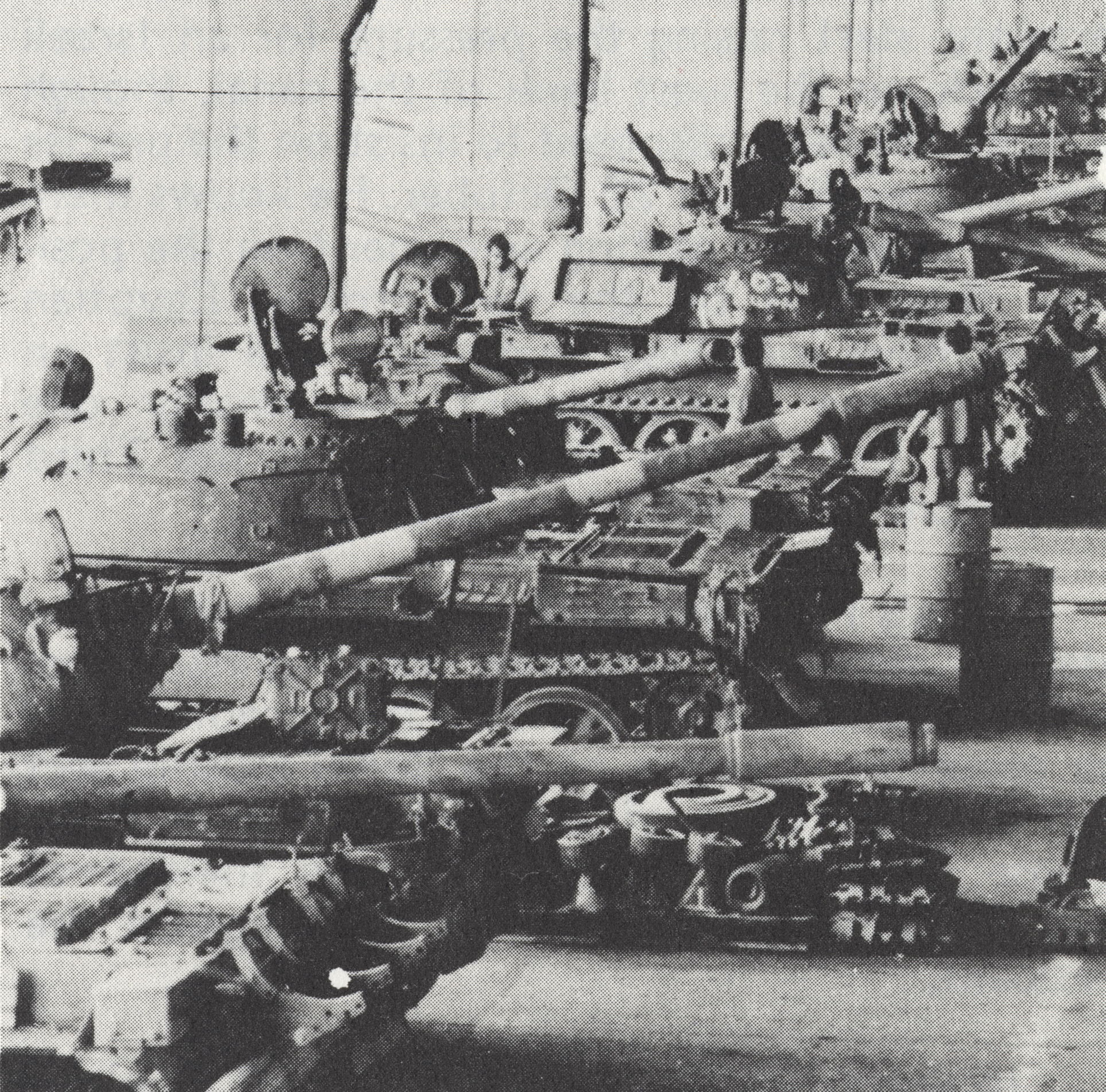
Izrael ihned v říjnu 1973 začal opravovat ukořistěné nepřátelské tanky

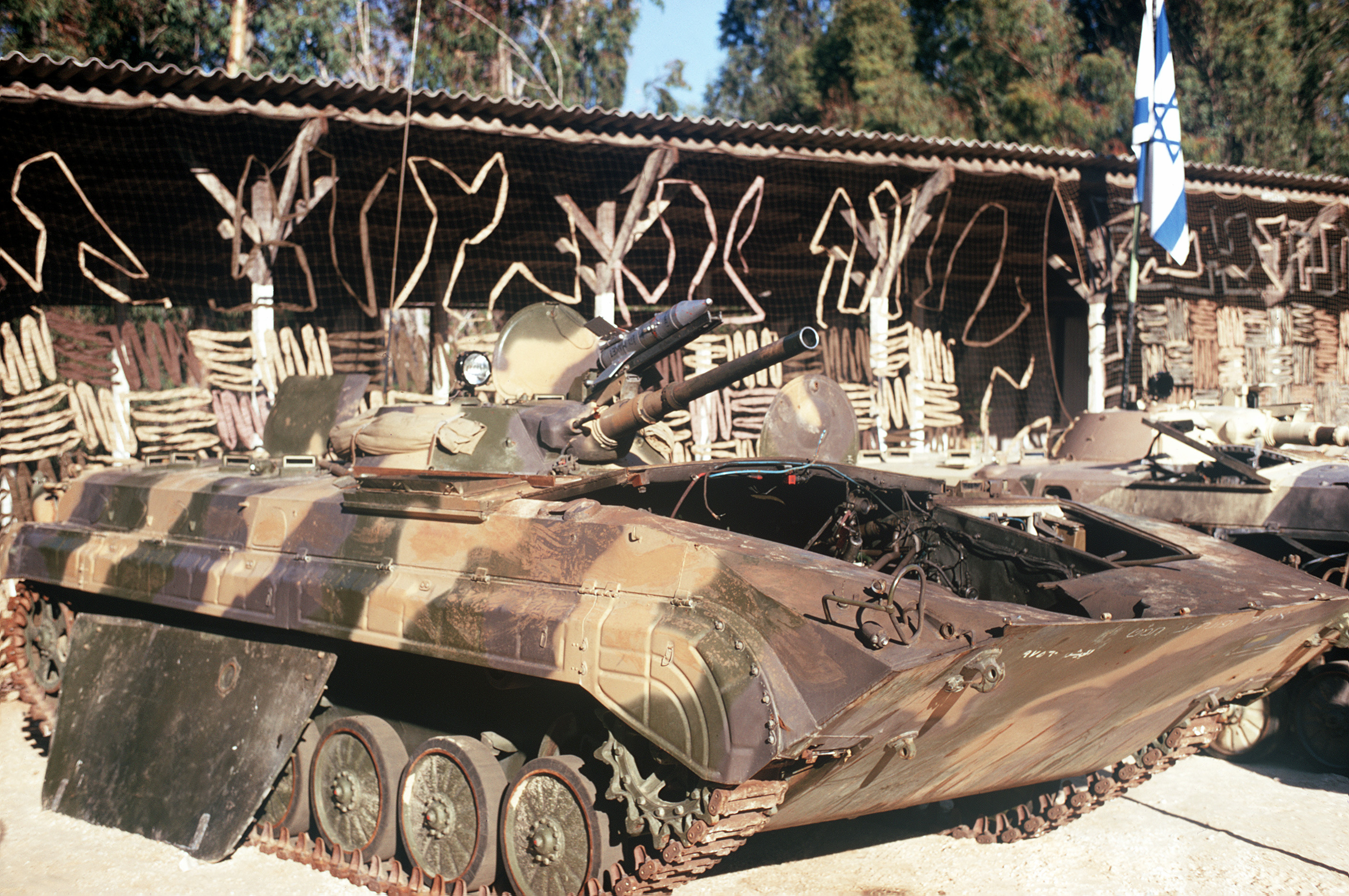
BMP-1 získané Izraelci

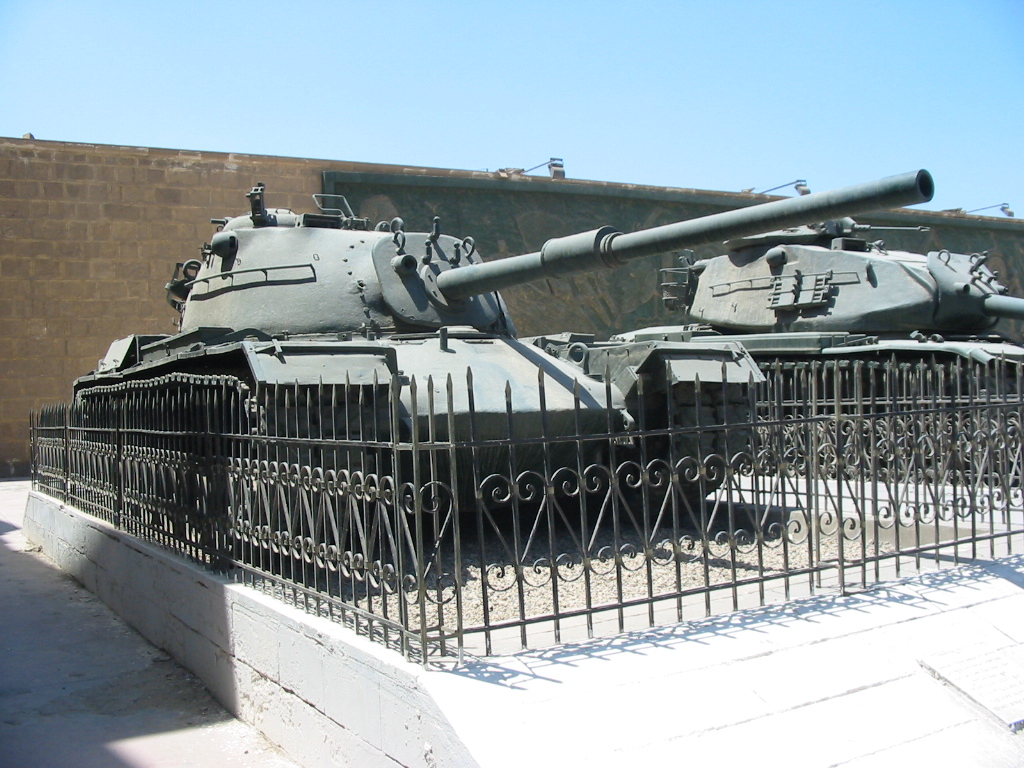
Egyptem zabraný izraelský tank M48 Patton

### Izrael
Izrael se v jomkipurské válce paradoxně stal obětí svého snadného vítězství v šestidenní válce. V izraelské veřejnosti jednoznačné vítězství v minulé válce ještě více utvrdilo přesvědčení o arabské nemohoucnosti a neschopnosti vést efektivně válku. Toto přesvědčení, mnohdy přecházející až v pohrdání, prostoupilo nejen celou společnost, ale i IOS, včetně nejvyššího velení a vojenské zpravodajské služby Aman. To vedlo k tomu, že i zřejmé známky hrozícího arabského útoku byly ignorovány či odmítány jen na základě přesvědčení o vlastní vojenské nadřazenosti. Další strategickou chybou byl špatný výklad jednotlivých egyptských kroků, které samy o sobě neznamenaly přípravy na válku, ale při jejich spojení a navíc při existenci podobných kroků i v Sýrii se měly stát varováním nejvyšší naléhavosti.
Po zahájení samotné války se projevily další negativní tendence, které působily Izraeli potíže. Vzhledem k tomu, že někteří z izraelských velitelů byli zároveň vnitropoliticky angažovaní, docházelo k řadě případů, kdy tito velitelé obcházeli své nadřízené a komunikovali přímo s ústředím. Zatímco na syrské frontě se během krátké doby podařilo situaci stabilizovat zejména díky dobrým osobním vztahům jednotlivých velitelů, na sinajské frontě se vinou takřka averzí mezi některými izraelskými velícími důstojníky situace zhoršovala. Izraelská doktrína tankové války se zhroutila. Představa, že tankové jednotky mohou útočit bez přímé podpory pěchoty, se ukázala jako jedna z nejnebezpečnějších koncepcí používaných v izraelské armádě. Izraelská pěchota, pokud byla nasazena, byla vybavena nevyhovujícími zbraněmi, které zaostávaly za sovětskou výzbrojí (vybavenost protitankovými prostředky u izraelské pěchoty byla tristní).
Již během suezské války dospěli Izraelci k názoru, že rozhodujícím prvkem moderní války je tank. Velení armády již od počátku budovalo letectvo jako dominantní prvek v izraelské vojenské strategii, který se zdál přiměřenou odpovědí na silné dělostřelectvo budované arabskými zeměmi, zejména Egyptem. Definitivně si tuto tezi potvrdili během šestidenní války. Precizně manévrující tankové jednotky s podporou letectva (kterému se začalo přezdívat létající dělostřelectvo) se staly dominantním prvkem izraelské bojové strategie. Většina (omezeného) izraelského rozpočtu na armádu šla do letectva (52 % v roce 1973), velká část zbytku byla vynakládána na nákup tanků. Nákupy ostatní techniky byly v důsledku toho omezeny. Tankové jednotky v předvečer jomkipurské války prakticky postrádaly motorizovanou pěchotu. Nová situace nastolená podmínkami jomkipurské války byla tak frustrující zejména pro izraelské letectvo, jež bylo zvyklé hrát v podobných konfliktech dominantní roli. Nyní se kvůli sovětským protileteckým raketám letecké útoky na egyptské a syrské pozice staly prakticky sebevražednými. V průběhu jomkipurské války se ale ukázala scestnost preferování letectva, neboť za situace, kdy byla izraelská letadla ničena egyptským a syrským raketovým deštníkem, nedokázalo slabé izraelské dělostřelectvo poskytnout vlastním jednotkám dostatečnou podporu.
Později došlo k přehodnocení některých závěrů vyvozených z bojů; popřena byla tiskem původně zveličená úspěšnost PTRK (protitankového raketového kompletu) 9M14M Maljutka (AT-3 SAGGER). Odtajněné rozbory totiž ukázaly, že plnou polovinu zásahů izraelských tanků způsobila tanková střelba, z velké části ze 115mm kanónu tanků T-62. Na druhém místě byly RPG, díky velmi členitému terénu a velmi krátkým vzdálenostem bojů. Maljutky byly až na 3. místě, což bylo způsobeno členitostí terénu, nutností letu alespoň 300 m pro zachycení optikou a obrovským množstvím zvířeného kouře a prachu. Rozbory bojů, zejména v oblasti tankových vojsk, vedly ke vzniku izraelského tanku Merkava.
Válka změnila i pohled izraelské veřejnosti na IOS. Jomkipurskou válkou se skončilo období nekritického obdivu Izraelců vůči vlastní armádě. Kritika, zejména v izraelském tisku, vedla ke vzniku Agranatovy komise. Goldu Meirovou tato válka stála premiérské křeslo. Stala se sice v r. 1974 znovu ministerskou předsedkyní, ale po zveřejnění výsledků šetření příčin úvodních izraelských porážek Agranatovou komisí odstoupila a vystřídal ji Jicchak Rabin. Demisi později podal i ministr obrany Moše Dajan. Bezprostředně po zveřejnění výsledků šetření Agranatovy komise byl propuštěn náčelník Generálního štábu David Elazar, náčelník vojenské zpravodajské služby Eli Zeira a náčelník jižního velitelství Šmu'el Gonen.

### Egypt a Sýrie
Na egyptské a syrské straně byla dominantním faktorem počátečních úspěchů pečlivá příprava na válku. Vzrostl důraz na výcvik vojáků a jejich odborné znalosti. Egyptští vojenští analytici pečlivě vyhodnocovali veškeré dostupné záznamy o izraelské taktice boje a tomu přizpůsobovali i plánování války. Proti silnému izraelskému letectvu postavili protiletecké rakety, proti izraelským tankovým jednotkám pěchotu vybavenou protitankovými střelami. Pečlivě a zevrubně byl naplánován i přechod přes Suezský průplav (tato vyloďovací operace byla později hodnocena jako nejlepší od vylodění Spojenců v Normandii). Mnoho energie bylo věnováno i klamným manévrům a utajení, díky nimž byl Izrael do poslední chvíle na pochybách o hrozbě války (egyptskému velení se podařilo utajit zahájení války i před vlastní armádou, a to včetně vysokých velitelů). Přes počáteční úspěchy (Egypt úspěšně přešel Suezský průliv a paralyzoval Bar Levovu linii a syrské jednotky zatlačily izraelské obránce až skoro ke Galilejskému jezeru) ale celý útok vyzněl do ztracena. Egypťané sice precizně naplánovali přechod Suezského průplavu, ale plány na další postup k průsmykům Mitla a Gidi byly připraveny jen rámcově, navíc po překročení Suezského průplavu a vybudování předmostí se egyptské jednotky již významně nepokoušely o další postup. Egypt navíc své operace plánoval dogmaticky pod vlivem sovětské vojenské doktríny, která byla izraelským velitelům známá, a proto se na jednotlivé kroky předem připravili.
Egyptský prezident Sádát, který obdržel za usmíření s Izraelem a později za uzavření mírové dohody v Camp Davidu (1978) Nobelovu cenu, byl v říjnu 1981 během vojenské přehlídky zavražděn komandem radikálů z Egyptského islámského džihádu.

## Ztráty

### Lidská síla
V případě Egypta a Sýrie jde o odhady, které obě země nikdy nepotvrdily ani nevyvrátily.
| Stát      | Počet padlých vojáků | Zranění        | Zajatých |
| --------- | -------------------- | -------------- | -------- |
| Izrael    | 2 687 - 2 838        | 7 251          | 314      |
| Egypt     | 5 000 - 12 000       | 2 000 - 35 000 | 8 400    |
| Sýrie     | 3 500                | 5 600          | 348      |
| Jordánsko | 23                   | 77             | -        |
| Irák      | 278                  | 898            | 13       |
| Maroko    | ?                    | ?              | 6        |

### Výzbroj
| Stát      | Tanky | Letadla | Lodě |
| --------- | ----- | ------- | ---- |
| Izrael    | 840   | 118     | -    |
| Egypt     | 1100  | 223     | -    |
| Sýrie     | 1181  | 222     | 12   |
| Irák      | 50    | ?       | -    |
| Jordánsko | 20    | -       | -    |

400 egyptských a syrských tanků se Izraeli podařilo získat v provozuschopném stavu a později zařadit do výzbroje IOS pod názvem Tiran. Relativně nízké izraelské ztráty tanků jsou způsobeny činnosti opravárenských čet, které řadu zasažených tanků opravily a vrátily zpět do bojů.